# Museum Europäischer Kulturen
Koordinaten: 52° 27′ 20,2″ N, 13° 17′ 33,5″ O

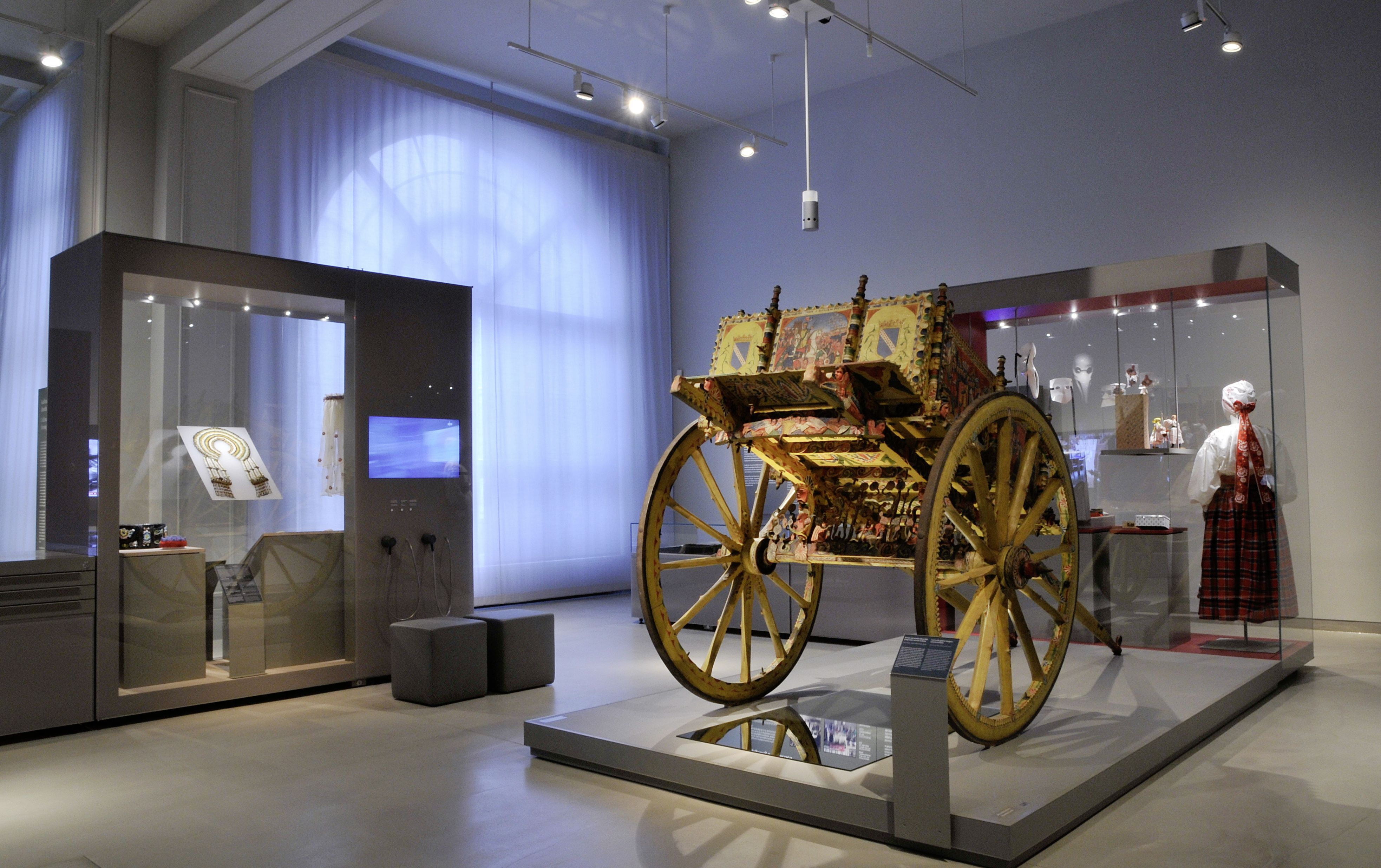
Blick in die ständige Sammlungspräsentation mit dem Carrettu sicilianu (2011)

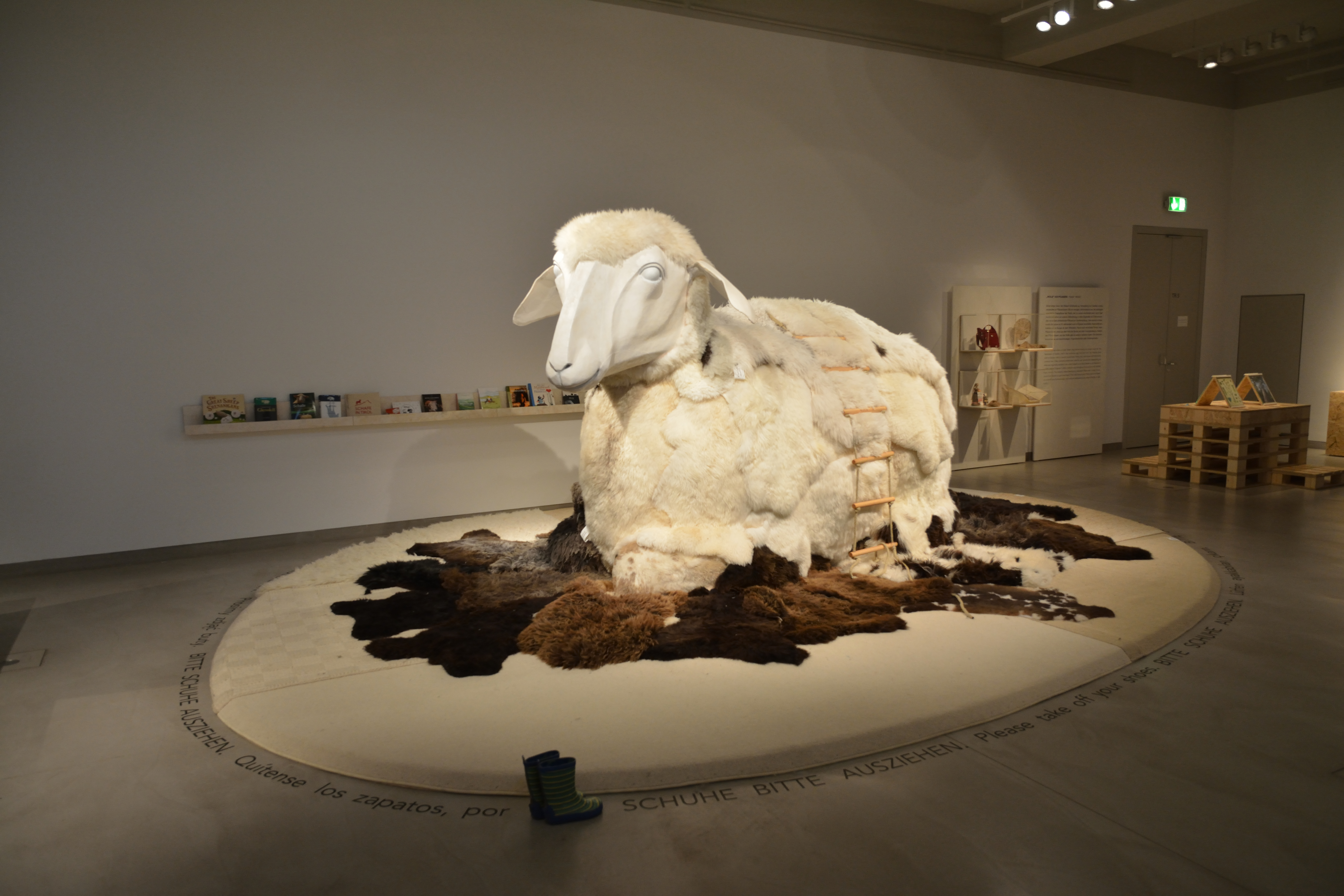
Blick in die Sonderausstellung Wolle, 2017–2019

Das Museum Europäischer Kulturen (MEK) ist ein kultur- und alltagsgeschichtliches Museum in Berlin, das einen Hybriden von Museen für Alltagskultur, ethnologischen Museen und Europamuseen darstellt. Es setzt sich mit den Lebenswelten in Deutschland und Europa vom 18. Jahrhundert bis in die Gegenwart auseinander. Seine ständige Sammlungspräsentation sowie die museale Forschungsarbeit gelten den Kulturkontakten über nationale und sprachliche Grenzen hinweg. Mit 285.000 Exponaten gehört das Museum Europäischer Kulturen zu den größten Institutionen seiner Art. Schnittmengen der Sammlungen gibt es mit dem Nordiska Museet in Stockholm und dem Österreichischen Museum für Volkskunde in Wien. Die Sammlungen dieser beiden Museen widmen sich jedoch nicht explizit Europa. Das Museum der Zivilisationen Europas und des Mittelmeers in Marseille ähnelt dem Museum Europäischer Kulturen in seinem Zugriff, ist jedoch auf den Mittelmeerraum ausgerichtet. Darüber hinaus gibt es Schnittmengen mit dem Haus der Europäischen Geschichte in Brüssel, das jedoch über keine historische Sammlung verfügt.
Das Museum gehört zum Verbund der Staatlichen Museen zu Berlin der Stiftung Preußischer Kulturbesitz. Es entstand 1999 aus der Zusammenlegung des Museums für Volkskunde mit der Abteilung Europa des Museums für Völkerkunde. Seit 2005 ist der Bruno-Paul-Bau, das älteste Gebäude des Museumsquartiers Dahlem, das Gebäude des Museums für die Sammlungspräsentation. Nach der Renovierung eröffnete dort 2011 die ständige Ausstellung Kulturkontakte. Leben in Europa.
Die Keimzelle der Sammlung stellte der sogenannte „Europäische Schrank“ im 1859 eröffneten Neuen Museum dar. 1889 gründete Rudolf Virchow mit dem „Museum für deutsche Volkstrachten und Erzeugnisse des Hausgewerbes“ das volkskundliche Museum in Berlin auf privater Initiative hin. Sitz des Museums war das Palais Creutz in der Klosterstraße. Seine Sammlung wurde 1904 den Königlichen Museen zu Berlin angegliedert, jedoch nicht als eigenständiges Museum, sondern als „Königliche Sammlung für deutsche Volkskunde“ der prähistorischen Abteilung des Völkerkundemuseums zugeordnet. Bis zur Gründung des „Staatlichen Museums für deutsche Volkskunde“ im Verband der Staatlichen Museen zu Berlin im Jahr 1935 mit dem neuen Standort Schloss Bellevue hatte das Museum im Palais Creutz mit erheblicher Raumnot gekämpft. Im Nationalsozialismus näherten sich das Museum und sein Direktor Konrad Hahm der völkischen Ideologie an, um so zum einen die institutionelle Eigenschaft zu erhalten und zum anderen größere Ressourcen zur Verfügung zu haben. Seinen Standort Schloss Bellevue musste das Museum bereits 1938 wegen der Umnutzung zum „Reichsgästehaus“ räumen. Neuer Standort wurde das Prinzessinnenpalais, das nur noch Platz für Sonderausstellungen bot. Im Zweiten Weltkrieg gingen 80 Prozent der historischen Sammlung verloren. Im Zuge der deutschen Teilung gab es in der Folge volkskundliche Parallelmuseen in West- und Ostberlin. Zwar wurde in Ostberlin direkt nach dem Krieg mit der Bergung der Sammlungsreste und der Wiederaufnahme des Museumsbetriebs begonnen, jedoch konstituierte sich das Museum für Volkskunde erst Mitte der 1950er Jahre und wurde in der Folge im Pergamonmuseum auf der Museumsinsel untergebracht. In Westberlin wurde das „Museum für deutsche Volkskunde“ 1966 mit von den amerikanischen Besatzern zurückgeführten Objekten wiedergegründet und befand sich ab Mitte der 1970er Jahre in Berlin-Dahlem. Sowohl in Ost- als auch in Westberlin lag der Fokus auf dem Wiederaufbau der Sammlungen in den Traditionslinien der Vorkriegstätigkeit. Erst allmählich entfernte sich dieser Schwerpunkt von der Alltags- und Arbeitskultur des dörflich-ländlichen Raumes hin zum Leben der Stadtbevölkerung und der Gegenwart. Nach der deutschen Wiedervereinigung wurden beide Museen zum Museum für Volkskunde vereinigt und die Fusion mit der Abteilung Europa des Museums für Völkerkunde, die Mitte der 1930er Jahre gegründet worden war, vorangetrieben.
Die Sammlung umfasst materielles und immaterielles Kulturerbe vornehmlich aus Deutschland und anderen Ländern Europas mit einem Schwerpunkt auf Ost- und Südosteuropa. Bedeutend sind die Bestände von Textilien, Populärgrafik und Fotografien wie auch die thematischen Sammlungen zur naiven Kunst, Ritualen und Formen von Religiosität sowie zur Kindheits- und Jugendkultur. Einzigartig sind die historischen Sammlungen einiger ethnischer Minderheiten in Europa, insbesondere der Samen und Krimtataren.
Im Jahr 2019 verzeichnete das Museum Europäischer Kulturen 24.000 Besucher.

## Geschichte
Siehe auch: Liste der Direktoren des Museums Europäischer Kulturen

### Vorgeschichte: Erste europäische Ethnographica in den Berliner Sammlungen (bis 1889)

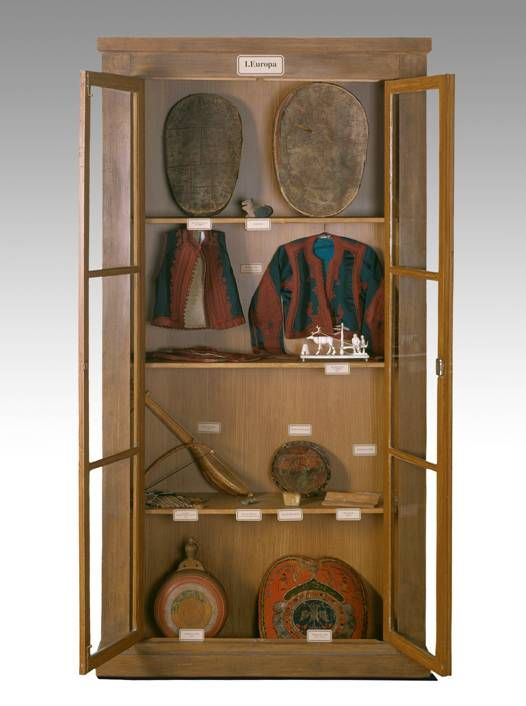
Rekonstruktion des Europäischen Schranks aus dem Neuen Museum, 1999

Objekte der europäischen Volkskunde wurden in Berlin erstmals im sogenannten „Europäischen Schrank“ des 1859 eröffneten Neuen Museums, das unter anderem die völkerkundliche Sammlung beherbergte, gezeigt. In der Folge wurde 1873 das Völkerkundemuseum gegründet, das auch eine europäische Sammlung mit rund 250 Objekten umfasste. 1878 bemühte sich Rudolf Virchow mit einer Eingabe beim zuständigen Ministerium darum, eine nationale Abteilung für Trachten und Geräte im Museum zu gründen. Angeregt war er dabei durch die Sammlung und Ausstellung des 1872 durch Artur Hazelius gegründeten Nordiska Museet in Stockholm, das er 1874 besichtigt hatte, und die erfolgreiche Präsentation dieser Sammlung auf der Pariser Weltausstellung 1878. Virchow ging davon aus, dass die Gegenstände für eine solche Abteilung im Völkerkundemuseum trotz der fortschreitenden Industrialisierung noch in den deutschen Regionen vorhanden gewesen wären. Sein Vorstoß wurde seitens des Ministeriums jedoch nicht aufgegriffen. Die Aufstellung der bereits vorhandenen europäischen Ethnographica im 1886 eröffneten eigenen Gebäude des Völkerkundemuseums kam aufgrund des Platzmangels nicht zustande. Deshalb wurde die Idee entwickelt, die europäischen und außereuropäischen Sammlungen zu trennen: So sollte ein Nationalmuseum entstehen, das der Geschichte der europäischen Völker mit einem Schwerpunkt auf der deutschen Kultur gewidmet werden sollte. Es waren nicht nur widerstreitende wissenschaftliche Meinungen und Probleme bei der Finanzierung, die die Realisierung eines solchen Projekts verhinderten. Dazu trugen gleichermaßen die politischen Rahmenbedingungen bei, die nach der Gründung des Deutschen Reiches 1871 ein sich ausdifferenzierendes Interesse zwischen dem nationalen Bezugsrahmen und kolonialpolitischen Zielen unter Vernachlässigung des europäischen Raumes zur Folge hatten.

### Entwicklung des Museums im Kaiserreich

#### Virchows Engagement und das „Museum für deutsche Volkstrachten und Erzeugnisse des Hausgewerbes“ (1889–1904)

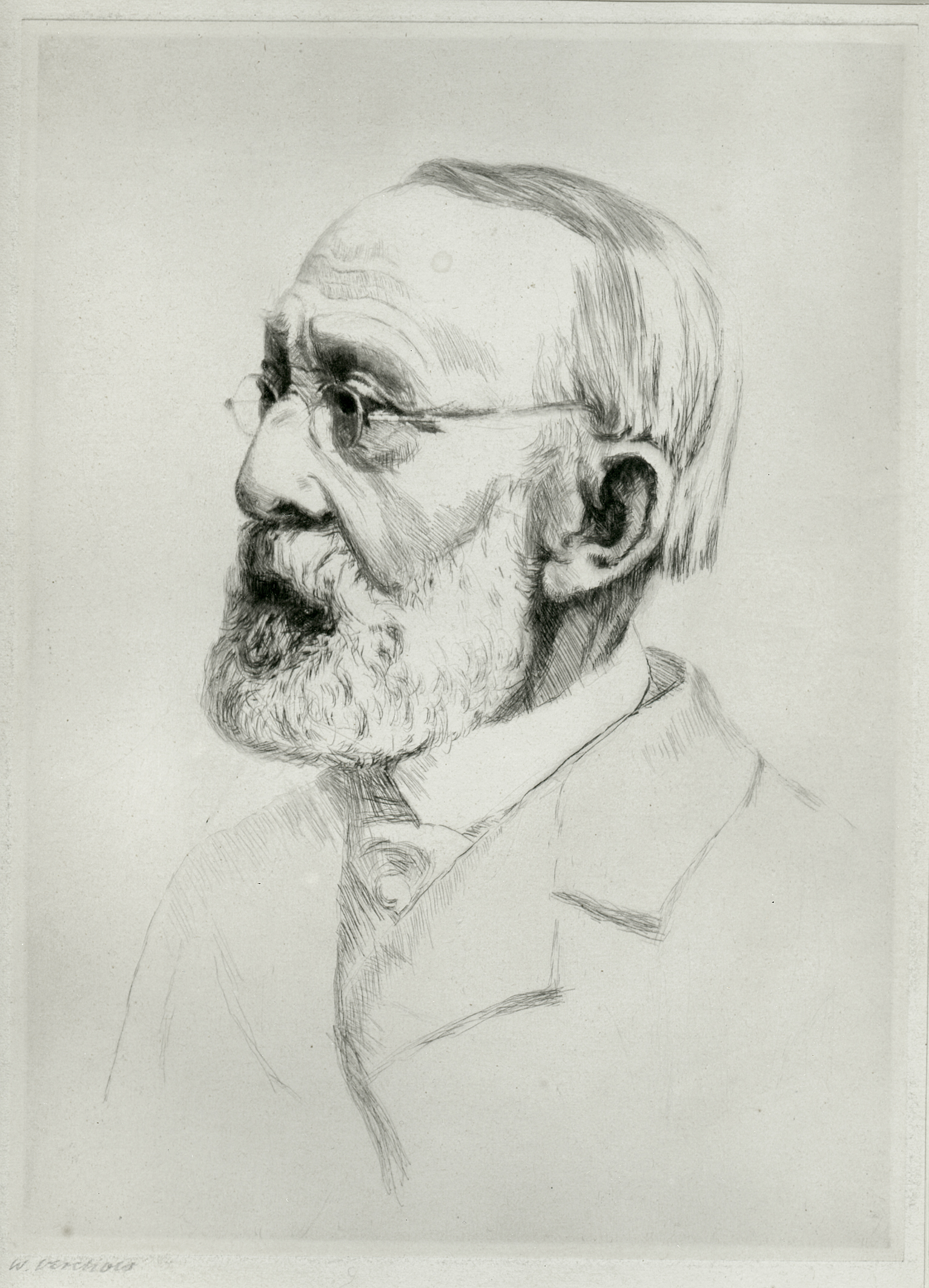
Porträt Rudolf Virchows, Kaltnadelradierung, um 1900, Schenkung an das Museum durch den Sohn Konrad Hahms

Nachdem Virchows Vorstoß für die Einrichtung einer eigenen Abteilung im Rahmen des Völkerkundemuseums durch das Kultusministerium abgelehnt worden war, trieb er in privater Initiative die Gründung eines nationalen Museums für Geräte und Trachten voran. Zu diesem Zweck regte er eine Sammlungsreise nach Mönchgut auf Rügen an, da in diesem Fischerort, den er 1886 besucht hatte, Kleidung und Hausgerät von der Industrialisierung noch weitgehend unberührt waren. Das Sammlungsvorhaben wurde durch den Stettiner Lehrer Ulrich Jahn, der zuvor in Pommern Befragungen zu Sagen und Volksglauben durchgeführt hatte, durchgeführt und von Louis Castan, dem Besitzer des Berliner Panopticums, finanziert. Jahn trug Frauen- und Männertrachten, Fischfanggeräte und Hausgeräte wie etwa reich verzierte Schwingelblätter zusammen. Im November 1888 wurde die Mönchgut-Sammlung im Panopticum Castans präsentiert, da dort auch die nötige Expertise für die Aufstellung der Trachtenfiguren vorhanden war.
Aufgrund des Erfolgs dieser Ausstellung gründete Virchow 1889 ein Komitee, um weitere Erwerbungen zu tätigen und so die Einrichtung eines „Deutschen Museums für Trachten und Geräte“ zu ermöglichen. Diesem gehörten Mitglieder der Berliner Gesellschaft für Anthropologie, Ethnologie und Urgeschichte, Museumsdirektoren, Bankiers, Kaufleute und Juristen an. Ziel war das Sammeln von Objekten der vorindustriellen deutschen Kultur sowie aus den deutschsprachigen Gebieten der Schweiz und Österreichs. Im selben Jahr bot Kultusminister Gustav von Goßler, der Virchows anthropologisches Interesse teilte, diesem sieben Räume im Erdgeschoss des Palais Creutz, das vom Hygieneinstitut genutzt wurde, zur Nutzung an. Anlässlich dieser Gelegenheit gründete Virchow mit dem Komitee das „Museum für Trachten und Gewerbe“. Am 27. Oktober 1889 wurde das Museum in den Räumlichkeiten im Palais Creutz unter dem Namen „Museum für deutsche Volkstrachten und Erzeugnisse des Hausgewerbes“ eröffnet.
Virchow sah in Form, Verzierung und Verwendungszweck der Gegenstände Verbindungen zur Vor- und Frühgeschichte gegeben, vernachlässigte aber auch nicht neuere Erscheinungen wie etwa Trachten, die als Nationaltrachten zunehmend im Kontext der jüngeren historischen und politischen Entwicklung standen. Besonderes Interesse brachte er den konstanten Formen im Hausbau entgegen. Dies schlug sich auch in der Sammlung und Präsentation des „Museums für deutsche Volkstrachten und Erzeugnisse des Hausgewerbes“ nieder, die Hausmodelle umfasste. Die Einrichtung eines Freilichtmuseums mit verschiedenen Haustypen zog Virchow hingegen nicht in Erwägung. Dem Vorbild des Nordischen Museums in Stockholm folgend sollten fünf Räume eingerichtet werden, in denen verschiedene Objekte zu kulturhistorischen „Bildern“ zusammengeführt werden sollten. Nur die „Spreewaldstube“ und die „Stube aus dem Elsass“ wurden tatsächlich realisiert, erstere galt als eine der Attraktionen des Museums.
In Vorbereitung der Eröffnung wurden verschiedene Sammelreisen unternommen, die insbesondere durch Kredite des Bankiers Alexander Meyer-Cohn, der auch weitere Ankäufe finanzierte, ermöglicht wurden. Ulrich Jahn, der seit Frühjahr 1889 Leiter des Museums war, reiste durch die Mark Brandenburg, Pommern, die Lausitz, in die Vierlande und das Alte Land. In Bayern war Adrian Jacobsen für das Museum tätig, der zuvor bereits für das Völkerkundemuseum gesammelt hatte und zudem für kurze Zeit als erster Kustos des Museums unter Jahn tätig war. Im Elsass und der Schweiz war Robert Forrer für das Museum aktiv, im Ermland und im Memelgebiet war es Adalbert Bezzenberger, der Objekte für das Museum zusammentrug. Auch Virchow selbst sammelte einige Objekte. Neben Orten, die aufgrund der Verkehrslage recht isoliert waren und wo sich deshalb eine ausgeprägte Volkskultur überliefert hatte, lag der Schwerpunkt der Sammeltätigkeit auf Regionen mit fremden Bevölkerungsanteilen wie der Spreewald sowie im Baltikum. Daraus erklären sich die intensiven Bemühungen um die Erwerbung einer litauischen Sammlung aus Ostpreußen, die erst nach der Eröffnung des Museums in Berlin eintraf. Die angeregte Sammeltätigkeit führte dazu, dass die Räumlichkeiten des Museums bereits bei der Eröffnung zu klein waren; große Bestände mussten deponiert werden.
Die Eröffnung des „Museums für deutsche Volkstrachten und Erzeugnisse des Hausgewerbes“ stieß auf großes nationales und internationales Interesse. Insbesondere im deutschsprachigen Ausland wurden die Sammelbemühungen des Berliner Museums als Konkurrenz gegenüber eigenen Interessen wahrgenommen. Heinrich Angst, später Direktor des Schweizerischen Landesmuseums in Zürich, setzte sich kritisch mit der Sammelreise Robert Forrers und der Abwanderung nationalen Kulturguts auseinander. Michael Haberlandt, der 1897 das Österreichische Museum für Volkskunde in Wien gründete, veröffentlichte Listen von österreichischen Objekten, die in das Berliner Museum gelangten. Virchow bemühte sich in der Folge weiterhin um die Übernahme der Sammlung in die Königlichen Museen. Trotz der Trennung der Volkskunde von der Anthropologie in Folge der Gründung des „Berliner Vereins für Volkskunde“ durch Karl Weinhold 1890, strebte er immer noch die Anbindung an die Vorgeschichte und Anthropologie an.
1891 stellte Virchow gemeinsam mit dem Direktor der prähistorischen Abteilung des Völkerkundemuseums, Albert Voß, beim Kultusministerium den Antrag für ein neues Deutsches Museum für Altertümer und Volkskunde, das die Museumssammlung mit der prähistorischen Abteilung des Völkerkundemuseums und der Sammlung der Anthropologischen Gesellschaft vereinen sollte. Da dieser Vorstoß nicht zum Erfolg führte, setzte Virchow internationale Ausstellungsbeteiligungen zur Werbung für seine Institution ein: 1891 beteiligte sich das „Museum für deutsche Volkstrachten und Erzeugnisse des Hausgewerbes“ an der German Exhibition in London mit Stubeneinrichtungen aus Nord- und Ostfriesland. 1893 bespielte das Museum ein großes Gelände auf der World’s Columbian Exposition in Chicago mit einer „Deutsch-ethnographischen Ausstellung“. Die Finanzierung dieses Vorhabens übernahm ein Konsortium von Banken und deutschen Geschäftsleuten in New York. Direktor Jahn trug für diesen Anlass neue Objekte auf Sammelreisen zusammen, deren Rückführung nach Deutschland Virchow als nationales Kulturgut bereits im Vorfeld absicherte. Die „Deutsch-ethnographische Ausstellung“ in Chicago stellte die bis dahin größte Präsentation einer volkskundlichen Sammlung im In- und Ausland dar. 1894 gelangte das Chicagoer Konvolut als Leihgabe ins Museum, 1898 kamen die langwierigen Verhandlungen über eine Schenkung zu einem positiven Abschluss.
Neben den internationalen Ausstellungsbeteiligungen nutzte das Museum auch die Berliner Gewerbeausstellung 1896 im Treptower Park zur Eigenwerbung: Die Brauerei Patzenhofer errichtete ihr Schankgebäude in Form eines Spreewälder Hauses, in dem dann die populäre „Spreewaldstube“ des Museums aufgebaut war. Ende der 1890er Jahre setzte zudem angesichts der beengten Platzverhältnisse im Palais Creutz die Veranstaltung von Sonderausstellungen mit Beständen aus der Sammlung an anderen Ausstellungsorten in Berlin ein.
Diese Bemühungen hatten jedoch lange Zeit nicht den Effekt, eine Eingliederung in die Königlichen Sammlungen zu erwirken. 1902, als mit Virchow der bedeutendste Förderer und Impulsgeber des Museums verstarb, erhielt das Museum die Kündigung der Räume im Palais Creutz. Bereits zuvor war die Angliederung der Sammlung an das Germanische Nationalmuseum in Nürnberg erwogen worden; nun kam die Idee einer Angliederung an das Märkische Museum auf, um sie so für die Reichshauptstadt zu sichern. Aber auch dieser Vorstoß scheiterte, womit die Abwanderung der Sammlung weiterhin im Raum stand. Angebote zur Übernahme gab es aus Weimar, wo ein Volkskundemuseum geplant wurde, und aus Hamburg, wo durch die Initiative Justus Brinckmanns bereits Objekte zur Volkskultur des Hamburger Umlandes gesammelt worden waren und die Unterbringung der Sammlung in einem Erweiterungsbau des Museums für Kunst und Gewerbe sowie eventuell ein Freilichtmuseum vorgesehen waren. Der Museumsverein plante, eines dieser Angebote anzunehmen, falls sich beim Kultusministerium nicht doch die Aufnahme in den Verband der Königlichen Museen zu Berlin erreichen ließe. James Simon, der zweite Vorsitzende des Vereins, bewegte Kaiser Wilhelm II. zum Eingreifen, so dass das Museum 1904 auf Beschluss des Kultusministeriums als „Sammlung für deutsche Volkskunde“ der prähistorischen Abteilung des Völkerkundemuseums mit eigenem Ankaufsetat zugeordnet wurde.

#### Einbindung in die Königlichen Museen als „Königliche Sammlung für deutsche Volkskunde“ (1904–1918)
Nachdem das Museum 1904, zwei Jahre nach Virchows Tod, als „Königliche Sammlung für deutsche Volkskunde“ in den Verband der Königlichen Museen aufgenommen und der prähistorischen Abteilung des Völkerkundemuseums zugeordnet worden war, übernahm Karl Brunner, der bis dahin Assistent an der prähistorischen Sammlung war, die Leitung der Sammlung. Die Erweiterung der Sammlung wurde weiterhin von der Erwerbungskommission des privaten Vereins, der nun als „Verein der Sammlung für deutsche Volkskunde“ firmierte, betrieben. Nachdem der Vorsitzende Max Bartels verstorben war, übernahm James Simon 1904 den Vereinsvorsitz.
Um die Eingliederung des Museums in die Königlichen Museen zu Berlin kulminierte in den Jahren 1902 bis 1905 die Debatte um die mögliche Einrichtung eines zentralen Freilichtmuseums in Berlin. Ein Bezugspunkt der Diskussion war das Skansen-Museum in Stockholm, zudem hätte sich in so einem Museum das starke Interesse an der Hausforschung, die sowohl in Deutschland als auch im europäischen Ausland bedeutend war, niederschlagen können. Letztendlich griff der Generaldirektor der Berliner Museen, Wilhelm von Bode, diese Bestrebungen nicht auf, sondern verfolgte eigene Pläne, insbesondere den Bau des Pergamonmuseums. In seiner Museumsschrift aus dem Jahr 1907 tauchte das Freilichtmuseum nicht auf.
Die Ablehnung durch Bode führte zu einem Ansehensverlust des Museums, dem Brunner mit verstärkten Aktivitäten wie Ausstellungsbeteiligungen in Berlin, verstärkten Kontakten zum Verein für Volkskunde und der Stärkung des wissenschaftlichen Profils zu begegnen versuchte. Auch Carl Schuchhardt als Direktor der prähistorischen Sammlungen stärkte die Stellung der volkskundlichen Sammlung im Museumsverbund.

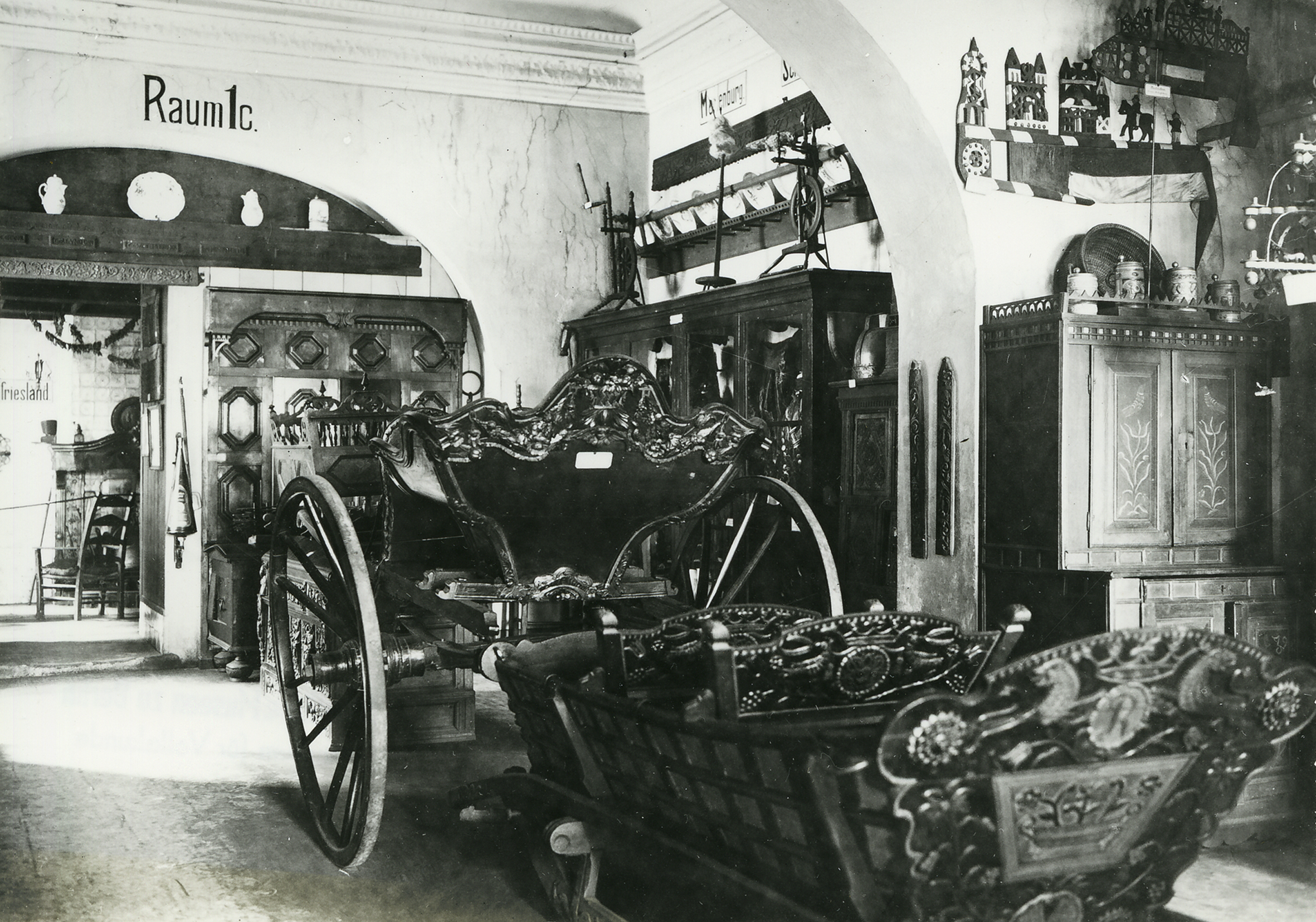
Unbekannter Photograph, Sammlung für deutsche Volkskunde im Palais Creutz, Blick in die Ausstellung, nach 1909

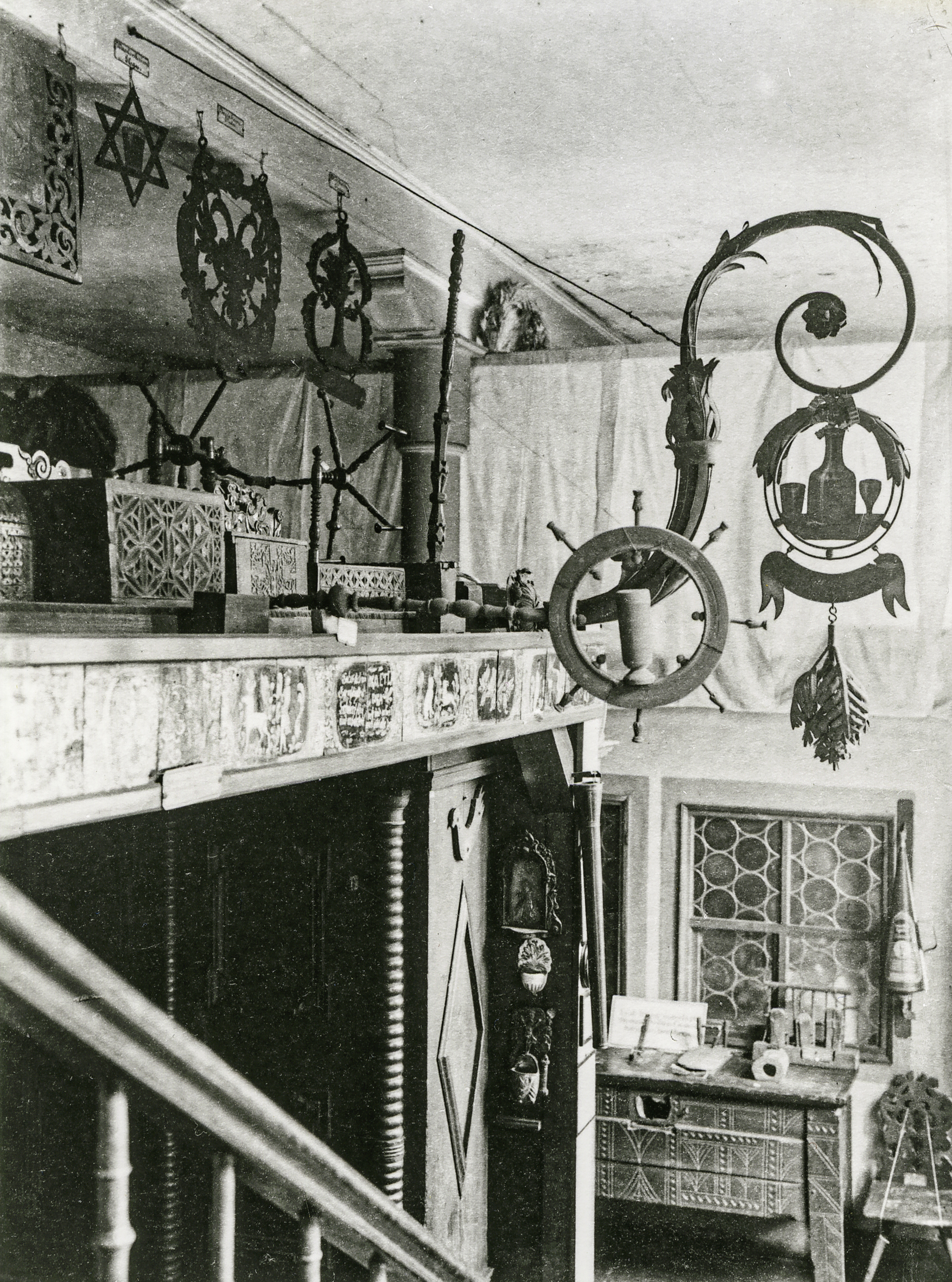
Unbekannter Photograph, Sammlung für deutsche Volkskunde im Palais Creutz, Klosterstraße 36, Treppenaufgang, 1933

Die weiteren europäischen Sammlungen am Völkerkundemuseum wurden von den Leitern der vorderasiatischen und indischen Abteilung betreut, eine systematische Erweiterung dieser Bestände erfolgte aber nicht. Einige Objekte wurden zudem an die Sammlung für deutsche Volkskunde übertragen. Diese Trennung der europäischen und deutschen Sammlungen sollte sich in der weiteren Geschichte des Museums bis in die jüngste Vergangenheit fortsetzen. Vor dem Ersten Weltkrieg wurden bedeutende Ankäufe getätigt und Schenkungen in die Sammlung integriert, so dass sich deren Charakter deutlich in Richtung Volksglaube, Brauchtum und Sitte veränderte.
Anlässlich des 25-jährigen Jubiläums der Museumseröffnung im Jahr 1914 richtete Brunner eine neue Sammlungspräsentation ein: Angeregt durch Eduard Hoffmann-Krayer, Direktor des Schweizerischen Museums für Volkskunde in Basel, nahm er eine stärkere Gruppierung der Bestände in vergleichenden Reihen vor. Zugleich behielt Brunner aber die gemischte Aufstellungsform in Stubeneinrichtungen, die ein Kennzeichen der Ausstellung seit der Eröffnung des Museums war, bei. Die Generaldirektion der Königlichen Museen vertrat zum Jubiläum den Standpunkt, dass das Museum bessere Räumlichkeiten benötigte. Der Verlauf des Ersten Weltkriegs verhinderte aber eine Verbesserung der räumlichen Situation.

### „Sammlung für deutsche Volkskunde“ in der Weimarer Republik (1918–1933)
Unter den Bedingungen der Weimarer Republik verbesserte sich die Situation der Sammlung im Verbund der nun Staatlichen Museen zu Berlin nicht, die Raumproblematik blieb weiterhin ungelöst. Zwar bearbeitete Brunner Teile der Sammlung wie etwa die bäuerlichen Holzgeräte mit Wachsverzierungen, Bauerntöpferei, Runenkalender und das Telgter Hungertuch wissenschaftlich, jedoch blieb die Lage prekär: Als Brunner am 1. Oktober 1928 altersbedingt aus seinem Amt ausscheiden musste, war die Sammlung auf 30.000 Objekte angewachsen, jedoch trotz bewilligter Mittel durch den preußischen Landtag 1925 und 1928 nur unzureichend untergebracht. Es gab keine staatlichen Ankaufmittel und außer dem Kustos keine wissenschaftlichen Mitarbeiter.
Die Nachfolge Brunners trat zum 1. November 1928 Konrad Hahm an, der seit 1922 Referent beim Reichskunstwart Edwin Redslob in Berlin war. Dort war er vor allem für die „Arbeitsgemeinschaft für Handwerkskultur“ tätig. Die Stelle beim Reichskunstwart erlaubte es Hahm, verwaltungstechnische Abläufe kennenzulernen und auf wissenschaftstheoretischem Gebiet sowohl nationale wie auch internationale Kontakte zu knüpfen, die er für seine Tätigkeit an der Sammlung fruchtbar machen konnte. So betreute Hahm etwa die Vorbereitungen von deutscher Seite für den vom Reichskunstwart angeregten internationalen Volkskunstkongress in Prag im Mai 1928. Auf diesem Kongress wurde die Internationale Volkskunstkommission gegründet, der 24 nationale Kommissionen angehörten. Die Deutsche Volkskunstkommission stand unter dem Vorsitz Otto Lehmanns, während Hahm die Position des Geschäftsführers innehatte.
Die genauen Umstände der Anstellung Hahms als Leiter der volkskundlichen Sammlung der Staatlichen Museen zu Berlin sind nicht bekannt; wahrscheinlich stand er im Rahmen der Vorbereitungen für die für 1929 in Dresden geplante Volkskunstausstellung mit der Sammlung bereits in Kontakt und kannte ihre Probleme. Als Leiter der volkskundlichen Sammlung übernahm Hahm in der Folge auch den Vorsitz der Deutschen Volkskunstkommission.
Anlässlich des vierzigjährigen Bestehens des Museums im Oktober 1929 veranstaltete Hahm gemeinsam mit der Preußischen Akademie der Künste und dem Verband deutscher Vereine für Volkskunde eine Ausstellung in den Räumlichkeiten der Akademie der Künste am Pariser Platz, die von Max Liebermann eröffnet wurde. Das Konzept der Ausstellung mit der Trennung der Objekte nach Werkstoffgruppen folgte den Prinzipien, die in der Arbeitsgemeinschaft für deutsche Handwerkskultur beim Reichskunstwart entwickelt worden waren. Hahm beabsichtigte mit dieser Schau, zum einen die Bedeutung der Sammlung der Öffentlichkeit zu vermitteln und zugleich auf die unbefriedigende räumliche Situation aufmerksam zu machen. Diese Ausstellung stieß auf großes Interesse der Berliner Bevölkerung, deren Reaktion von allgemeiner Begeisterung bis hin zu Diskursen über den „völkisch-deutschen Kunstgewerbefleiß“ reichte.
Mit dieser Ausstellung gelang es Hahm also, auf seine Sammlung aufmerksam zu machen. Zwar blieb die Raumfrage weiterhin ungelöst, aber Hahm konnte mit der Anstellung von drei wissenschaftlichen Mitarbeitern und weiterer technischer Mitarbeiter für Bibliothek, Verwaltung und Magazin in Werkverträgen die Personalsituation deutlich verbessern und damit die Leistungsfähigkeit der Institution steigern. Gemeinsam mit dem Verband der Vereine für Volkskunde erarbeitete Hahm Konzepte für das Museum und machte Eingaben beim preußischen Kultusministerium. Als neues Museumsgebäude wurden drei Möglichkeiten in Erwägung gezogen: der Gebäudekomplex Prinz-Albrecht-Straße 8, das Jagdschloss Grunewald und das Schloss Bellevue. Die beiden letzteren boten dabei die Möglichkeit, auch Freilichtanlagen einzurichten. Hahm bevorzugte Bellevue, da es zentral lag und verkehrstechnisch gut angebunden war, von ministerieller Seite wurde hingegen der Standort im Grunewald favorisiert. 1930 wurde die Erstellung eines Kostenvoranschlags für die nötigen Umbauten im Jagdschloss Grunewald erteilt, jedoch kam es aufgrund der Weltwirtschaftskrise zu keiner endgültigen Entscheidung.

### Die volkskundliche Sammlung im Nationalsozialismus (1933–1945)

#### Entwicklung der Sammlung und Etablierung des „Staatlichen Museums für deutsche Volkskunde“ (1935)

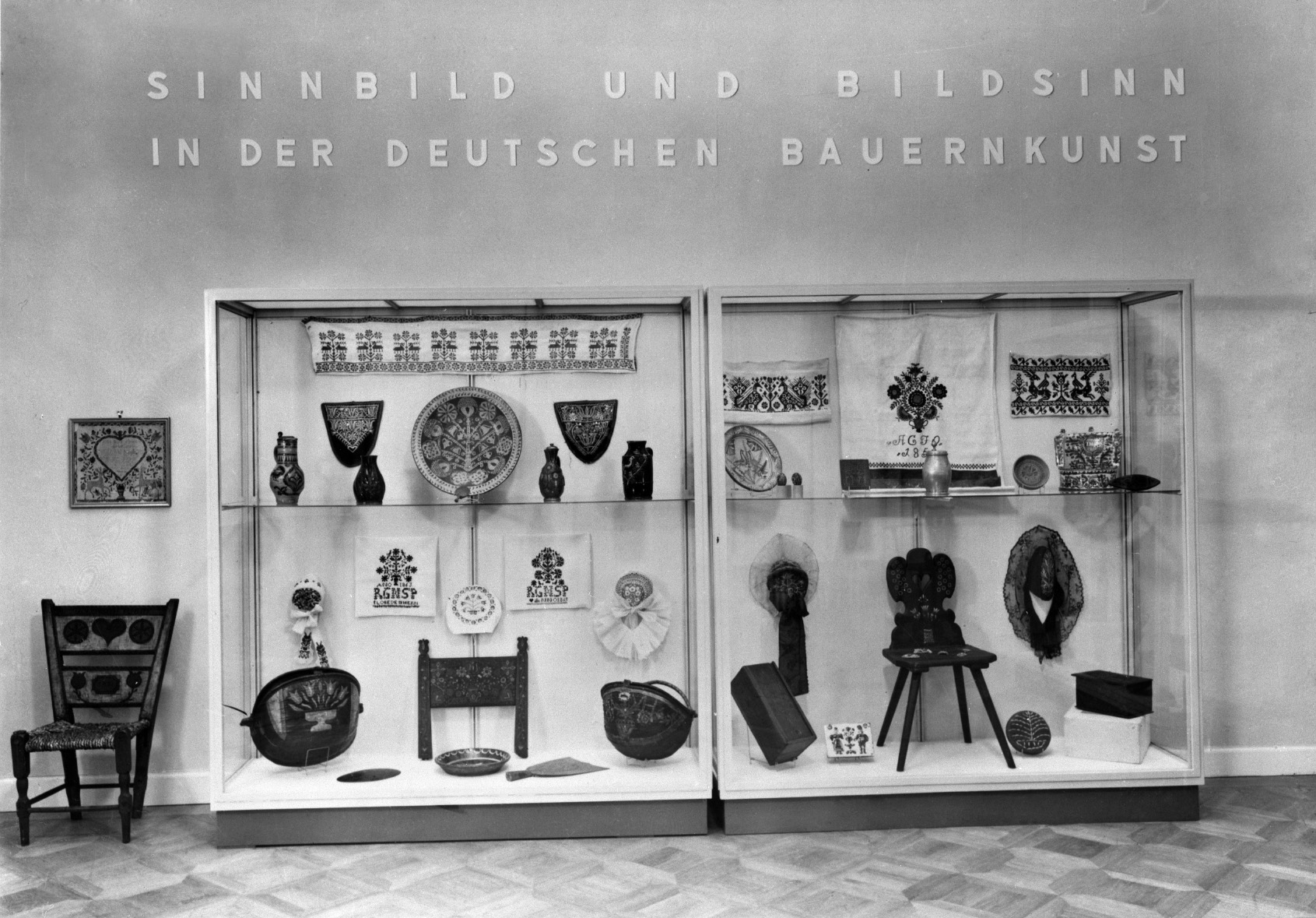
Blick in die Ausstellung „Deutsche Bauernkunst“ des „Museums für Deutsche Volkskunde“ im Schloss Bellevue, 1935–1938

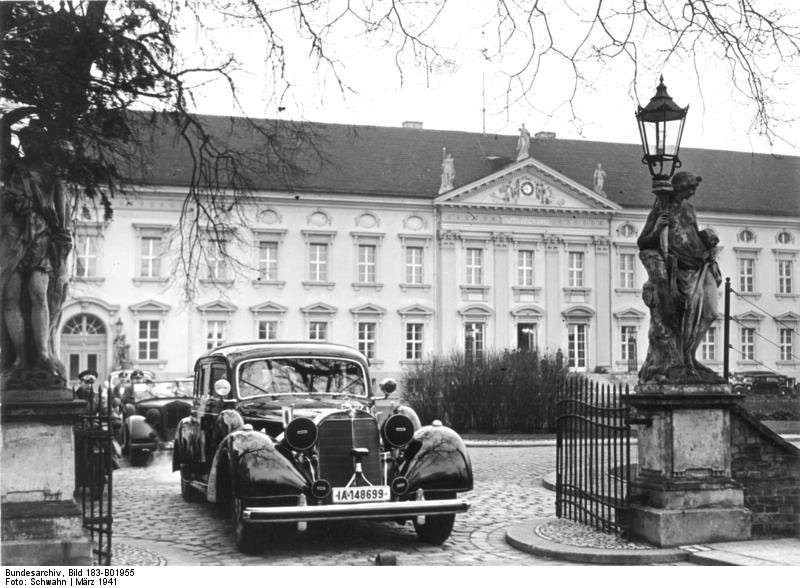
Das Schloss Bellevue beim Staatsbesuch von Yosuke Matsuoka 1941, nachdem das „Museum für Deutsche Volkskunst“ den Standort hatte aufgeben müssen und das Schloss zum Gästehaus der Reichsregierung umfunktioniert worden war

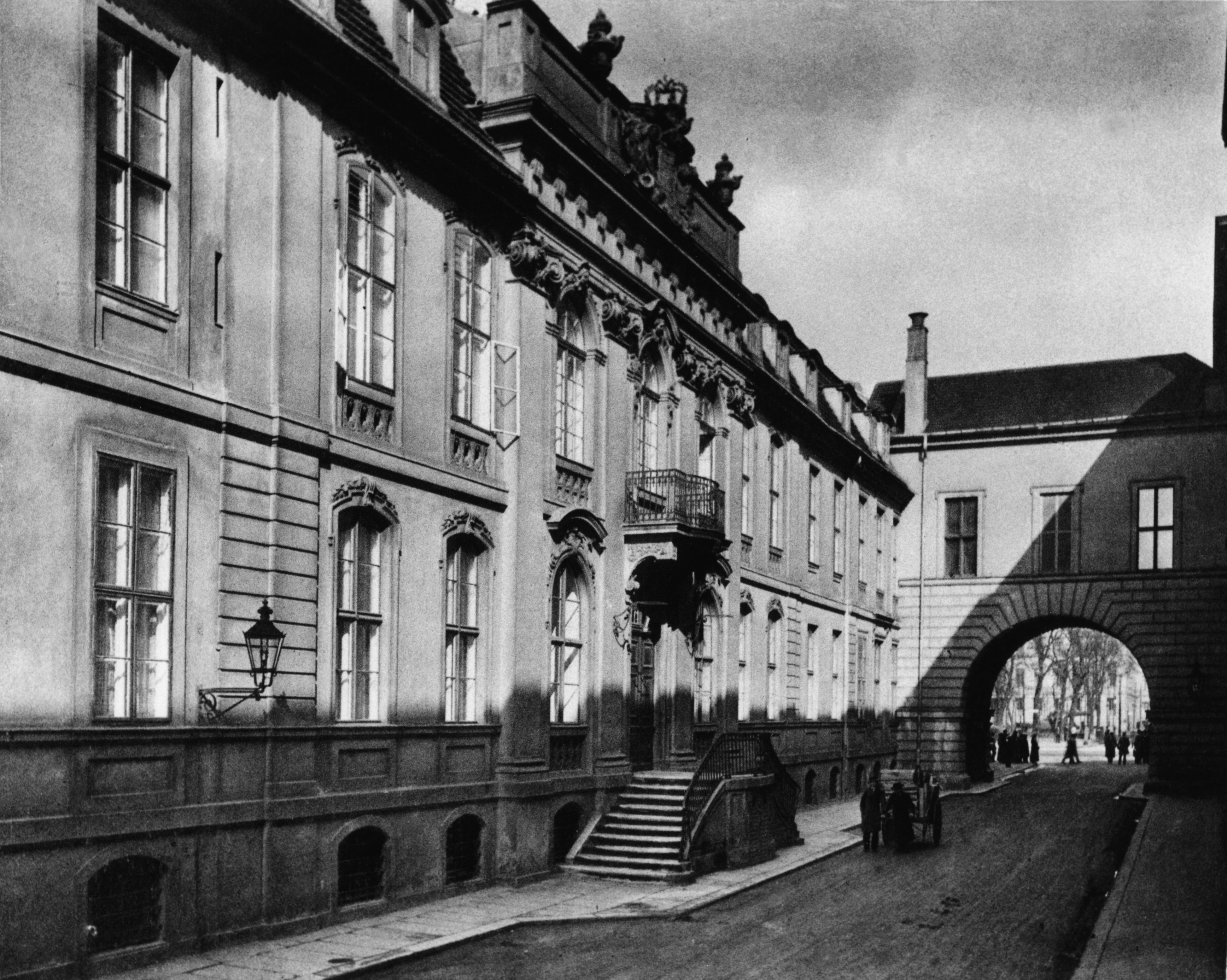
Ansicht des Prinzessinnenpalais, ab 1938 Verwaltungs- und Ausstellungsgebäude des „Museums für Deutsche Volkskunde“ (um 1938)

Nach der Machtübernahme der Nationalsozialisten 1933 passte Hahm als Leiter der Sammlung zum einen seinen Sprachgebrauch den neuen Anforderungen an, zum anderen nutzte er die unklaren Verhältnisse im Kulturbetrieb, um seine Pläne für die „Staatliche Sammlung für deutsche Volkskunst“ voranzutreiben. Dies drückte sich 1933 sowohl in der Unterschrift eines Bekenntnisses zu Adolf Hitler und der NSDAP als auch im Parteieintritt, den er jedoch nicht bekannt werden zu lassen versuchte. Während Hahms bisheriger Förderer Edwin Redslob entlassen und das Amt des Reichskunstwarts 1933 beseitigt wurde, verfolgte er in Zusammenarbeit mit Finanzminister Johannes Popitz seine Pläne weiter, wobei er seine Bemühungen allein auf das Schloss Bellevue fokussierte. Im Januar 1934 konnte das Schloss als Museumsgebäude übernommen und die notwendigen Umbauten begonnen werden. Zu diesem Zeitpunkt war das für die Museen zuständige Reichsministerium für Wissenschaft, Erziehung und Volksbildung, das erst im Mai 1934 aus der Fusion von preußischem Kultusministerium und der aus dem Reichsministerium des Innern ausgegliederten Zuständigkeit für das Bildungswesen hervorging, noch nicht aktiv.
Am 1. Oktober 1935 eröffnete das „Staatliche Museum für deutsche Volkskunde“, das nun eine eigene Institution im Verband der Staatlichen Museen zu Berlin war, im Schloss Bellevue. Die Eröffnungsansprachen hielten eine polnische Volkskundlerin sowie die renommierten Fachvertreter Sigurd Erixon aus Schweden und Georges-Henri Rivière aus Frankreich. Die im Mittelbau gezeigte Ausstellung „Deutsche Bauernkunst“ kam den ideologischen Erwartungen der Nationalsozialisten weit entgegen: Sie begann mit einer Einleitung zum germanischen Bauerntum, die als Leihgabe aus dem Industriemuseum Neumünster übernommen worden war, und umfasste auch einen Abschnitt über „Sinnbild und Bildsinn“, welcher der Vermittlung des ideologisch geprägten Bildes des deutschen Bauern in besonderem Maße diente. Zudem betonte Hahm anlässlich der Eröffnung, dass sein Haus nun aus fünfzigjährigem Schattendasein herausträte, wobei er die Mängel der bisherigen Politik des Kultusministeriums kritisierte und den positiven Entwicklungen im Nationalsozialismus gegenüberstellte. Unter der Führung Hitlers hätten geistige Elite und Staat durch ein gemeinsames völkisches Geschichtsbild geeint werden können.
Mit der Eröffnungsausstellung beschritt Hahm jedoch auch kuratorisch neue Wege: Er wich vom regionalen Herkunftsprinzip, das in der Völkerkunde üblich war, ab und organisierte die Objekte stattdessen nach Materialgruppen, die einer von konservatorischen Gesichtspunkten geleiteten Deponierung entsprach. Mit der Präsentation in großzügigen Vitrinen erzielte Hahm eine übersichtliche Wirkung, die sich vom chaotischen Eindruck der ehemaligen Ausstellungsräume unterschied. Hinzu kamen mit der Isolierung von Einzelstücken und der farbigen Wandgestaltung weitere moderne Präsentationsmethoden. Hahm selbst setzte dies mit der Warenhausästhetik in Beziehung und setzte es als Mittel ein, eine Verbindung von Volks- und Hochkultur herzustellen.

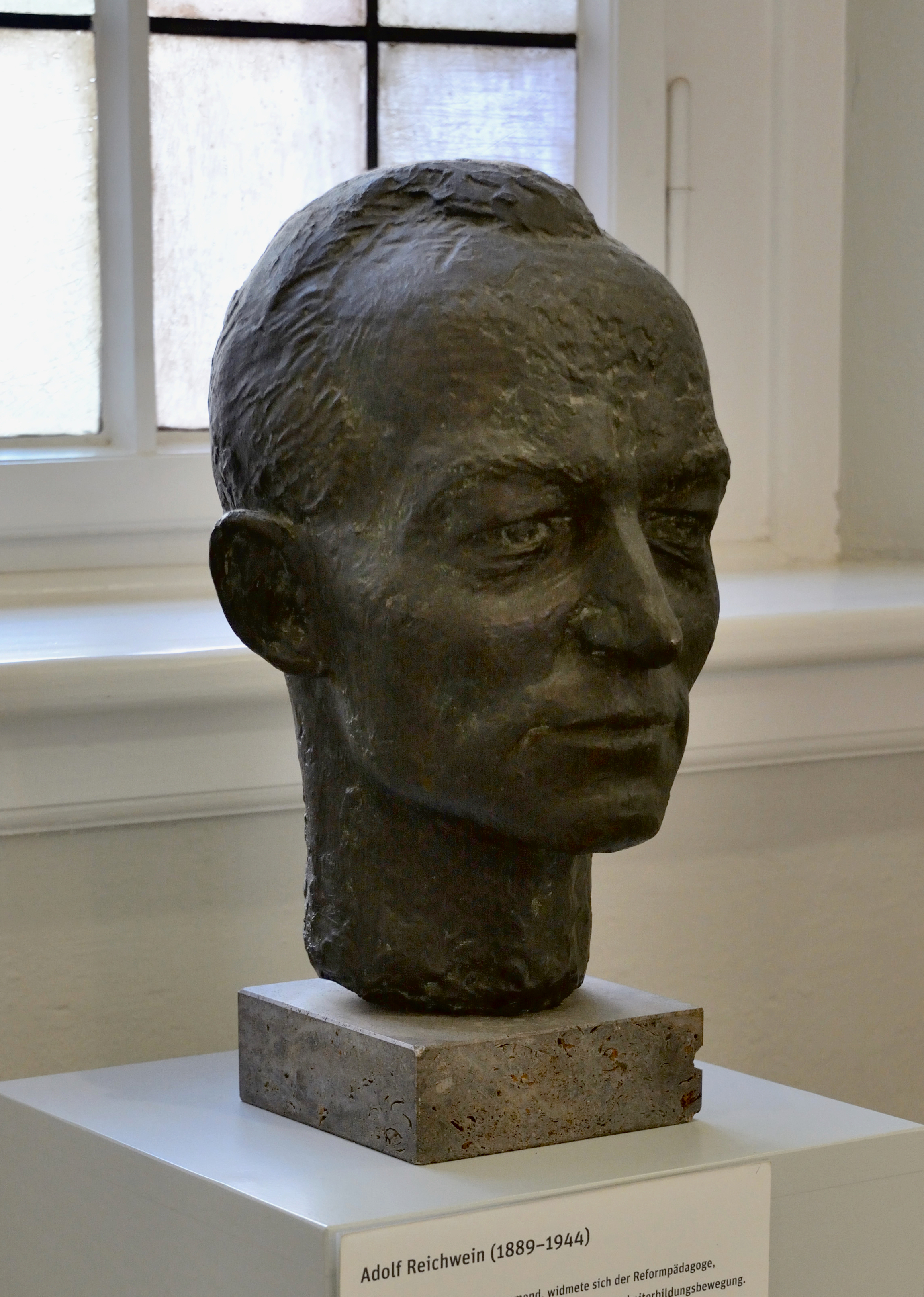
Im Eingangsbereich des Museums Europäischer Kulturen wird mit einer Büste an Adolf Reichwein erinnert

Trotz seiner guten Verbindung zu Finanzminister Johannes Popitz hatte Hahm mit knappen finanziellen Mitteln zu kämpfen und musste inhaltliche Einflussnahme durch den Minister hinnehmen. So verzögerte sich die geplante Eröffnung des Spreeflügels des Schloss Bellevue, der für die Dauerausstellung genutzt werden sollte, aus finanziellen Gründen vom Juni 1937 in den Mai 1938. Von den fünf geplanten Themenkomplexen wurde der erste, der stammes- und rassekundliche Aspekte behandeln sollte, auf Empfehlung Popitz’ zur Kompensation reduzierter Mittel gestrichen. Ebenso fiel der Themenkomplex der deutschen Handwerkskultur weg, da sich das Museum bereits an einer Wanderausstellung des Reichsstands des deutschen Handwerks beteiligte, die auch im Schloss Bellevue gezeigt werden sollte.
Trotz des begrenzten Spielraums gelang es Hahm, aus dem Typus des Schaumuseums den neuen Typus des „beweglichen Arbeitsmuseums“, das sich durch wechselnde Ausstellungen und Vortragstätigkeit auszeichnete, zu entwickeln. Dieses Konzept wurde über die nationalen Grenzen hinweg wahrgenommen und adaptiert. So folgten die Überlegungen von Rivière zur Umsetzung eines „lebendigen Museums“ in Frankreich dem Vorbild Hahms. Diese Wirkungsmöglichkeiten erkaufte Hahm mit der ideologischen Indienststellung seines Hauses. Dennoch kam es nicht mehr zur Eröffnung der Dauerausstellung im Schloss Bellevue, da das Museum es Anfang 1938 räumen musste, damit es als Gästehaus des Deutschen Reiches genutzt werden konnte. In dieser Situation forderte Hahm von den zuständigen Referenten im Finanz- und Kultusministerium sowie dem Generaldirektor der Staatlichen Museen Otto Kümmel neben einem Neubau die Schaffung neuer Stellen und die notwendige räumliche und finanzielle Ausstattung, um die Aktivitäten des Museums insbesondere in der Bildungsarbeit zu erhalten und weiter zu steigern. Das Museum zog vorerst – wie von Hahm vorgeschlagen – in das Unter den Linden gelegene Prinzessinnenpalais, während das Magazin in das Haus der durch die Nationalsozialisten aufgelösten Große National-Mutterloge „Zu den drei Weltkugeln“ in der Splittgerbergasse verlegt wurde. Die Arbeit des Museums konzentrierte sich in der Folge vor allem auf die Schulausstellungen, von denen zwischen 1939 und 1943 vier jeweils einer anderen Materialgruppe gewidmete Ausgaben stattfanden. Diese wurden von Adolf Reichwein, der ein progressiver Pädagoge und aktiver Widerstandskämpfer im Kreisauer Kreis war, durchgeführt.
Unter Hahm griff das Museum auch über den eigenen limitierten Wirkungsbereich hinaus: Im Oktober 1935 wurde die Deutsche Volkskunstkommission als eingetragener Verein an das „Staatliche Museum für Deutsche Volkskunde“ angebunden und finanztechnisch den „Staatlichen Museen Berlin“ zugeordnet. Aus der Kommission heraus entstanden Pläne, ein „Institut für Volkskunstforschung“ am Museum zu gründen. Zwar bewilligte Bernhard Rust, der Reichsminister für Wissenschaft, Volksbildung und Erziehung, einen Lehrauftrag für die Erforschung der deutschen Volkskunst an der Friedrich-Wilhelms-Universität Berlin und erteilte den Auftrag, das Institut am Museum einzurichten, jedoch wurden aufgrund eines Einspruchs durch die Forschungsgemeinschaft Deutsches Ahnenerbe keine weiteren Schritte zur Umsetzung unternommen. Im Juni 1940 wurde das „Institut für Volkskunstforschung“ schließlich an der Berliner Universität gegründet und damit eine Angliederung an das Museum endgültig verworfen. Gegen die Einwände des Nationalsozialistischen Deutschen Dozentenbundes erhielt Hahm aber eine Honorarprofessur.
Hahm nutzte seine Kontakte zur Forschungsgemeinschaft Deutsches Ahnenerbe zum Teil im Interesse des Museums. So fragte etwa Joseph Otto Plassmann, der in Frankreich ausgelagerte Handschriften und Archive aus verschiedenen Schlössern wieder nach Paris überführte, bei Hahm am 30. Juli 1940 an, ob dieser irgendwelche Wünsche hätte. Hahm wies zudem das Ahnenerbe in den Niederlanden unter anderem auf einen Hochwebstuhl, der beim dortigen Kontakt Interesse hervorrief, hin. Vom Kulturgutraub in den besetzten Teilen der Sowjetunion profitierte Hahms Museum dann direkt: Hahm erinnerte Plassmann, dass der ukrainische Privatgelehrte Zaloziecki in Czernowitz seine volkskundliche Sammlung dem deutschen Konsul als Schenkung für sein Museum übergeben habe, um sie vor der sowjetischen Besetzung 1940 in Sicherheit zu bringen. Nach dem Einmarsch der Roten Armee sei die noch im Haus Zalozieckis befindliche Sammlung auf Intervention des Konsuls freigegeben worden. Dann verlor sich jedoch ihre Spur. Anfang 1942 fragte Hahm bei der Volksdeutschen Mittelstelle an und erkundigte sich nach dem Verbleib der Sammlung. Als er erfuhr, dass sie dort in Verwahrung sei, forderte er ihre Herausgabe. Da dies nur nach Genehmigung durch das Ahnenerbe geschehen konnte, veranlasste dessen Leiter Wolfram Sievers die Überführung unter der Bedingung, die für Heinrich Himmler besonders interessanten Materialien der Huzulen vollständig aufzustellen.
Nach Hahms Tod 1943 wurde wahrscheinlich Otto Bramm nominell zum kommissarischen Direktor. Aufgrund seiner kriegsbedingten Abwesenheit führte aber Oswald Adolf Erich die Geschäfte des Museums. Dieser erweiterte die Sammlung trotz der sich immer weiter verschlechternden Kriegslage, obwohl bereits mit der Auslagerung der Bestände begonnen wurde. Die meisten seiner Erwerbungen wurden Kriegsverlust.
Obwohl die wertvollsten Museumsbestände in den letzten Kriegsjahren in Kellern, Bunkern und Gutshäusern an neun verschiedenen Orten in Berlin, Brandenburg und Vorpommern ausgelagert worden waren, verlor das Museum rund 80 Prozent seiner Sammlung im Krieg. Die vom Berliner Flakturm am Zoo in die Kalischächte nach Thüringen verbrachten Objekte wurden nach Kriegsende von US-amerikanischer Besatzung nach Wiesbaden befördert, während die restlichen im Flakturm verbliebenen Teilbestände von der sowjetischen Besatzungsmacht im Sommer 1945 mit anderen hochkarätigen Museumsgütern in die Sowjetunion abtransportiert wurden.

#### Abteilung Eurasien am Völkerkundemuseum
Im „Museum für Völkerkunde“ wurde fast zeitgleich mit der Gründung des „Museums für Deutsche Volkskunde“ die Abteilung Eurasien eingerichtet. In ihr wurden die Sammlungen der Sámi und anderer finno-ugrisch sprechender Ethnien in Russland zusammengefasst. Diese Objekte waren Ende des 19. Jahrhunderts erworben und von der Indischen Abteilung verwaltet worden. Ein weiterer Bestand waren 500 tartarische Objekte, die vom Ehepaar Findeisen auf der Krim erworben worden waren. Hans Findeisen war von 1928 bis 1934 in mehreren Werkverträgen vom Museum beschäftigt worden, erhielt aber trotz mehrfacher Bemühung keine Festanstellung. Das Ausscheiden Findeisens nutzte der Afrikanist und Ethnologe Hermann Baumann, um eine Kustodie am Museum zu übernehmen, die er in der Afrika-Abteilung nicht erhalten hätte. Mit Unterstützung des Generaldirektors der Staatlichen Museen, Otto Kümmel, der zugleich Direktor des Völkerkundemuseums war, etablierte Baumann die Abteilung Eurasien Ende des Jahres 1934. Bereits ein Jahr zuvor hatte er die Sonderausstellung „Vom Grabstock zum Pflug“ kuratiert und den Begleitkatalog publiziert, in denen er die Germanen-Ideologie der Nationalsozialisten propagierte. Diese ideologische Zuarbeit zusammen mit seiner NSDAP-Mitgliedschaft seit 1932 dürften Baumann zu seinem Aufstieg innerhalb des Museums verholfen haben.
Er strebte an, die europäischen und nordasiatischen Sammlungen des Museums zu erweitern. Als erster Schritt fand ein Austausch zwischen Völkerkundemuseum und dem „Museum für Deutsche Volkskunde“ statt: Ersteres überwies die wenigen Objekte aus deutschsprachigen Gebieten, letzteres gab seine europäischen Bestände ab. Zudem setzte ab 1935 eine eigene Erwerbungstätigkeit ein. Bedeutendste Erwerbung war dabei ein Tausch zwischen Völkerkundemuseum und dem Rautenstrauch-Joest-Museum in Köln im Jahr 1937; Berlin gab 300 außereuropäische Artefakte ab, die als Dubletten bezeichnet wurden, und erhielt dafür eine Sammlung von über 600 Objekten. Weitere Tauschvorgänge betrafen volkskundliche Museen aus der Ukraine und Estland. Ein eigenes Interesse Baumanns an der Ethnologie Europas und Nordasiens scheint nicht vorgelegen zu haben, da er weder Sammelreisen unternahm noch zu diesen Themen publizierte. Hingegen nutzte er die Abteilung, die er zu etablieren versuchte, als Karrierevehikel.
Zwischen 1935 und 1939 unternahm hingegen der Bildberichterstatter Gustav Adolf Küppers, welcher der Blut-und-Boden-Ideologie verpflichtet war, fünf Sammelreisen durch Südosteuropa für das Museum, die einen Zugang von etwa 3500 Ethnographica und 1600 ethnographischen Photographien aus Ungarn, Bulgarien, Rumänien und Jugoslawien erbrachten. Baumann verließ das Museum 1939 für eine Professur für Völkerkunde an der Universität Wien, und auch Küppers konnte als Berater im Balkanreferat des Wehrwirtschaftsstabs im OKW seine Tätigkeit für das Museum für seine weitere Karriere nutzen.

### Volkskundliche Parallelmuseen in Ost und West (1945–1989)

#### Entwicklung in Ost-Berlin
Nach Kriegsende war Werner Stief (1905–1982) der einzig verbliebene wissenschaftliche Mitarbeiter am Museum, weshalb ihm im Mai 1945 die Leitung übertragen wurde. Neben der Wiederherstellung von Teilen des Magazingebäudes in der Splittgerbergasse war die Sicherung von Sammlungsbeständen durch Ausgrabungen im zerstörten Flügel des Gebäudes und der Rückführung von Auslagerungsorten zentral für die frühe Museumsarbeit nach dem Krieg. In den Trümmern des Magazingebäudes waren zwar alle Textilien sowie Gegenstände aus Leder, Holz und Papier verbrannt, ebenso war viel Keramik zerstört. Teile der Votivsammlung von Andree-Eysen konnten jedoch gesichert werden. Noch 1945 konnten Mitarbeiter Objekte, die in kleineren Kellern in Berlin-Lichtenberg und in der Jüdenstraße ausgelagert worden waren, zurückgeführt werden. Die Rückverlagerung der Bestände außerhalb Berlins gestaltete sich schwieriger. Im Verlauf des Jahres 1946 brachten die Mitarbeiter die 10.000 Bände der Bibliothek und einige Möbelstücke aus Kirch Baggendorf zurück. 1947 wurde ein kleiner Anteil der Objekte von Gut Bauer bei Lasan zurückgeführt, zwei Jahre später folgten noch einmal einige wenige Möbelstücke. Sowohl Möbel als auch Kleidungsgegenstände gingen der Sammlung verloren, weil sie Vertriebenen zugeteilt worden waren. Die in Schloss Lebus ausgelagerten rund 3000 Objekte waren bei Kriegsende noch vorhanden, wurden jedoch nicht sofort zurückgeführt und gingen mit der Zeit dem Museum verloren. Weiterhin fehlte dem Museum neben einigen summarischen Inventaren fast die gesamte wissenschaftliche Dokumentation der Sammlung; der Hauptkatalog mit ausführlichen Objektbeschreibungen sowie Zeichnungen und Objektfotos war beinahe ein Totalverlust. Dies erschwerte die Identifizierung der geretteten Sammlungsbestände.
Langsam setzte 1945 auch die aktive Museumsarbeit wieder ein. So wurden Lichtbildvorträge veranstaltet und Kurse zum Weben, Stricken und Spinnen veranstaltet. Im Dezember 1946 beteiligte sich das Museum an der von der sowjetischen Militäradministration veranstalteten Ausstellung Wiedersehen mit Museumsgut im vom Kunstgewerbemuseum genutzten Berliner Schloss. Neben seiner Tätigkeit als Direktor des Volkskundemuseums arbeitete Stief als Kustos am Völkerkundemuseum in der amerikanischen Besatzungszone. Obwohl die sowjetische Militäradministration die Verlagerung von Kulturgut untersagt hatte, verbrachte er Bibliotheksbestände und Arbeitsmaterial von der sowjetischen in die amerikanische Zone. Mit der Währungsreform vom 14. August 1948 gab Stief seine Position als Direktor auf und arbeitete nur noch für das Völkerkundemuseum in West-Berlin. Die räumliche Lage des Museums war prekär. Auf das Angebot des Magistrats, das Schloss Köpenick als Museumsstandort zur Verfügung zu stellen, ging Stief in der ersten Jahreshälfte 1948 nicht ein. Daraufhin erging die Anweisung, das Gebäude in der Splittgerbergasse zu verlassen und die Sammlungsbestände im Keller des Berliner Schlosses einzulagern. Im Herbst 1948 konnte Ludwig Justi als Generaldirektor der Staatlichen Museen zu Berlin diese Entscheidung aber wieder rückgängig machen. Im Zuge der Beseitigung des Berliner Schlosses wurden die Bestände des Kunstgewerbemuseums in den wiederhergestellten Flügel des ehemaligen Logengebäudes verlagert und dessen Direktor Martin Klar übernahm auch die provisorische Leitung des Volkskundemuseums.
In der Folge fristete das Staatliche Museum für deutsche Volkskunde ein Schattendasein im Verbund der Staatlichen Museen zu Berlin. Wolfgang Steinitz als Direktor des Instituts für Volkskunde der Deutschen Akademie der Wissenschaften und Paul Nedo, der Leiter des Zentralhauses für Laienkunst in Leipzig, setzten sich öffentlich für die Sammlung ein. Steinitz bezog die Sammlungsbestände in die Ausstellung Deutsche Volkskunst im Rahmen der Deutschen Festspiele der Volkskunst in Berlin im Sommer 1952 ein. Eine Veränderung der Lage des Museums ergab sich daraus aber nicht. Daneben gab es Überlegungen, die Sammlung dem Zentralhaus für Laienkunst in Leipzig anzugliedern. Solche Überlegungen stießen aber auf den Widerstand Justis, der sie als Bestandteil der Staatlichen Museen zu Berlin erhalten wollte. Die Staatliche Kommission für Kunstangelegenheiten fühlte sich für die volkskundliche Sammlung jedoch nicht zuständig, auch wenn die Klasse für Gesellschaftswissenschaften der Deutschen Akademie der Wissenschaften sich am 1. Oktober 1953 mit einem Beschluss für die Wiedereröffnung positionierte. Justi manövrierte unter diesen Bedingungen mit der Umbenennung des Museums in Museum für Volkskunst, womit die Zuständigkeit der Staatlichen Kommission für Kunstangelegenheiten adressiert werden sollte, und der Bereitstellung von Räumlichkeiten im wiederhergestellten Pergamonmuseum. Er verbesserte auch die personelle Ausstattung. Die zukünftige Ausrichtung des Museums blieb jedoch weiterhin umstritten, eine angedachte Volkskunst-Ausstellung wurde mehrfach verschoben und letztendlich nicht realisiert. Jedoch kam es 1953 zur Wiederaufnahme der Sammlungstätigkeit, die nach dem Krieg fast vollkommen eingestellt worden war: So gelangten zwischen 1953 und 1955 zwischen 2500 und 3000 Objekte in die Sammlung des Museums. Diese stammten zum einen von Privatsammlern wie dem Hallenser Hans Hahne, der ab 1918 rund 1000 Objekte, einige davon mit Berliner Provenienz – etwa aus der Chicago-Sammlung – zusammengetragen hatte, zum anderen aus den Beständen anderer Museen in der DDR.
1956 wurde dann Ulrich Steinmann (1906–1983), der im Vorjahr als Mitarbeiter an das Museum gewechselt war, der Direktorenposten des Museums für Volkskunst übertragen. Er betrieb zum einen weiter den Wiederaufbau der Sammlung und richtete eine erste Ausstellung des Museums für Volkskunst in 16 Räumen des Nordflügels im Obergeschoss des Pergamonmuseums ein. Diese folgte traditionellen Mustern der Aufstellung technologischen, thematischen und meist landschaftlichen Gesichtspunkten und war durch die weiterhin großen Lücken im Bestand geprägt. Als die Sowjetunion im Herbst 1958 Teile der als Beutekunst verbrachten Bestände der Staatlichen Museen zu Berlin an die DDR zurückgab, wurden die präsentierten Sammlungsbestände des Museums, die nun auch wieder rund 400 zurückgekehrte Objekte umfasste, magaziniert. Nachdem Wolfgang Steinitz erneut eingriff, wurde dem Museum, das seit 1958 wieder Museum für Volkskunde hieß, ein einzelner Raum von 300 Quadratmetern im Erdgeschoss des Pergamonmuseums zur Verfügung gestellt. Als Reaktion auf diese räumliche Situation expandierte das Museum mit einer Dependance in Wandlitz, wo Steinmann die unter seiner Leitung zusammengetragene Sammlung landwirtschaftlichen Geräts ab 1967 als Studiensammlung in Kooperation mit dem Heimatmuseum Wandlitz in einer umgebauten Scheune zeigte. In der Folge wurde dort auch noch eine Studiensammlung zur Fischerei gezeigt. In Zusammenarbeit mit dem Amt für Denkmalpflege des Magistrats von Berlin und dem Rat für Museumswesen der DDR wurde nach geeigneter historischer Bausubstanz in Ost-Berlin gesucht, in der das Museum hätte untergebracht werden können, und entsprechende Konzepte entwickelt. Steinmann verfolgte 1960 zudem Überlegungen zu einem Freilichtmuseum, was an Ideen kurz nach der Jahrhundertwende anknüpfte, weshalb er auch ganze Werkstatteinrichtungen für das Museum erwarb. Letztendlich kam es aber zu keiner Lösung des Raumproblems.

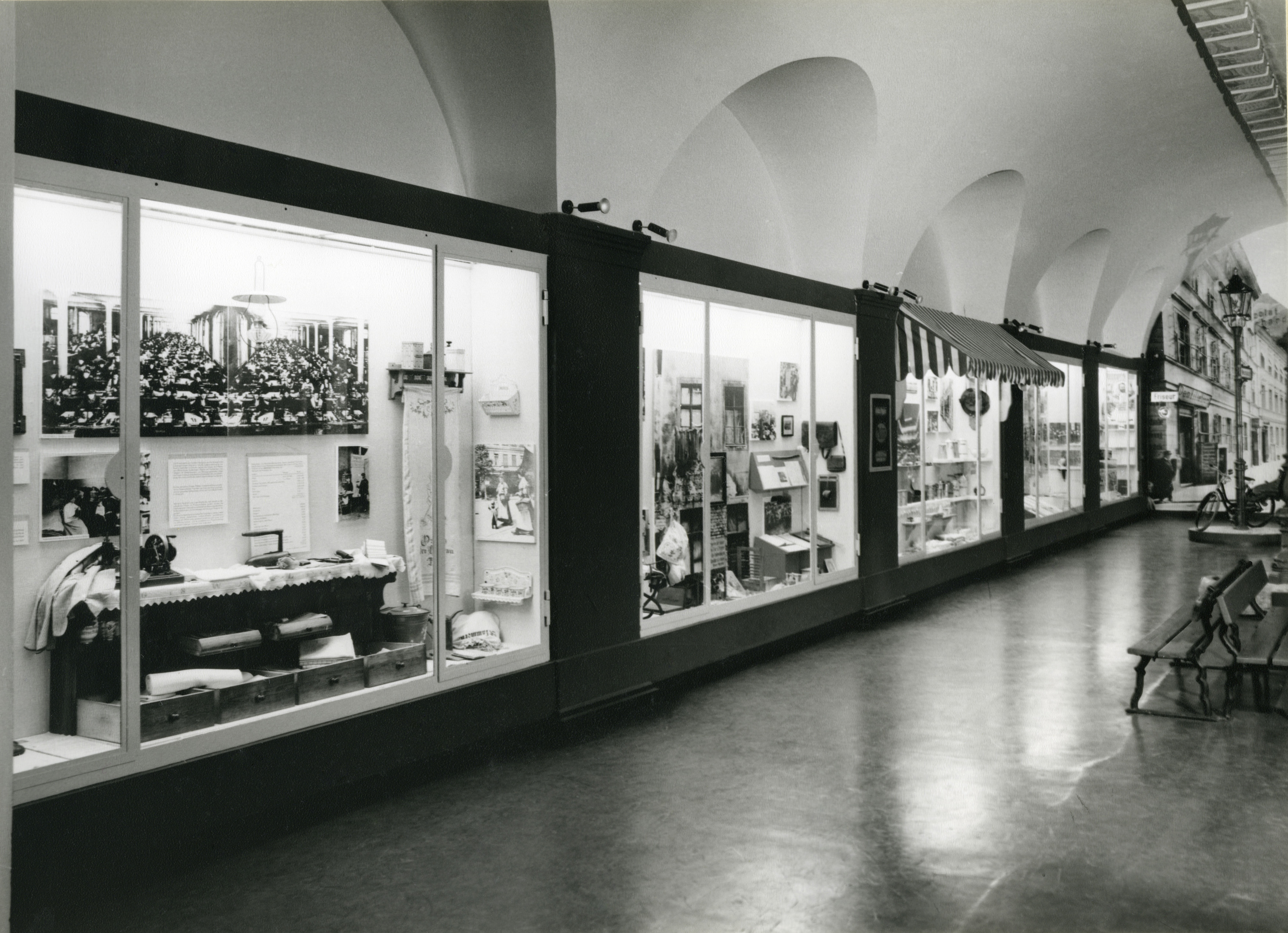
Ansicht aus der Ausstellung Großstadtproletariat, die vom Museum für Volkskunde ab 1980 im Pergamonmuseum gezeigt wurde.

Im Rahmen der Überlegungen für ein neues Museumsgebäude entwickelte sich ein zunehmend auf die materielle Kultur des „Proletariats“ ausgerichtetes Sammlungsprofil, das auch den an die Volkskunde in der DDR gerichteten ideologischen Ansprüchen stärker genügte. Im November 1971 wurde Steinmann in den Ruhestand versetzt. Ihm folgte nach einer einjährigen Übergangsphase Wolfgang Jacobeit (1921–2018) als Direktor nach. Unter seiner Leitung verlagerte sich der Schwerpunkt der Museumsarbeit hin auf das Veranstalten von Wechselausstellungen. So wurde zwar der zur Verfügung gestellte Raum effektiver bespielt und die Ausstellungen auch in weiteren Museen der DDR und im Ausland gezeigt, jedoch litten unter dem hohen Arbeitsaufwand und dem Einbezug eines nur geringen Teils des eigenen Sammlungsbestandes andere Aspekte der Museumsarbeit. So sank beispielsweise die Zahl der Neuerwerbungen erheblich. Im Februar 1980 wechselte Jacobeit als Professor an die Humboldt-Universität zu Berlin. Zu diesem Zeitpunkt griff eine mit verschiedenen Kooperationspartnern erarbeitete Ausstellungskonzeption, die auch zu einer Neuausrichtung der Sammlungstätigkeit führte, um dem Anspruch der Abbildung der Alltagskultur der Arbeiterschaft gerecht zu werden. Unter anderem beteiligten sich Studenten an der Sammlung von entsprechenden Dokumenten, zudem wurden schriftliche und fotografische Dokumentationen erstellt. Diese Vorbereitung sollte für die zukünftige Museumsarbeit vorbildhaft werden. Unter Leitung der neuen Direktorin Erika Karasek (1934–) wurde dann im Oktober 1980 die Ausstellung Großstadtproletariat – Zur Lebensweise einer Klasse anlässlich der 150-Jahr-Feier der Staatlichen Museen eröffnet. In dieser Ausstellung wurde das Museum den an es herangetragenen ideologischen Forderungen stärker als zuvor gerecht. In den sieben Jahren ihrer Laufzeit konnte das Museum mehr als eine Million Besucher für die Ausstellung verzeichnen. 1984 wurde das Magazin neu geordnet, um Platz für die Erweiterung der Bestände zu schaffen. Zudem wurde nun systematisch auf das Erstellen von Fotodokumentationen orientiert. Da erst nach Abschluss der Rekonstruktion der Museumsinsel mit größeren Räumlichkeiten gerechnet werden konnte, wurde angestrebt, weiterhin in länger laufenden Präsentationen ähnlich der Ausstellung Großstadtproletariat einzelne Sammlungsbereiche vorzustellen. So wurde zum 100-jährigen Jubiläum des Museums für Volkskunde die Ausstellung Kleidung zwischen Tracht und Mode eingerichtet, in der sowohl die Geschichte der Sammlung als auch verschiedene Aspekte der Bekleidungskultur präsentiert wurden.

#### Entwicklung in West-Berlin

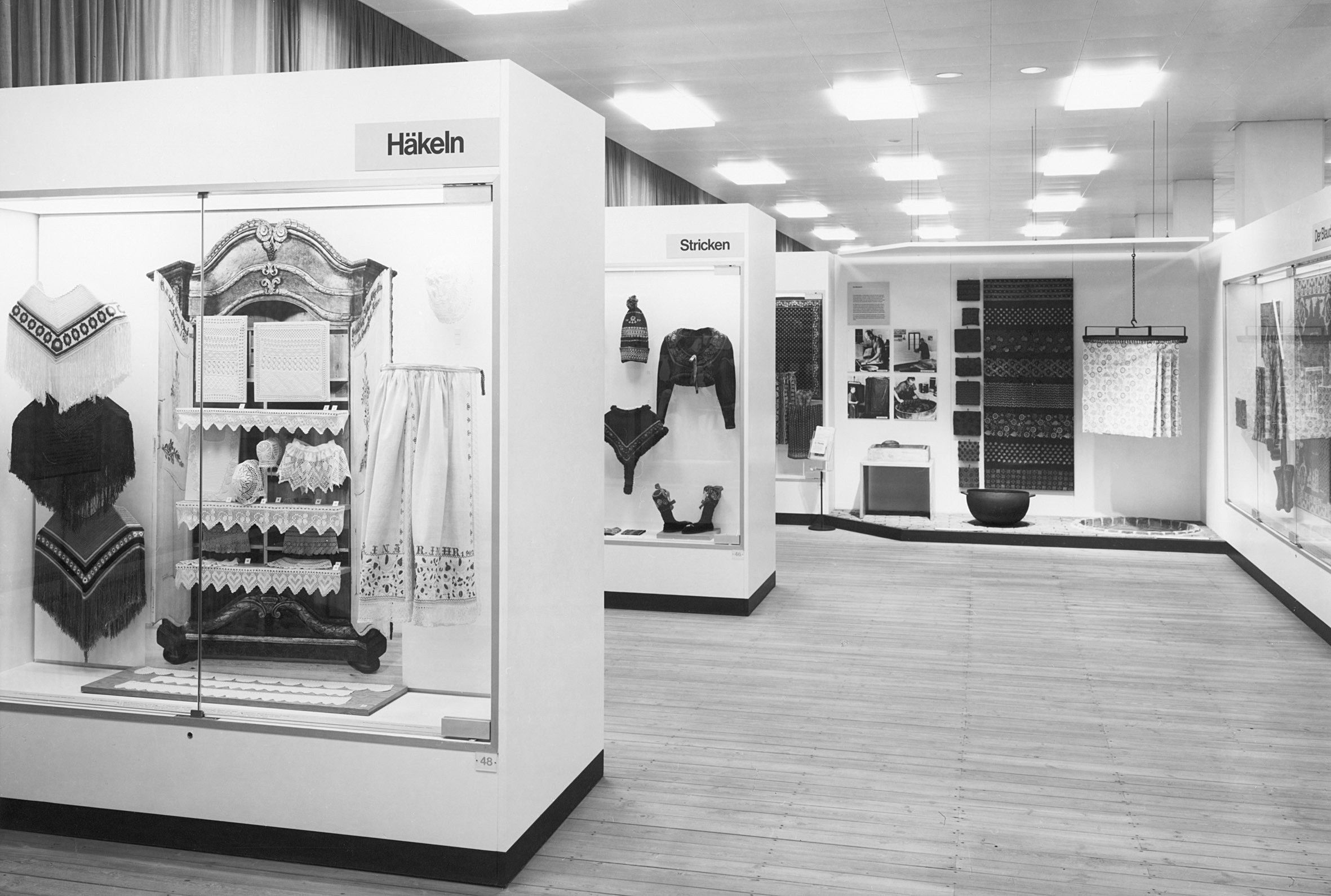
Blick in die Dauerausstellung der 1980er Jahre im Museum für Deutsche Volkskunde, Berlin/West (1981)

In West-Berlin setzte sich die Geschichte des Museums erst 1959 fort, als die 40 Kisten mit 3580 Objekten, die von ihren Auslagerungsstätten in Thüringen nach Wiesbaden verbracht worden waren, zurückgeführt wurden. Die Leitung des Museums übernahm Lothar Pretzell (1909–1993), der während der Zeit des Nationalsozialismus als Sachverständiger an der Beschlagnahmung jüdischen Eigentums mitwirkte und im Zweiten Weltkrieg das Salzburger Museum Carolino-Augusteum geleitet hatte. Zunächst war die Sammlung an das Museum für Völkerkunde angegliedert, 1963 wurde dann das Museum für Deutsche Volkskunde im Rahmen der Stiftung Preußischer Kulturbesitz gegründet. Dem Museum wurden Magazinräume auf dem ehemaligen Kasernengelände am Gardeschützenweg in Berlin-Lichterfelde zugewiesen. In Lichterfelde verfügte das Museum über keine geeigneten Ausstellungsräume. So konnte Pretzell während seines Direktorats bloß mit zwei Ausstellungen, Volkskunst und Volkshandwerk im Jahr 1964 und Kostbares Volksgut im Jahr 1967, an die Öffentlichkeit treten. In diesen Ausstellungen präsentierte er seine Ergänzungen der Sammlung, die meist der Volkskunst zuzuordnen waren. Insgesamt konnte Pretzel die Sammlung wieder von den rund 3500 Objekten bei seinem Amtsantritt auf über 20.000 Objekte bei seiner Versetzung in den Ruhestand 1974 erweitern.
Auf Pretzell folgte Theodor Kohlmann (1932–2011) als Direktor. Bereits 1968 fasste die Stiftung Preußischer Kulturbesitz den Beschluss, das im Krieg zerstörte Magazingebäude des Geheimen Staatsarchivs in Berlin-Dahlem wieder aufzubauen und als Gebäude für das Museum für Deutsche Volkskunde zu nutzen. Noch im Jahr 1974 erfolgte der Umzug, im April 1976 wurde die Dauerausstellung für die Öffentlichkeit eröffnet. In dieser wurde auf über 2000 Quadratmetern in 74 Ausstellungseinheiten vorwiegend die häusliche Situation und das Arbeitsleben der vor- und frühindustriellen Zeit im ländlichen Raum präsentiert. Die Sonderausstellungsfläche erlaubte es zudem in regelmäßiger Folge weitere Bestände des Museums zu präsentieren. Die Sammlungsstrategie des Museums entwickelte sich in den 1970er und 1980er Jahren zunehmend in Richtung der Alltagskultur des ländlichen und zunehmend auch städtischen Raumes. Die Ausstellung Dienstbare Geister. Leben und Arbeitswelt städtischer Dienstboten aus dem Jahr 1981 galt dafür als ein bedeutendes Signal. Der Anspruch der Sammelpolitik, sich auch auf aktuelle Dynamiken zu richten, wurde jedoch – wie auch beim Schwestermuseum in Ost-Berlin – letztendlich nur bedingt erfüllt.

#### Kooperationen zwischen Ost und West sowie zwischen den ethnographischen und volkskundlichen Sammlungen

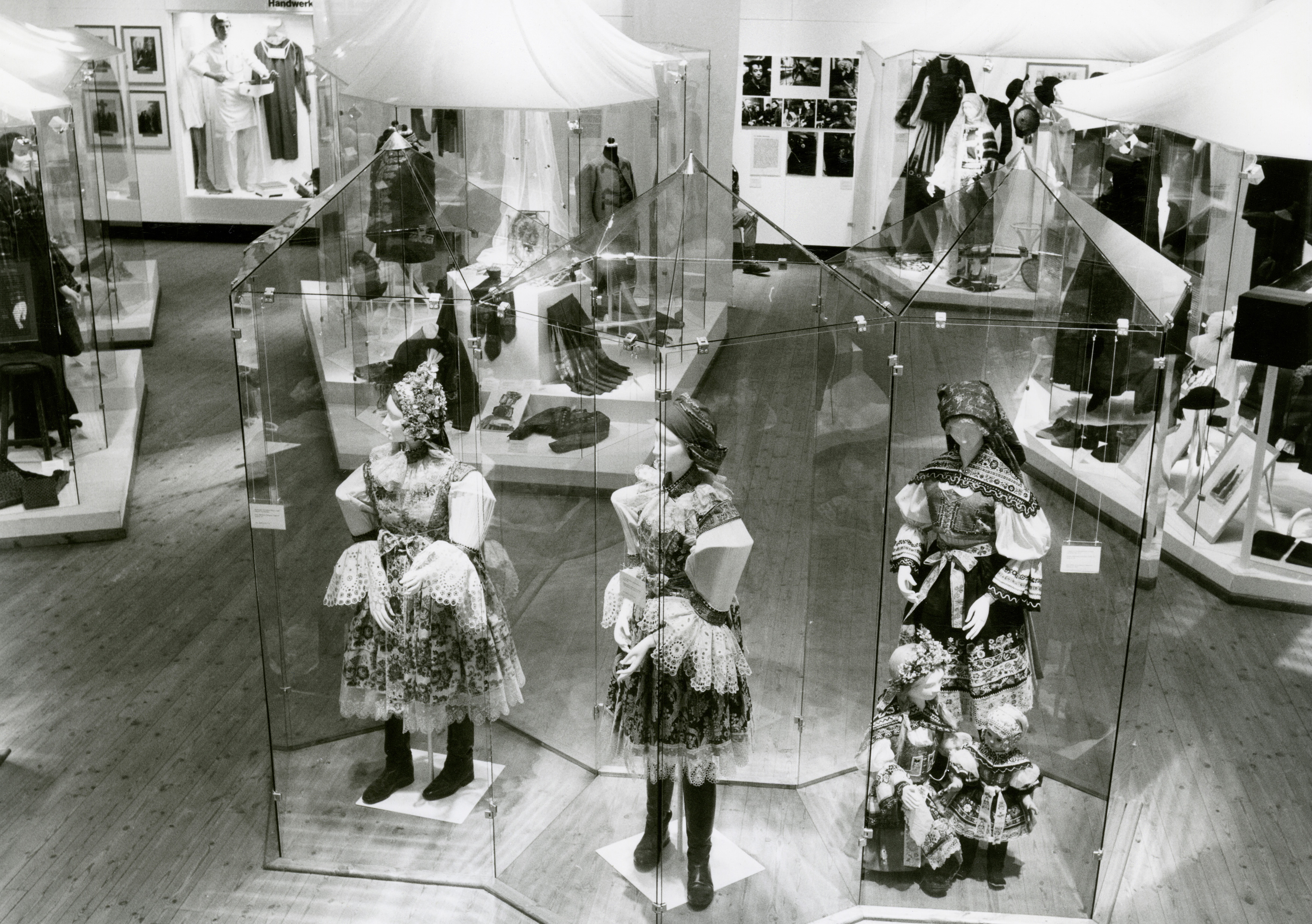
Blick in die Ausstellung Weiße Westen, Rote Roben, die 1983/1984 als Kooperation zwischen dem Museum für Deutsche Volkskunde und der Abteilung Europa des Museums für Völkerkunde veranstaltet wurde

Bis zu Beginn der 1960er Jahre bestanden arbeitsbedingt notwendige Verbindungen zwischen den volkskundlichen Sammlungen in Ost- und West-Berlin. Mit den folgenden personellen Veränderungen ließen sie jedoch immer stärker nach, zumal es eine ministerielle Weisung gab, die den Mitarbeitern der Staatlichen Museen zu Berlin im Osten Kontakte zu Einrichtungen der Stiftung Preußischer Kulturbesitz im Westen untersagte. In der Folge entwickelten sich beide Sammlungen weitgehend unabhängig, Kenntnisse über die jeweiligen Vorgänge auf der anderen Seite der Berliner Mauer gab es nur im Rahmen privater Kontakte und über das Verfolgen der Berichterstattung. Erst anlässlich der Veranstaltungen anlässlich des hundertjährigen Jubiläums des Museums, das das Museum für Deutsche Volkskunde und das Museum für Volkskunde mit Ausstellungen und Tagungen begingen, im Oktober 1989 gab es eine Wiederaufnahme der Kontakte. So fand im Museum für Volkskunde auf der Museumsinsel im November 1989 die internationale Tagung Alltagsgeschichte in ethnographischen Museen. Möglichkeiten der Sammlung und Darstellung im internationalen Vergleich statt, an der auch Wissenschaftler aus der Bundesrepublik teilnahmen und die insgesamt einen Austausch über den gefallenen eisernen Vorhang hinweg ermöglichte. Die Veranstaltung reagierte dabei dynamisch auf die sich verändernden Gegebenheiten im Kontext der wenige Tage zuvor gefallenen Mauer.
Im Lauf der 1980er Jahre entwickelte sich in Berlin-Dahlem eine zunehmende Kooperation zwischen dem Museum für Deutsche Volkskunde und der Abteilung Europa am Museum für Völkerkunde. Sie organisierten gemeinsame Tagungen und Ausstellungen. Unter anderem ging die 1983/84 gezeigte Schau Weiße Westen, Rote Roben, in der europäische Volkstrachten im Gesamtkontext der Kostümentwicklung in Hinblick auf die Entwicklung ihre Farbigkeit und deren Bedeutung präsentiert wurden, aus dieser Kooperation hervor. Sie war sowohl mit einer hohen Zuschauerresonanz als auch positiver Rezeption eine der erfolgreichsten Ausstellungen des Museums für Deutsche Volkskunde.

### Museum für Volkskunde bei den Staatlichen Museen zu Berlin/Stiftung Preußischer Kulturbesitz (1990–1999)
In Folge der deutschen Wiedervereinigung wurden die beiden volkskundlichen Sammlungen der Staatlichen Museen 1992 unter der Ägide der Stiftung Preußischer Kulturbesitz bei personeller Kontinuität zusammengeführt. Kohlmann blieb Direktor, während Karasek in ihrer Funktion als Direktorin des ehemaligen Ost-Berliner Museums zu seiner Stellvertreterin wurde. Als Kohlmann 1994 in den Ruhestand versetzt wurde, konnte der Direktorenposten nicht ausgeschrieben werden, da die Staatlichen Museen zu Berlin Planstellen einsparen mussten. Deshalb folgte ihm Karasek als seine Stellvertreterin nach. Die Namensänderung vom Museum für Deutsche Volkskunde zum Museum für Volkskunde im Zuge der Vereinigung beider Institutionen verwies auf die inhaltlich-konzeptionellen Veränderungen, die Anfang der 1990er Jahre angestoßen wurden. Zudem wurde auf die Vereinigung mit der Abteilung Europa des Museums für Völkerkunde zu einem Museum für europäische Ethnologie hingearbeitet. Neben der konzeptionellen Arbeit an der Ausrichtung eines solchen Museums auf Tagungen und in Veröffentlichungen wurden in Sonderausstellungen wie etwa Schottenrock und Lederhose. Europäische Nachbarn in Symbolen und Klischees im Jahr 1994 Ideen für Präsentationen aus dem Bestand beider Institutionen erprobt. Nachdem auf einer Tagung in Stuttgart 1992 die von Karasek aufgeworfene Frage, ob Museen für Europäische Ethnologie eine Perspektive für die Zukunft wären, und erste konzeptionelle Überlegungen für ein solches Museum auf teils kontroverse Reaktionen stießen, fand die 11. Tagung der Arbeitsgruppe Kulturhistorische Museen in der Deutschen Gesellschaft für Volkskunde in Berlin zum Thema Wege nach Europa. Ansätze und Problemfelder in den Museen statt. Zu diesem Zeitpunkt war die Zusammenlegung mit der Abteilung Europa des Völkerkundemuseums im Rahmen der Umstrukturierung der Staatlichen Museen zu Berlin bereits beschlossen und das Wasserwerk am Müggelsee in Berlin-Friedrichshagen, welches das Museum für Produktionsgeschichte der Wasserwirtschaft beherbergt hatte, wurde als möglicher Standort diskutiert. Internationale Teilnehmer, die mit ähnlichen auf Europa ausgerichteten Projekten im europäischen Ausland vertraut waren, weiteten dabei die Perspektive. Innerhalb der deutschen Volkskunde stieß die Tagung aber auch auf Kritik.

### Museum Europäischer Kulturen (seit 1999)
Im Jahr 1999 wurde das Museum Europäischer Kulturen als Zusammenschluss des Museums für Volkskunde mit der Abteilung Europa des Ethnologischen Museums gegründet. Ein neues Gebäude für das Museum war zu diesem Zeitpunkt jedoch noch nicht gefunden. So trat es mit der Ausstellung Faszination Bild. Kulturkontakte in Europa weiterhin an seinem provisorischen Standort im Magazinflügel des Geheimen Staatsarchivs erstmals an die Öffentlichkeit. Diese Ausstellung wurde als Beginn einer neuen Art des kulturhistorischen Museums mit europäischer Ausrichtung positiv rezipiert.
Mit der Gründung der neuen Institution, auf die Erika Karasek über Jahre hingearbeitet hatte, ging diese in den Ruhestand. Ihr folgte Konrad Vanja als Direktor nach. Unter seiner Leitung wurde die Frage der Räumlichkeiten geklärt: Zum neuen Museumsgebäude wurde der Bruno-Paul-Bau in der Arnimallee 25, das älteste Gebäude des Museumsquartiers Dahlem, bestimmt. Dort wurde 2005 mit Die Stunde Null. ÜberLeben 1945 die erste Ausstellung in den provisorisch hergerichteten Räumlichkeiten gezeigt. Die Verwaltung, Werkstätten und einige Magazine verblieben im Magazingebäude des Geheimen Staatsarchivs. Nach einer zweijährigen Renovierung eröffnete 2011 die ständige Sammlungspräsentation Kulturkontakte. Leben in Europa. Zum Ende des folgenden Jahres wurde Vanja in den Ruhestand versetzt. Seine Nachfolge trat zum Jahresbeginn 2013 Elisabeth Tietmeyer an, nachdem sie bereits seit 2002 Vanjas Stellvertreterin war und die neue dauerhafte Sammlungspräsentation mitkuratiert hatte. Da das Museum Europäischer Kulturen nach der Schließung des Museums für Asiatische Kunst und des Ethnologischen Museums, die beide in das Humboldt Forum im Zentrum Berlins ziehen werden, als einzige Institution im Dahlemer Museumskomplex verblieb, bemühte sich Tietmeyer als Direktorin um eine Neupositionierung ihres Hauses: Zum einen wurde eine neue Corporate Identity geschaffen, die mit der Verwendung der Farbe Rot und des Akronyms MEK mehr Aufmerksamkeit erregt werden sollte, zum anderen treibt sie die Vernetzung mit weiteren Museen und Ausstellungshäusern im Berliner Bezirk Steglitz-Zehlendorf voran.

## Sammlung

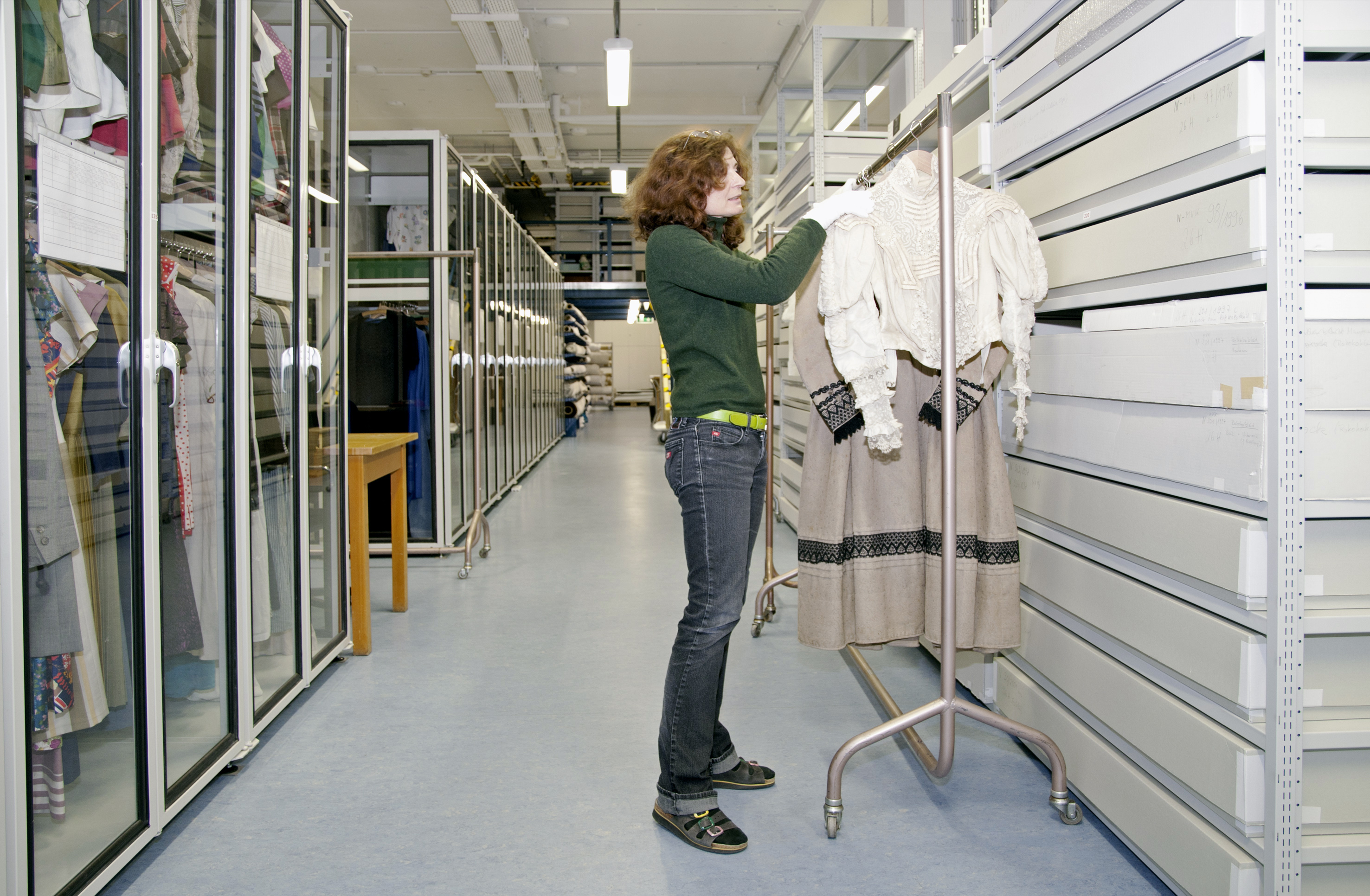
Restauratorin im Textilmagazin, 2009.

### Abriss der Sammlungsgeschichte
Die Vorläuferinstitutionen des Museums widmeten sich der Alltagskultur der unteren und mittleren gesellschaftlichen Schichten und betrachteten die Objekte insbesondere als Belege vergangener ländlicher Lebenswelten. Die erste Sammlungssystematik von Ulrich Jahn aus dem Jahr 1889 umfasste die sieben Hauptgruppen Wohnung, Haushalt und Hausrat, Kleidung, Nahrung, Kunst und Gewerbe, Handel und Verkehr sowie Volksgebrauch und Glaube. Sie beruhte auf den Erfahrungen der Sammelreisen in Gebiete, die von bäuerlicher Wirtschaft und Fischerei bestimmt waren. Der Bereich der heimindustriellen Produktion, der insbesondere in den deutschen Mittelgebirgen prägend war, sowie Zunftgeräte, von denen Jacobsen in Bayern nur eine geringe Zahl erworben hatte, fehlten. Explizit ausgeschlossen waren von der Mode beeinflusste Trachten und Geräte aus industrieller Produktion. Eine der bedeutendsten Erwerbungen des Museums vor der Jahrhundertwende erfolgte 1899, als Hermann Sökeland die Hindeloopener Stube zusammen mit Trachten, die zum Bestand des Hindeloopener Museum gehört hatten, aus dem Legat des Völkerkundlers Wilhelm Joest. Dieser Ankauf stellte eine der wenigen über die Grenzen des deutschsprachigen Raumes hinausgreifende Ergänzungen der Sammlung dar und stand in Zusammenhang mit dem großen Interesse Virchows und Jahns an den Friesen.
Während in den ersten Jahren des Museums Trachten und Geräte gleichermaßen im Fokus standen, entwickelte sich zunehmend ein Schwerpunkt auf ersteren: 1908 befanden sich 300 Trachten in der Sammlung, womit das Museum neben dem Germanischen Nationalmuseum in Nürnberg die bedeutendste Trachtensammlung Deutschlands besaß. Geräte, die aufgrund der platzfordernden Präsentation in Reihen und Gruppen weniger im Fokus der Interesses standen, wurden verstärkt auf äußere Anregung hin gesammelt: Virchow betonte, dass einfache Geräte im Gegensatz zu den in der Sammlung zahlreich vorhandenen reich verzierten Geräten stärker repräsentiert werden sollten, die Eröffnung des Österreichischen Museums für Volkskunde 1897 gab den erneuten Impuls zur Aufstellung der Geräte in Reihen und Gruppen, die jedoch erst 1908 in der Neupräsentation der Sammlung im Palais Creutz umgesetzt werden konnte. In seiner Funktion als zeitweiliger Leiter des Museums sammelte Sökeland 1904 in seiner Heimat Westfalen Geräte zur Herstellung von Holzschuhen und zur Flachsbearbeitung und dokumentierte die jeweiligen Arbeitsvorgänge. Unter dem Direktorat von Karl Brunner wurden einige größere Sammlungskonvolute erworben, so dass sich der Charakter der Museumssammlung veränderte. 1906 kaufte der Museumsverein die Sammlung zur Volkskultur des österreichischen Innviertels vom Maler Hugo von Preen erwerben, die den Museumsbestand an Werkzeugen und Arbeitsgerät bedeutend erweiterte. Insgesamt verschob sich der Fokus der Sammlung in Richtung der Themen Volkskunde sowie Sitten und Bräuche. In seiner Funktion als Vereinsverantwortlicher vermittelte Sönkerland mehrfache Schenkungen von Votiven, Amuletten, Totenandenken und Opfergaben aus der Sammlung der Salzburgerin Marie Andree-Eysn. 1910 gelangte so auch ihre 1200 Bilder umfassende Sammlung von Votivtafeln aus Bayern und Österreich nach Berlin, obwohl sie auch die Stiftung an die Wiener Sammlung in Betracht gezogen hatte. Im Jahr 1909 wurde anlässlich der Volkskunst-Ausstellung im Kaufhaus Wertheim ein oberbayerischer Hochzeits- oder Kammerwagen mit einem Bestand bemalter Möbel aus dem Jahr 1785 erworben, der ein Höhepunkt der Sammlung war. Bedeutend war ebenfalls der Erwerb von Zunftgeräten aus der von Artur Hazelius für das Nordische Museum in Stockholm zusammengetragenen Sammlung deutscher Zunftaltertümer. Ab 1910 wurde zudem eine Sammlung von Modellen verschiedener deutscher Bauernhäuser begonnen, die auf 24 Modelle angelegt war und deren neue Exemplare von James Simon finanziert wurde. Bis zum Ausbruch des Ersten Weltkriegs kamen so zu den zehn alten Modellen in der Sammlung 13 neue hinzu.
- Anonym, Illustrationen aus dem Führer durch die Sammlung für deutsche Volkskunde. Klosterstraße 36, 1914
- Modell eines friesischen Hauses.
- Winterküche eines ostfriesischen Bauernhauses.
- Holzstube eines Bauernhauses im Riesengebirge, Schlesien.
- Oberbayrischer Hochzeitswagen mit dem Brautgut.
- Spinnrocken und Garnhaspel.
- Deutsche Zunftgeräte.

Diese frühe Ausrichtung der Sammlungsbestrebungen setzte sich über die Zeit der Weimarer Republik und des Nationalsozialismus fort. Mit der Gründung des Staatlichen Museums für Deutsche Volkskunde 1935 und der ungefähr zeitgleichen Einrichtung der Abteilung Europa am Museum für Völkerkunde kam es zu einer Veränderung der Ausrichtung: Über den Austausch von Objekten zwischen beiden Institutionen wurde eine schärfere Trennung einer auf den deutschsprachigen Raum fokussierten volkskundlichen Sammlung auf der einen und einer ethnographischen Sammlung mit besonderem Schwerpunkt auf Ost- und Südosteuropa hergestellt. Bei vielen der vor 1945 gesammelten Objekte fehlt auch gerade durch die Aktenverluste im Zweiten Weltkrieg die umfassende Dokumentation der Provenienz. Bei einigen Objekten ist der verfolgungsbedingte Entzug durch die Nationalsozialisten nicht auszuschließen, vereinzelt kam es zu Restitutionen.
Nach dem Zweiten Weltkrieg verfolgten die beiden volkskundlichen Museen im geteilten Berlin verfolgten beim Wiederaufbau der jeweiligen Sammlungen die Traditionslinien aus dem 19. Jahrhundert. Während das Ost-Berliner Museum Sammelkampagnen in der DDR unternehmen konnte, waren die Westberliner Kollegen durch ihre isolierte Lage vor allem auf Erwerbungen aus dem Antiquitätenhandel und auf Flohmärkten sowie von Sammlern angewiesen. In den 1980er Jahren wandten sich die Museen stärker dem Alltag und der Lebenswelt des Industriezeitalters bis hin zur Gegenwart zu, jedoch konnte der Anspruch des Sammelns der Gegenwart nur in einigen Bereichen wie Kinderbücher, Sammelbilder und dem Schulwesen eingelöst werden. Die Abteilung Europa am Völkerkundemuseum verfolgte ebenso ihr traditionelles kultur-regionales Muster des Sammelns mit dem Fokus auf Trachten, Keramik sowie Haus- und Wirtschaftsgerät der Landbevölkerung aus Süd- und Mittelosteuropa weiter.
Mit der Gründung des Museums Europäischer Kulturen 1999 ging auch eine Neuausrichtung der Sammlungspraxis einher. Die Motivation, eine im Verschwinden begriffene Lebenswelt zu erhalten und zu dokumentieren, trat endgültig in den Hintergrund, stattdessen nimmt das Museum eine dezidierte Gegenwartsperspektive ein. Aus diesem Grund begann das Museum Europäischer Kulturen damit, verstärkt Objekte in seine Sammlung aufzunehmen, die den Themenbereichen Kulturkontakte, Migration sowie sexuelle und geschlechtliche Vielfalt zuzuordnen sind. Zugleich trat die Praxis einen partizipativen und multiperspektiven Sammelns, die im Einklang mit den Ethischen Richtlinien für Museen des Internationalen Museumsrats mit ihrer Betonung der engen Zusammenarbeit mit den Source Communities steht, an Stelle der Sammelreisen privater Sammler und Sammlerinnen, die über lange Zeit die Sammlungsentwicklung geprägt hatten. Die historischen Sammlungsbestände wurden zudem auf die neuen thematischen Schwerpunkte hin befragt. Leitend für das Museum Europäischer Kulturen ist dabei ein offener Begriff von Europa, der sowohl den geographischen, politischen, historischen und emotionalen Dimensionen Rechnung zu tragen versucht.

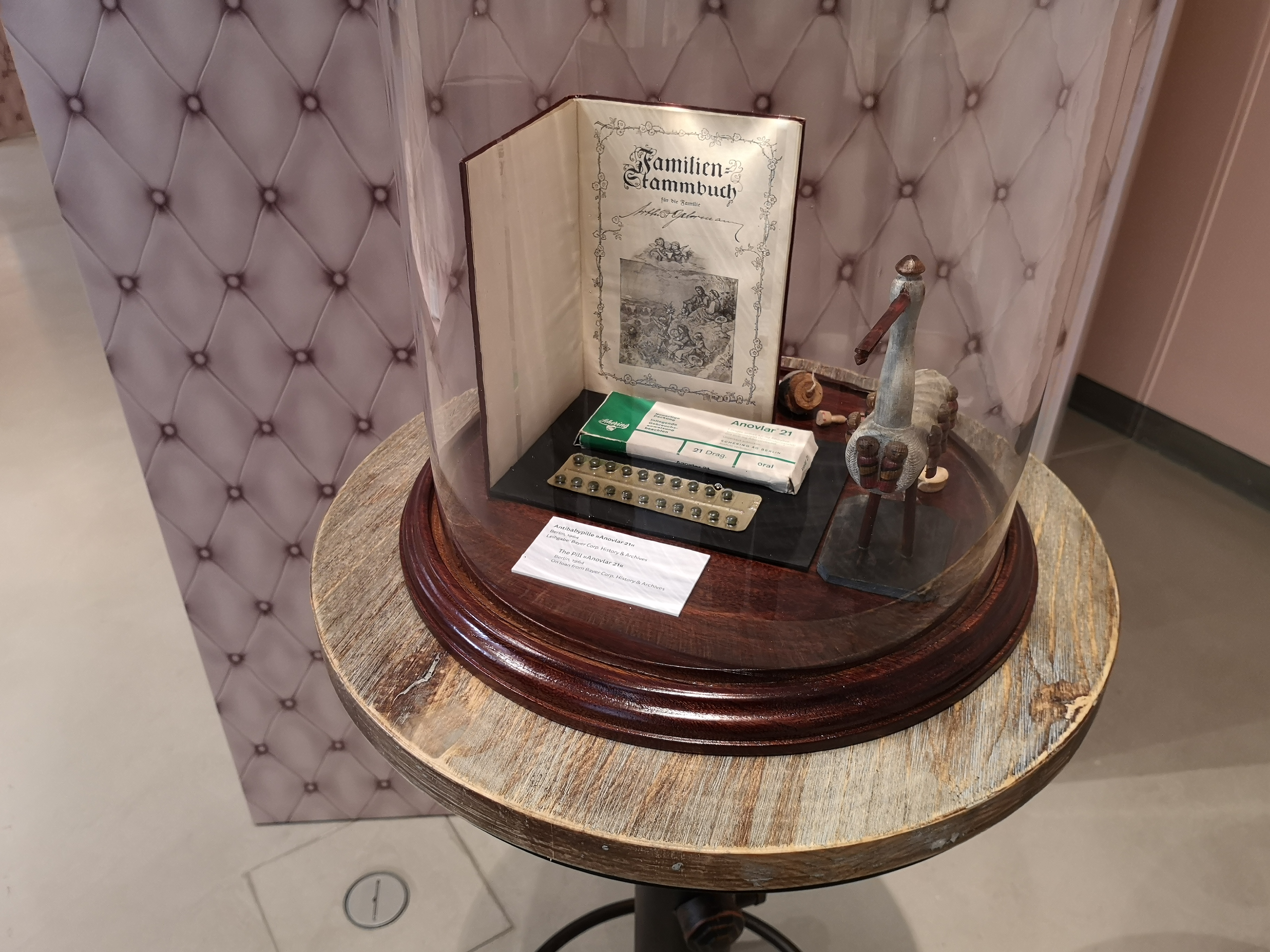
In der Ausstellung Hochzeitsträume im Jahr 2018/19 war die Antibabypille Anovlar 21, die von der Schering AG erstmals 1961 vertrieben wurde, nur als Leihgabe des Archivs von Bayer Pharma zu sehen.

Für die Weiterentwicklung der Sammlung gelten drei Schwerpunkte: Erstens die Dokumentation von Prozessen der Identitätsbildung, zum einen über Objekte, die selbstgewählte Identitäten ausdrücken, zum anderen über solche, die Fremdzuschreibungen aufzeigen. Beispielsweise wurde 2019 eine Flagge aufgenommen, welche die samische Flagge mit der Regenbogenfahne vereint und somit die Identität von Menschen repräsentiert, die sich zugleich als Samen und queer verstehen. Zweitens die Dokumentation von Europa in der Welt über Objekte, welche die Rezeption des materiellen und immateriellen Kulturerbes Europas in anderen Teilen der Welt aufzeigen. Eine Perspektive bilden dabei europäische Migranten wie etwa Italiener, die sich in den USA niedergelassen haben, und ihr Verhältnis zur Herkunftskultur und etwaige damit verbundene Essentialiserungsprozesse. Drittens die Dokumentation von Fragen der Nachhaltigkeit und des Verhältnisses von Kultur und Natur. Zum einen werden in diesem Zusammenhang neue Objekte aufgenommen, zum anderen wird der alte Sammlungsbestand in Hinblick auf aktuelle Problemstellungen befragt, wenn etwa Strategien der Nachhaltigkeit mit Rückbezügen auf eine gegebene oder vermeintliche Tradition legitimiert werden. Darüber hinaus sollen Bestandlücken geschlossen werden. So ist die Antibabypille in der Sammlung des Museums Europäischer Kulturen bisher nicht dokumentiert, obwohl moderne Verhütungsmittel großen Einfluss auf den Alltag in Europa entwickelt haben. Zudem liegt ein Schwerpunkt auf der Dokumentation von immateriellem Kulturerbe etwa durch die Dokumentation von Herstellungsprozessen und Interviews mit Zeitzeugen, die Bezüge zu Objekten in der Sammlung herstellen. Diese entstehen entweder im Rahmen der Feldforschung zur Vorbereitung von Ausstellungen oder Forschungsprojekten.

### Sammlungsbestände

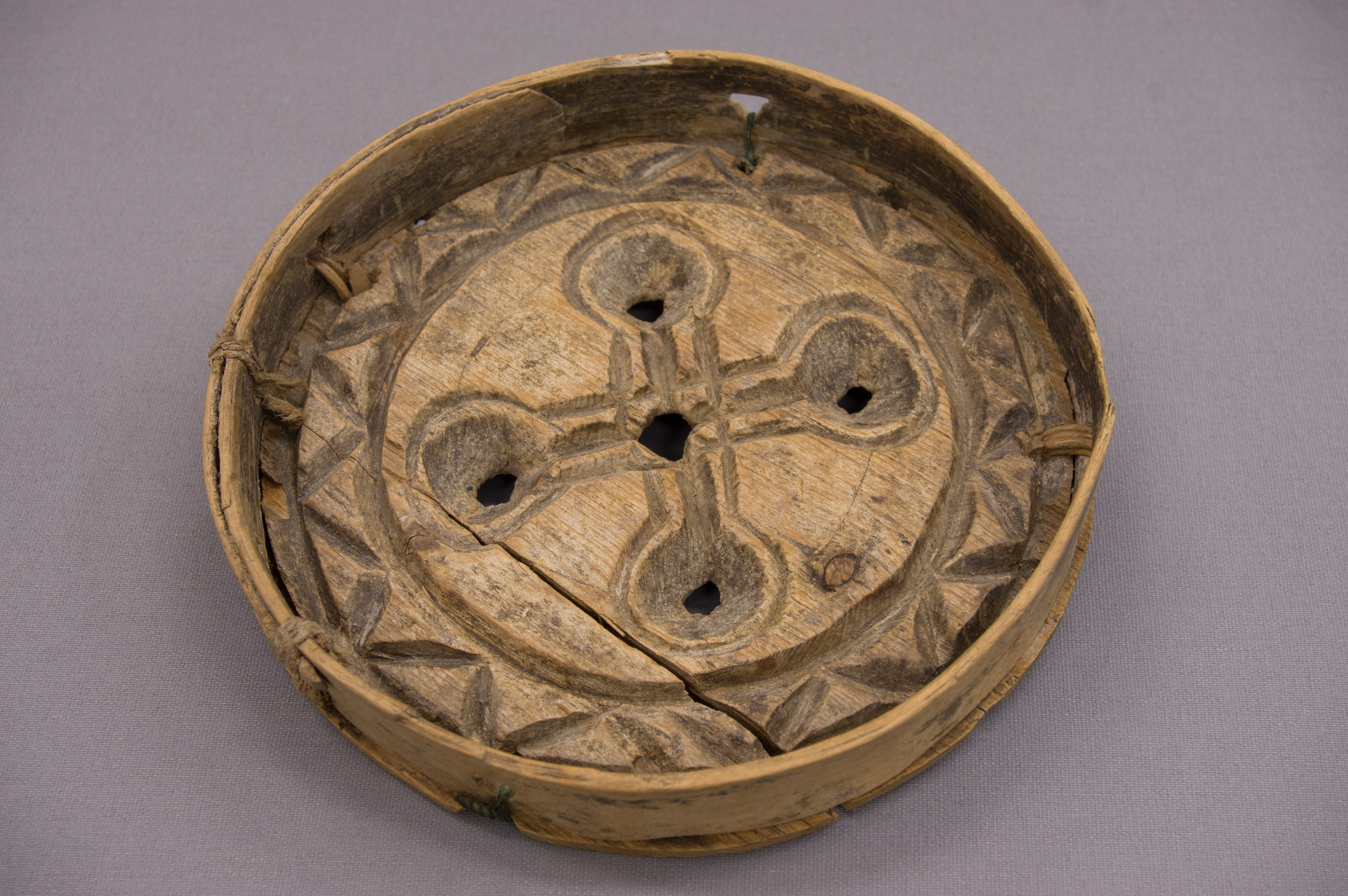
Samische Käseform aus einer runden, geschnitzten Grundplatte aus Holz und einem mit Holzbast angenähten Spanholz als Rand, 1818. Gesammelt von Ferdinand Siemssen in Finnland gehört das Objekt zum herausragenden Sammlungsbestand über die Samen.

Mit rund 285.000 Ethnographica und Objekten zur Kulturgeschichte verfügt das Museum Europäischer Kulturen über eine der größten Sammlungen zur Alltagskultur und populären Kunst in Europa. Hierbei handelt es sich um materielles und immaterielles Kulturerbe vornehmlich aus Deutschland und anderen Ländern mit einem Schwerpunkt auf Ost- und Südosteuropa. Bedeutend sind die Bestände von Textilien, Populärgrafik und Fotografien wie auch die thematischen Sammlungen zur naiven Kunst, Ritualen und Formen von Religiosität sowie zur Kindheits- und Jugendkultur. Einzigartig sind die historischen Sammlungen einiger ethnischer Minderheiten in Europa, insbesondere der Samen und Krimtataren. Die wechselvolle Geschichte des Museums mit seinen verschiedenen Vorgängerinstitutionen schlägt sich in der Systematik nieder, die sich in den Altbestand, die Bestände der Museen aus Ost- und Westberlin und der Abteilung Europa des Völkerkundemuseums sowie den Neuaufnahmen des wiedervereinigten Museums seit 1992 und dann des Museum Europäischer Kulturen. Spielte anfangs die Gliederung nach Kulturlandschaften die entscheidende Rolle, wurde mit der Gründung als eigenständiges Museum 1935 eine nach Materialien und Sachgruppen organisierte Systematik eingeführt, die das Museum Europäischer Kulturen weiterführt. Das Museum ordnet seine Bestände deshalb in 74 Sachgruppen mit verschiedenen Untergruppen, die vor allem auf Verwendungszusammenhänge Bezug nehmen. Deponiert sind die Bestände an verschiedenen Magazinstandorten, wobei das Material vorrangiges Kriterium für die Zuordnung darstellt.

#### Bedeutende Bestandsgruppen
Bedeutende Bestandsgruppen des Museums Europäischer Kulturen sind Arbeit und Beruf, Haus und Wohnen, Religion, Glaube und Ritual, Spielzeug, Kleidung und Schmuck, Fotografie, Druckerzeugnisse des alltäglichen Gebrauchs und Populäre Bilderwelten.
Die Bestandsgruppe Arbeit und Beruf gehörte zum primären Sammelgebiet des Museums für deutsche Volkstrachten und Erzeugnisse des Hausgewerbes. Anfangs wurden insbesondere verzierte, volkskünstlerisch gearbeitete Objekte gesammelt, zunehmend wurden aber auch Zeugnisse des zünftisch organisierten Handwerks wie etwa Zunfturkunden und Pokale in die Sammlung aufgenommen. Ab den 1970er Jahren wurden zunehmend ganze Werkstätten bzw. Ensembles in die Sammlung integriert. So verfügt das Museum Europäischer Kulturen über eine Geigenbauer-, Blaudruck- und Schuhmacher-Werkstatt sowie die Einrichtung eines Lebensmittelladens. Die historische Sammlung wird in Einzelfällen weiterhin ergänzt, der Schwerpunkt der Sammeltätigkeit liegt auf dem Fokus der Vermittlung von Kulturtechniken als immaterielles Kulturerbe. So wurde beispielsweise bei der Erwerbung eines polnischen Drehsterns 2018 dessen Herstellung filmisch dokumentiert.
Haus und Wohnen war ebenfalls seit der frühesten Phase der Sammlung eine zentrale Bestandsgruppe. Sie umfasst Möbel, Hauswirtschaftsgeräte, Keramik und Geschirr. In der Sammlung befinden sich ganze Stubeneinrichtungen aus ländlichen Gegenden Deutschlands und Europas vom 18. bis zu frühen 20. Jahrhundert. Zudem wurde Mobiliar verschiedener sozialer Schichten dokumentiert. Hauswirtschaftsgeräte wurden aus verschiedenen Regionen Europas gesammelt. In den Beständen an Keramik finden sich unter anderem Westerwälder Steinzeug, Siegburger Steinzeug, Bunzlauer Keramik sowie verschiedenste Keramik von der iberischen Halbinsel. Weiterhin umfasst die Sammlung Porzellan und Gebrauchsgeschirr aus anderen Materialien wie etwa Weißblech und Kunststoff. Während im Bereich des Alltagsgeschirrs Bestandslücken geschlossen werden sollen und aktuelle Entwicklungen wie etwa das Verbot von Plastik-Einwegprodukten durch das EU-Parlament im Dezember 2018 mit der Aufnahme eines Coffee-to-go-Bechers in die Sammlung dokumentiert werden, sollen Möbel nur in Einzelfällen erworben werden.

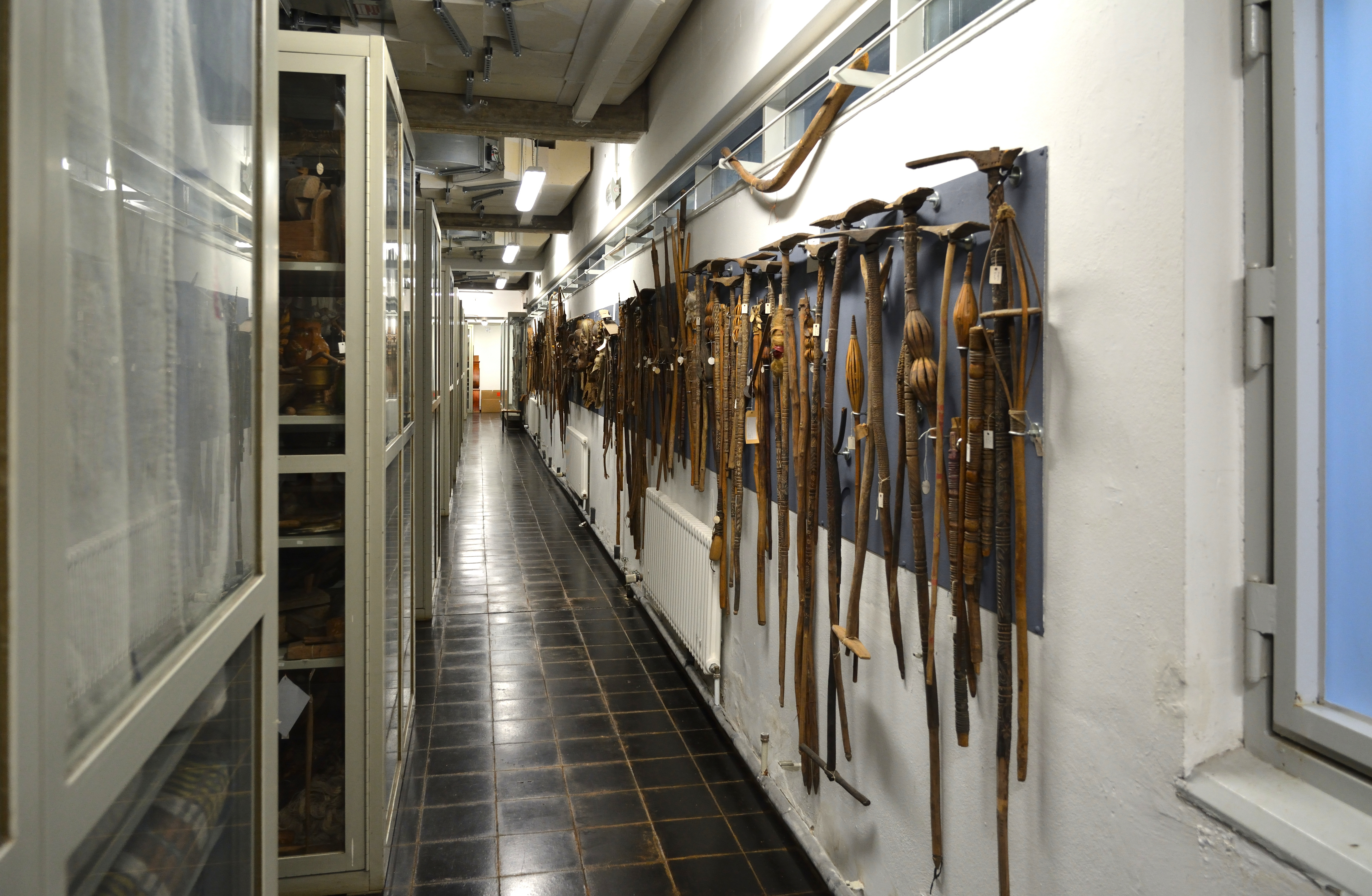
Blick in das Schaudepot mit einer Reihe von Geräten und Werkzeugen.
Gebäckmodel für Springerle mit dem Motiv Landsknecht/Fähnrich zu Pferde mit Fahne, 1614, Bayern.
Tuchglatscher/Plättscher zum Glattklopfen der fertigen Wäsche, 1871, Gungelshausen.
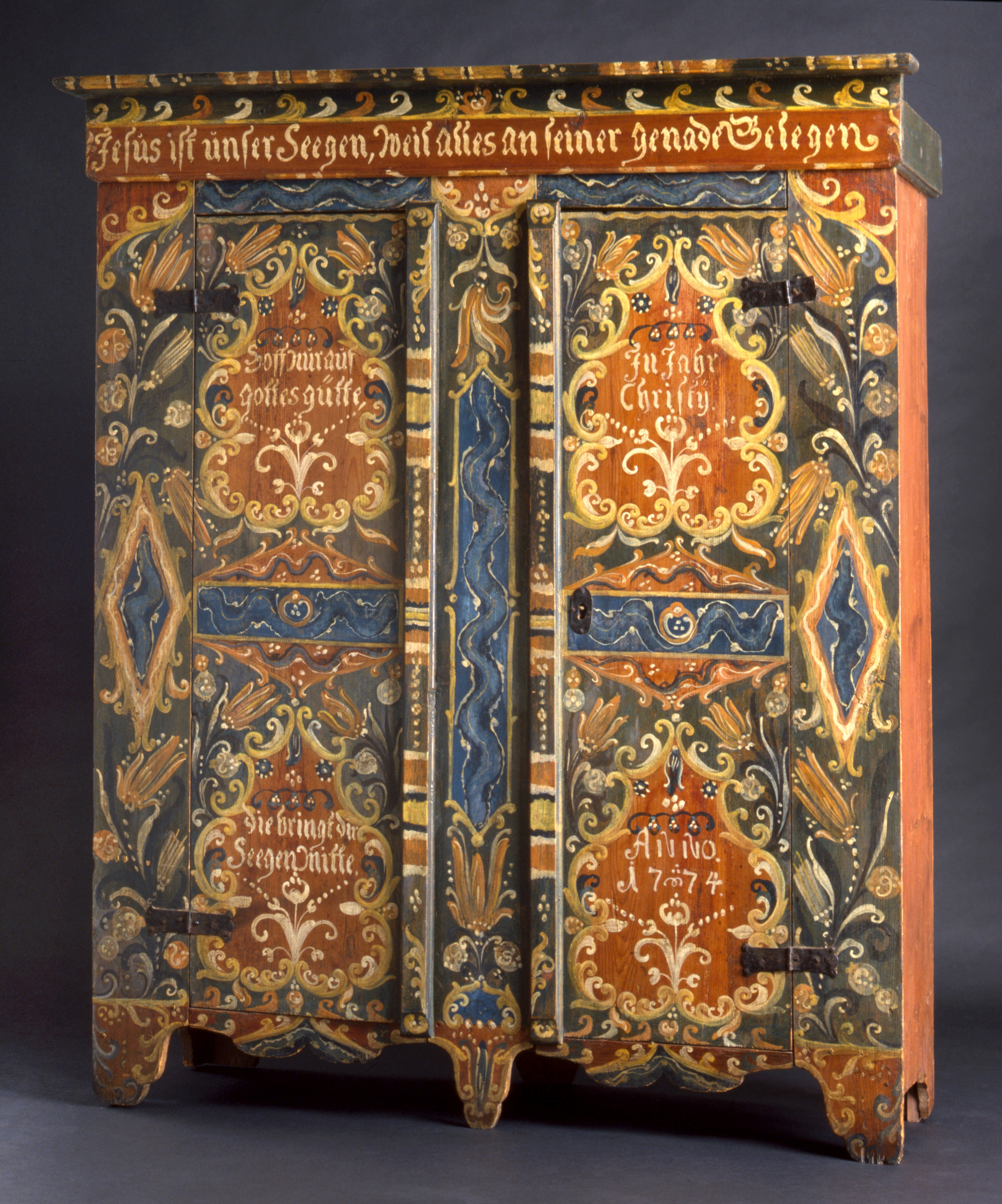
Stollenschrank mit der Inschrift „Hoff nur auf Gottes Güte. Die bringt dir Segen mitte. In Jahr Christy Anno 1774“, 1774, Großhennersdorf.
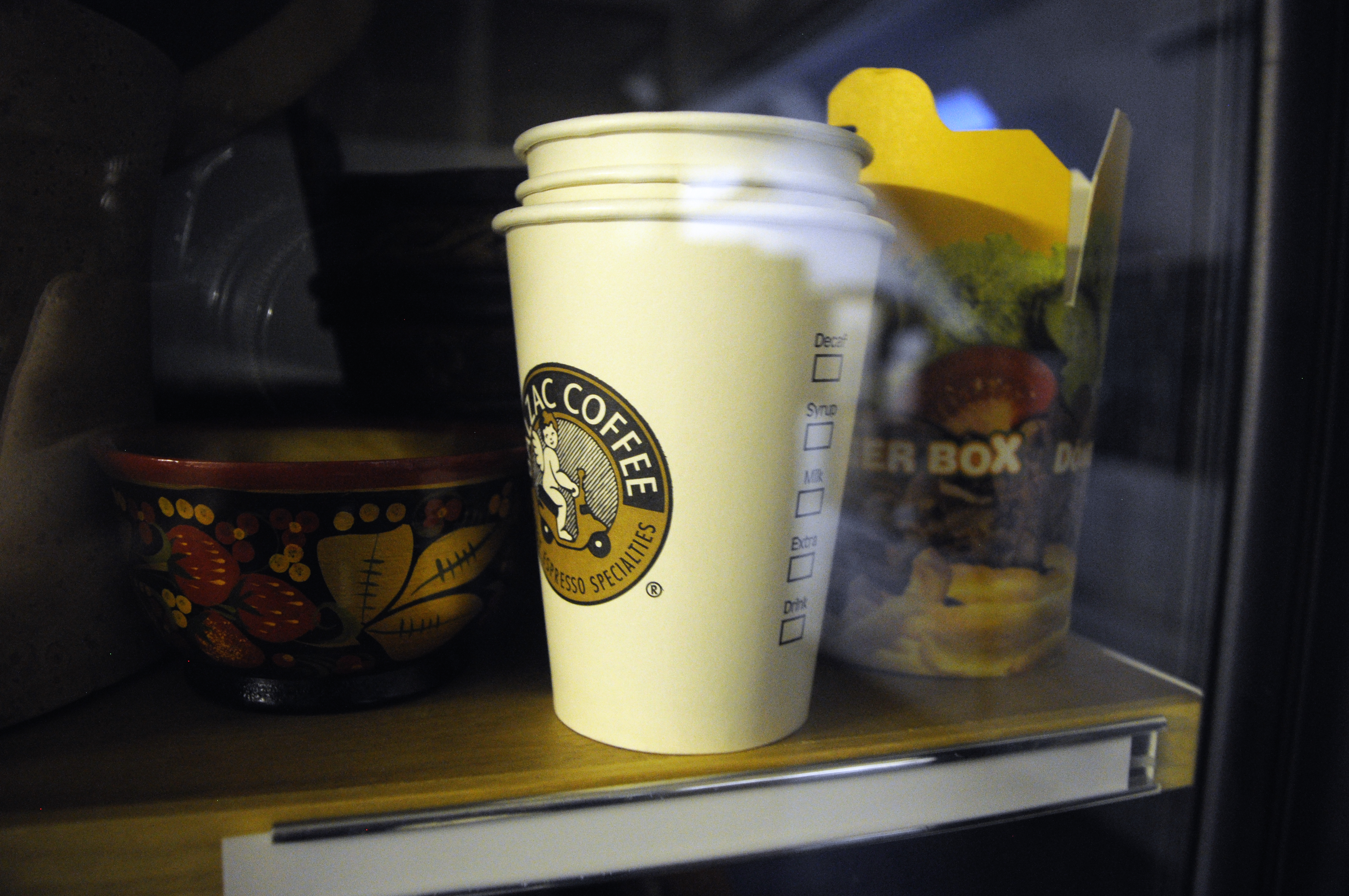
Coffee-to-go-Becher im Depot.

Der Bestand Religion, Glaube und Ritual wird geprägt durch eine große Sammlung christlicher Votive, die aus verschiedenen Teilen Europas stammen, und Skulpturen mit Themen der christlichen Ikonographie. Weiterhin umfasst diese Bestandsgruppe rituelle Objekte und säkulare Objekte des Lebenslauf wie beispielsweise Taufscheine, Konfirmationsurkunden und Brautkronen. Ebenso sind Objekte mit Bezug zum Jahreslauf wie Ostereier, Adventskalender und Weihnachtsschmuck Teil der Sammlung. Bedeutend für diese Bestandsgruppe sind die beiden Spezialsammlungen von Marie Andree-Eysn und Gertrud Weinhold. Aus letzterer stammen zum Beispiel die überwiegende Mehrzahl der Weihnachtskrippen und Krippenfiguren. Neben dem Christentum sind auch Objekte anderer Religionen wie Judentum und Islam in der Sammlung vertreten, jedoch in deutlich geringerer Zahl. Zwei Beispiele für letztere sind etwa eine elektronische Gebetskette oder der erste Ramadankalender aus dem Jahr 2010, der als Abwandlung des Adventskalenders einen Entwicklungssprung in einem bereits existierenden Objektbereich darstellte und deshalb Aufnahme in die Sammlung fand und damit exemplarisch die gegenwärtige Sammlungspolitik illustriert.

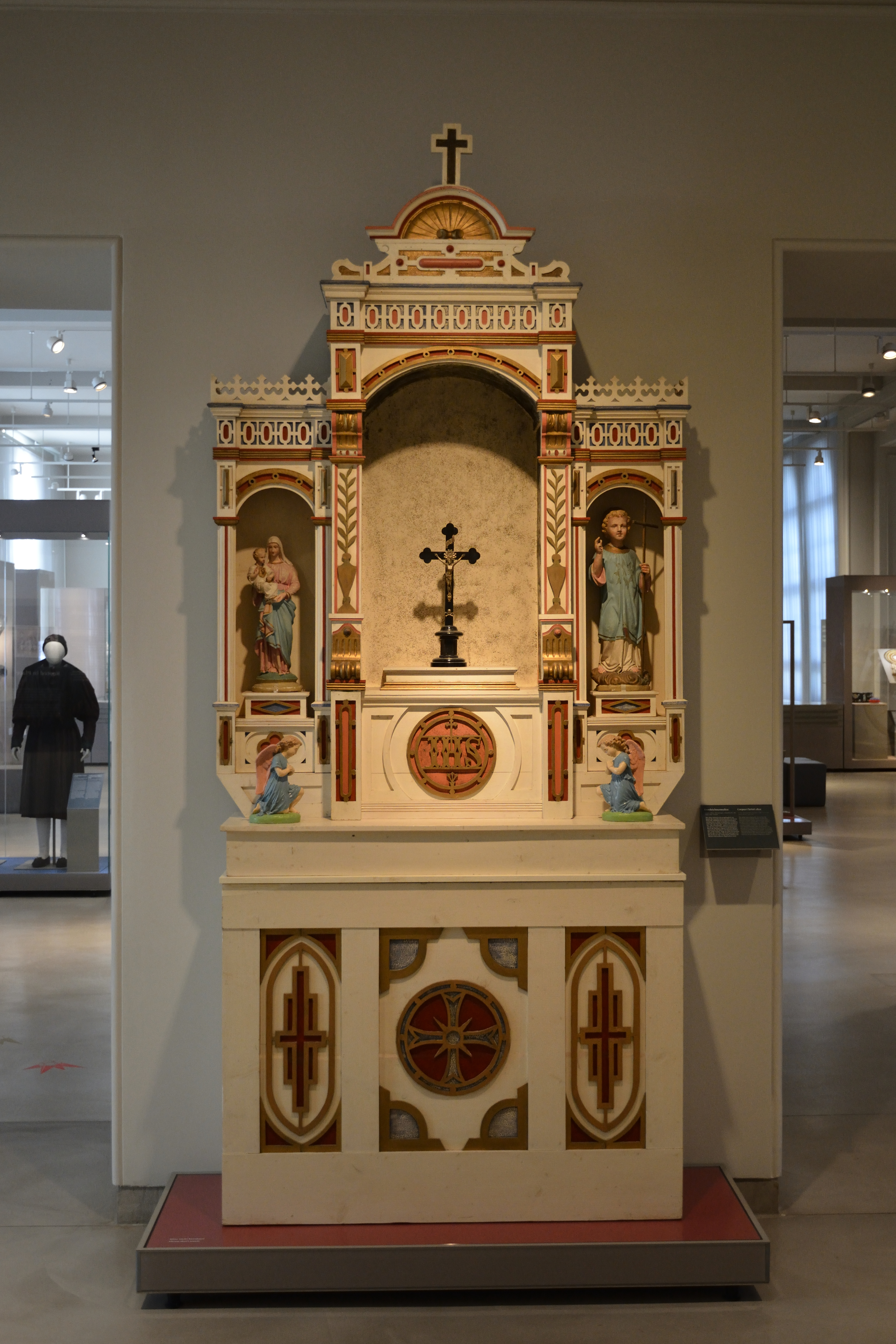
Fronleichnamsaltar der Familie Heinzelmann, Holz, Gips, bemalt, 293 × 122 × 42 cm, Burladingen, 1920er Jahre
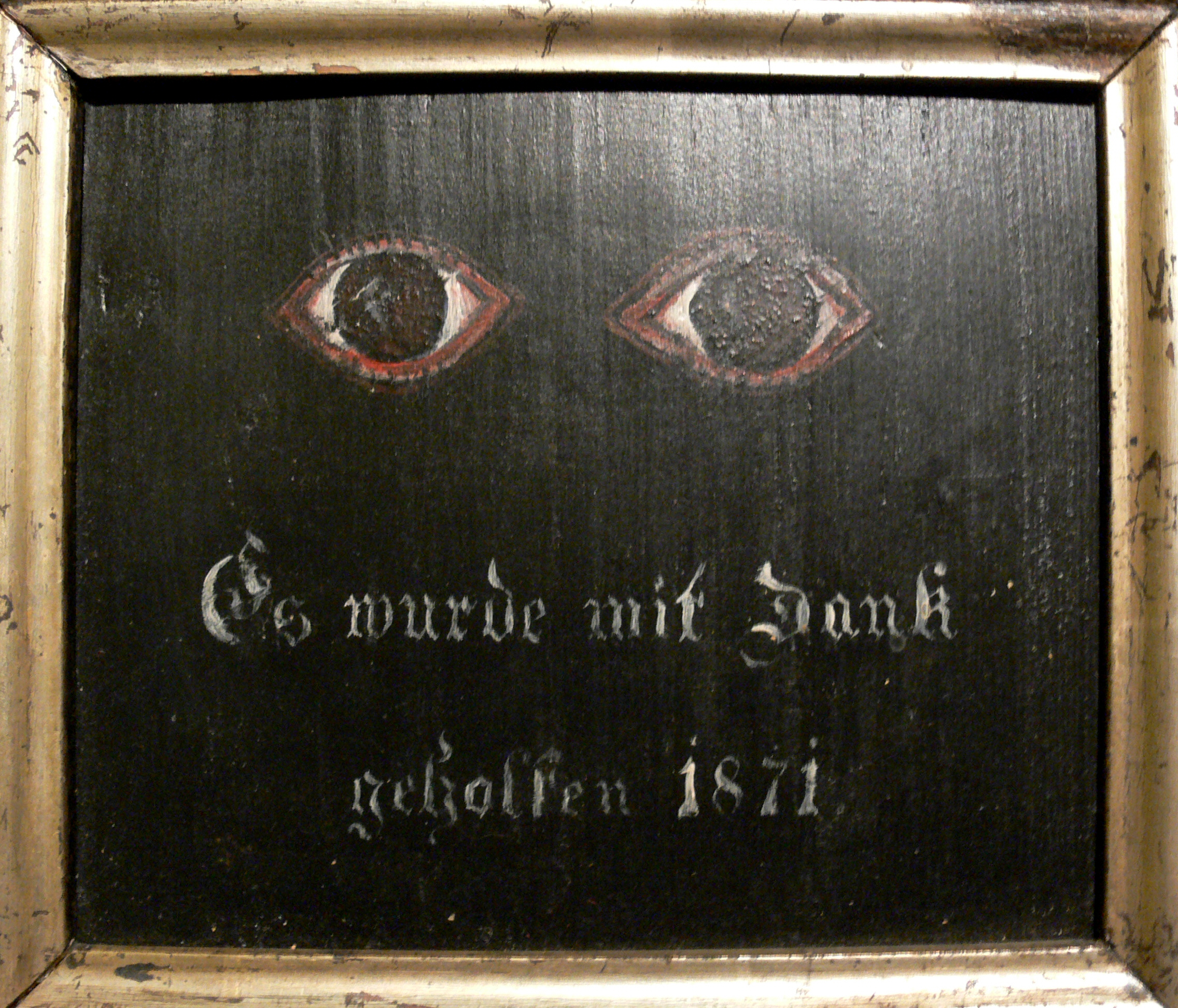
Votivbild „Es wurde mit Dank geholfen 1871“, 1871
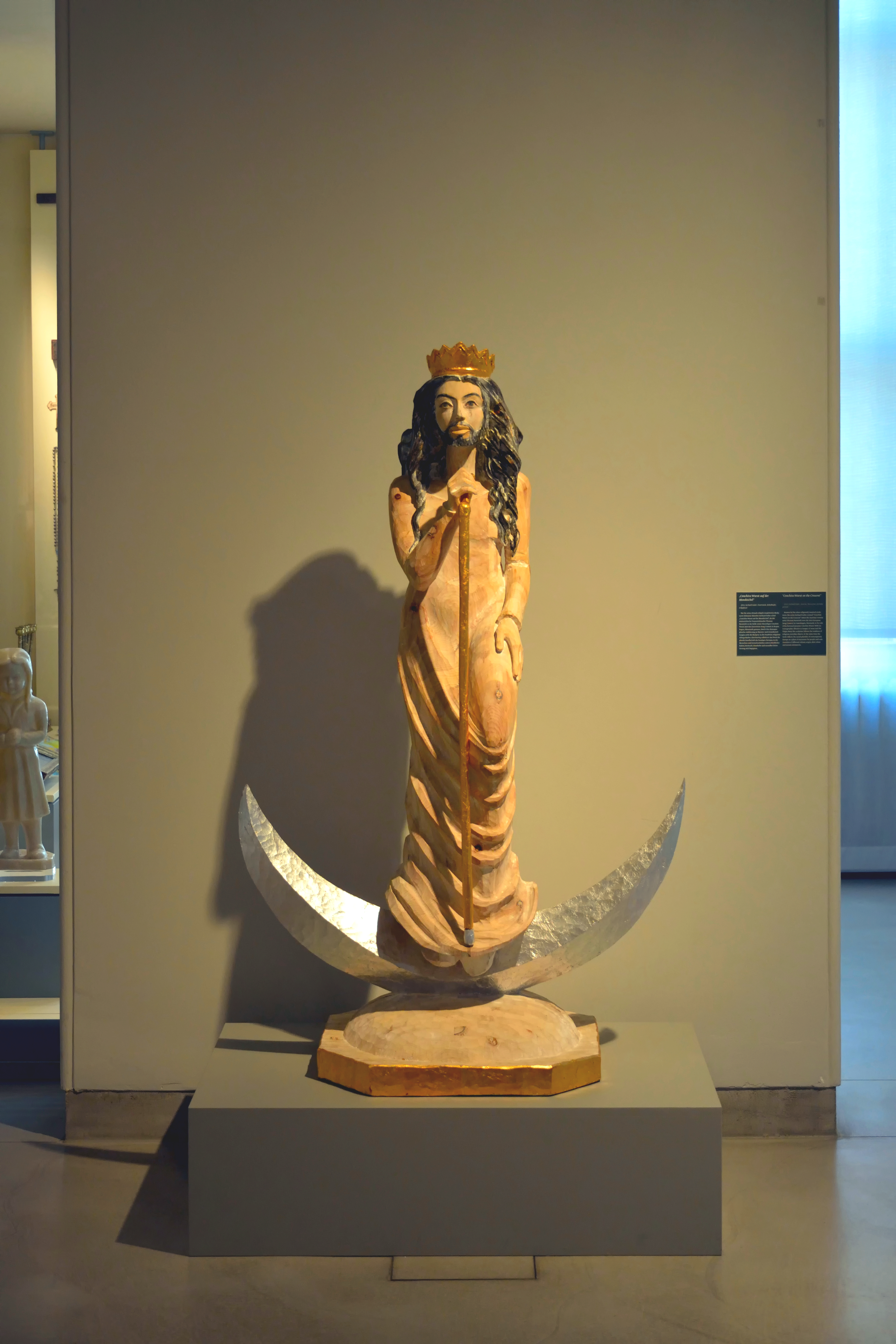
Gerhard Goder, Conchita Wurst auf der Mondsichel, Zirbelkiefer, 157 × 100 × 60 cm, 2014
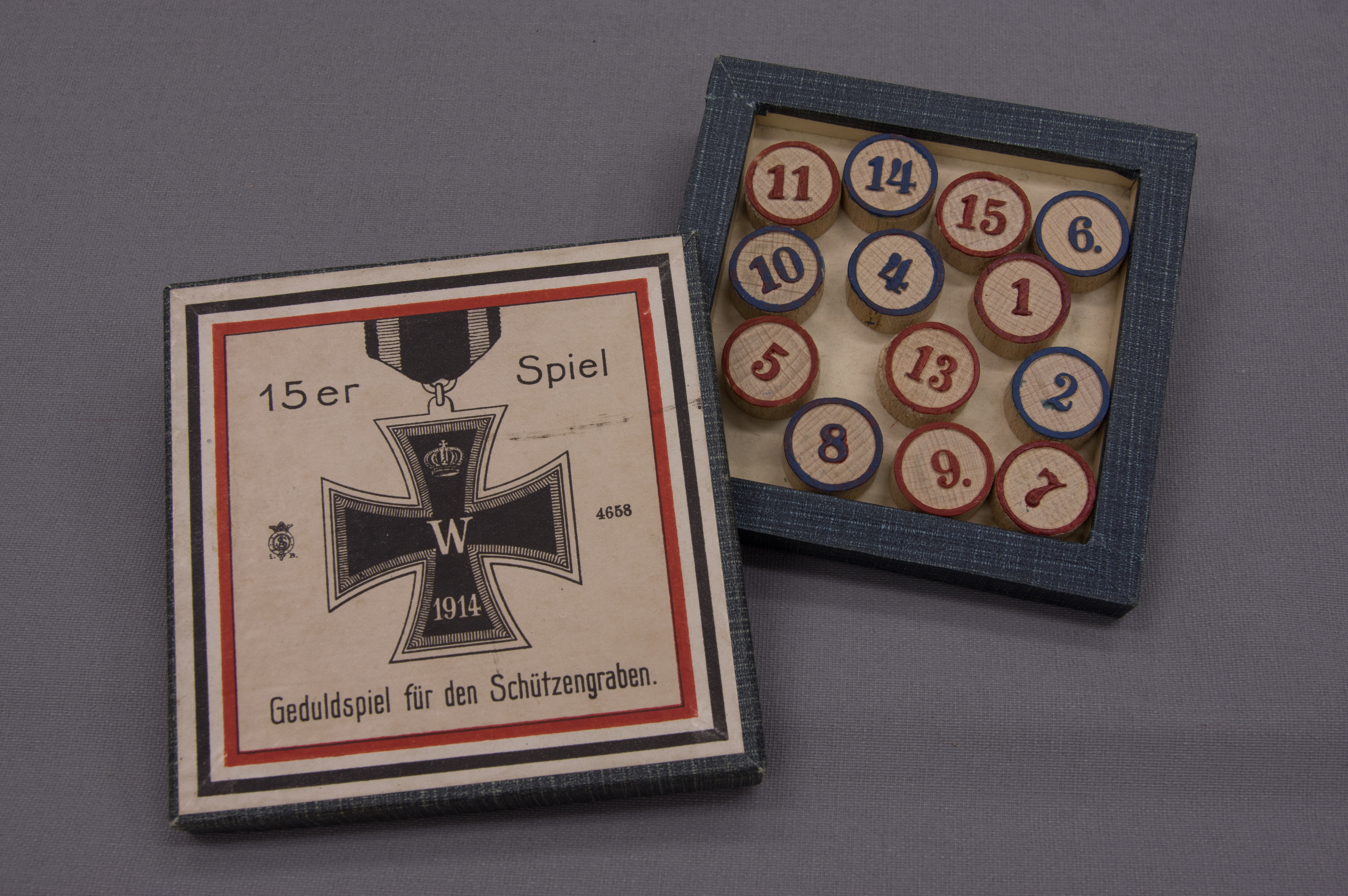
15er Spiel/Geduldspiel für den Schützengraben in Pappschachtel, 1914

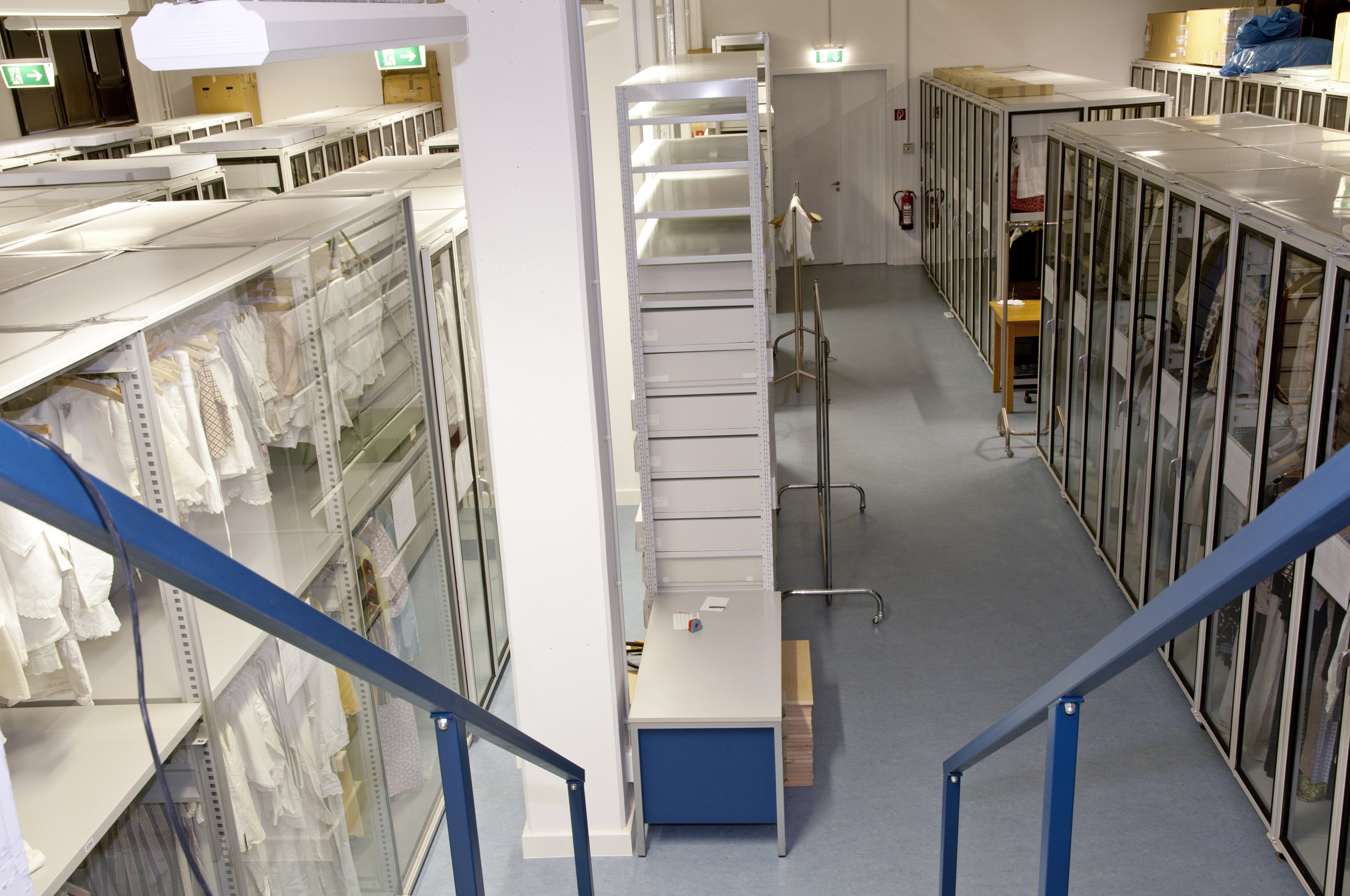
Blick in das Textilmagazin des Museum Europäischer Kulturen, 2009.

Die Spielzeugsammlung des Museums Europäischer Kulturen umfasst vor allem Objekte aus dem 19. und 20. Jahrhundert mit einem geographischen Fokus auf Deutschland und Polen. Zu ihr gehören Karten- und Brettspiele, Puppen mit ihrem Zubehör, Puppenhäuser, Schaukeltiere, Fahrzeuge, Bastelspielzeug und Baukästen sowie optisches, mechanisches und elektronisches Spielzeug. Über Ergänzungen der Sammlung werden exemplarisch zeitgenössische Entwicklungen abgebildet.
Die Bestandsgruppe Kleidung und Schmuck ist einer der Kernbestände des Museums Europäischer Kulturen. Die überwiegende Mehrzahl der Objekte stammt aus dem 19. und 20. Jahrhundert und dokumentiert das Kleidungsverhalten des dörflich-ländlichen Raumes sowie der unteren und mittleren Schichten der städtischen Bevölkerung bis in die 1970er Jahre, wobei Alltagskleidung im Fokus steht. Das Museum Europäischer Kulturen verfügt über die größte Trachtensammlung Europas, die regional ein breites Spektrum abdeckt. Die Schmucksammlung, die nur wenige Kriegsverluste zu verzeichnen hatte, ergänzt den Bestand und bietet einen repräsentativen Überblick von Zubehör zur ländlichen Kleidung. Das Museum Europäischer Kulturen arbeitet vornehmlich daran, Bestandslücken ab den 1970er Jahren zu schließen und gegenwärtige Phänomene wie die globalisierte Modeindustrie mit ihren Gegenbewegungen wie Ethical bzw. Slow Fashion abzubilden.

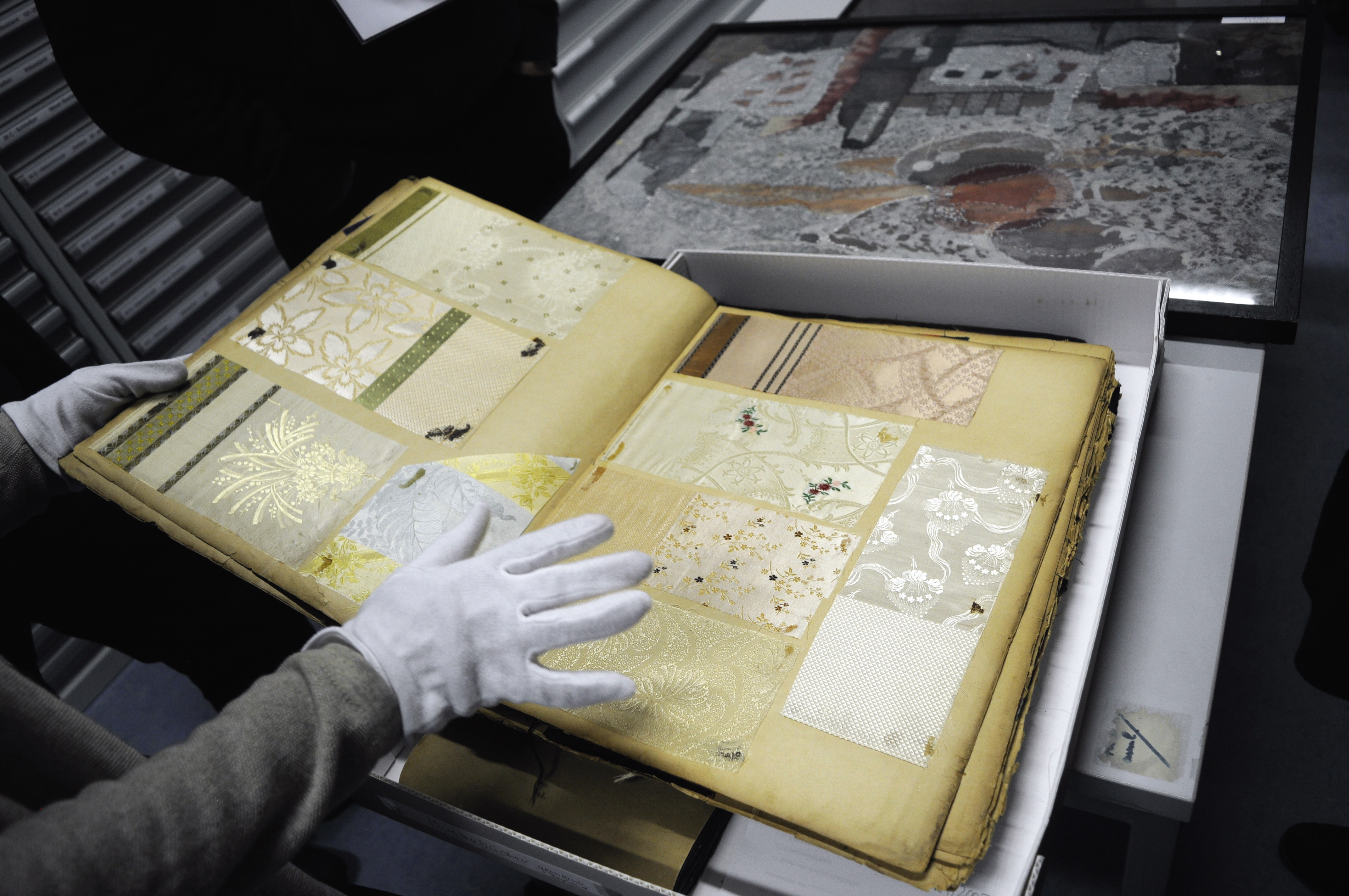
Stoffmuster.
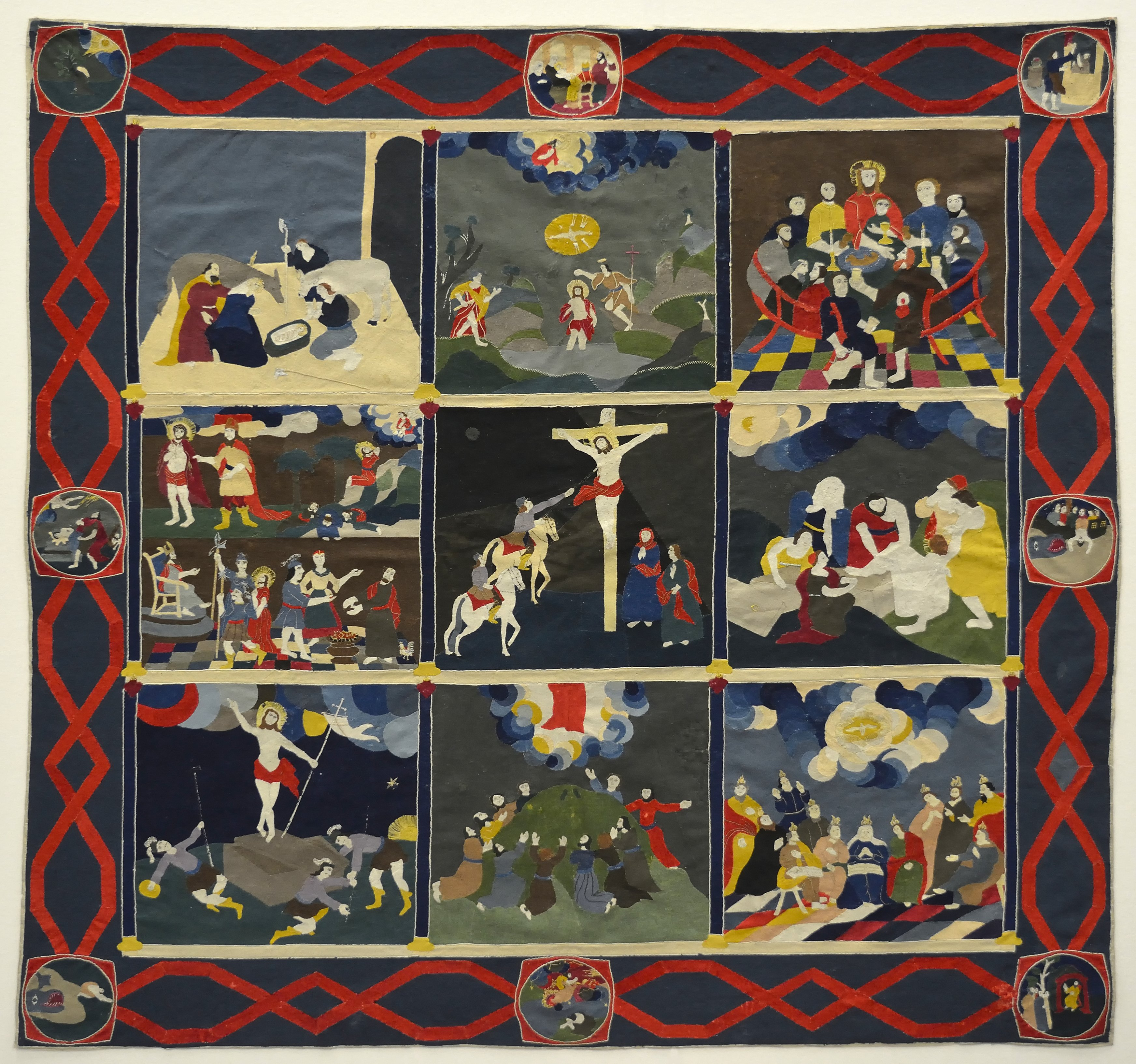
Fleckelteppich mit Darstellungen aus dem Alten und Neuen Testament, 150 × 150 cm, Schlesien, 1750-1800.
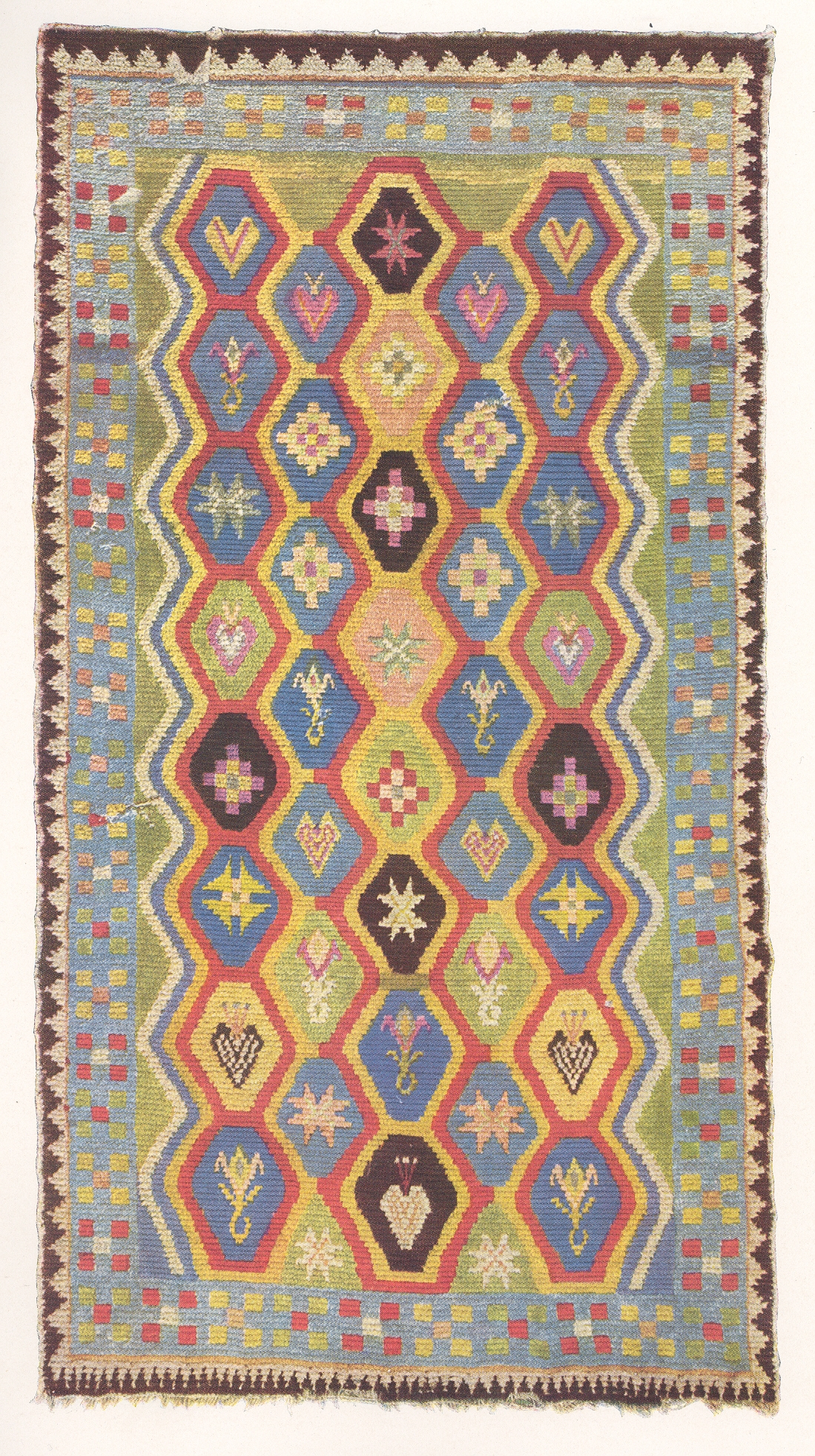
Maria Demski, Geknüpfter Hochzeitsteppich, 1800-1820, Lötzen.
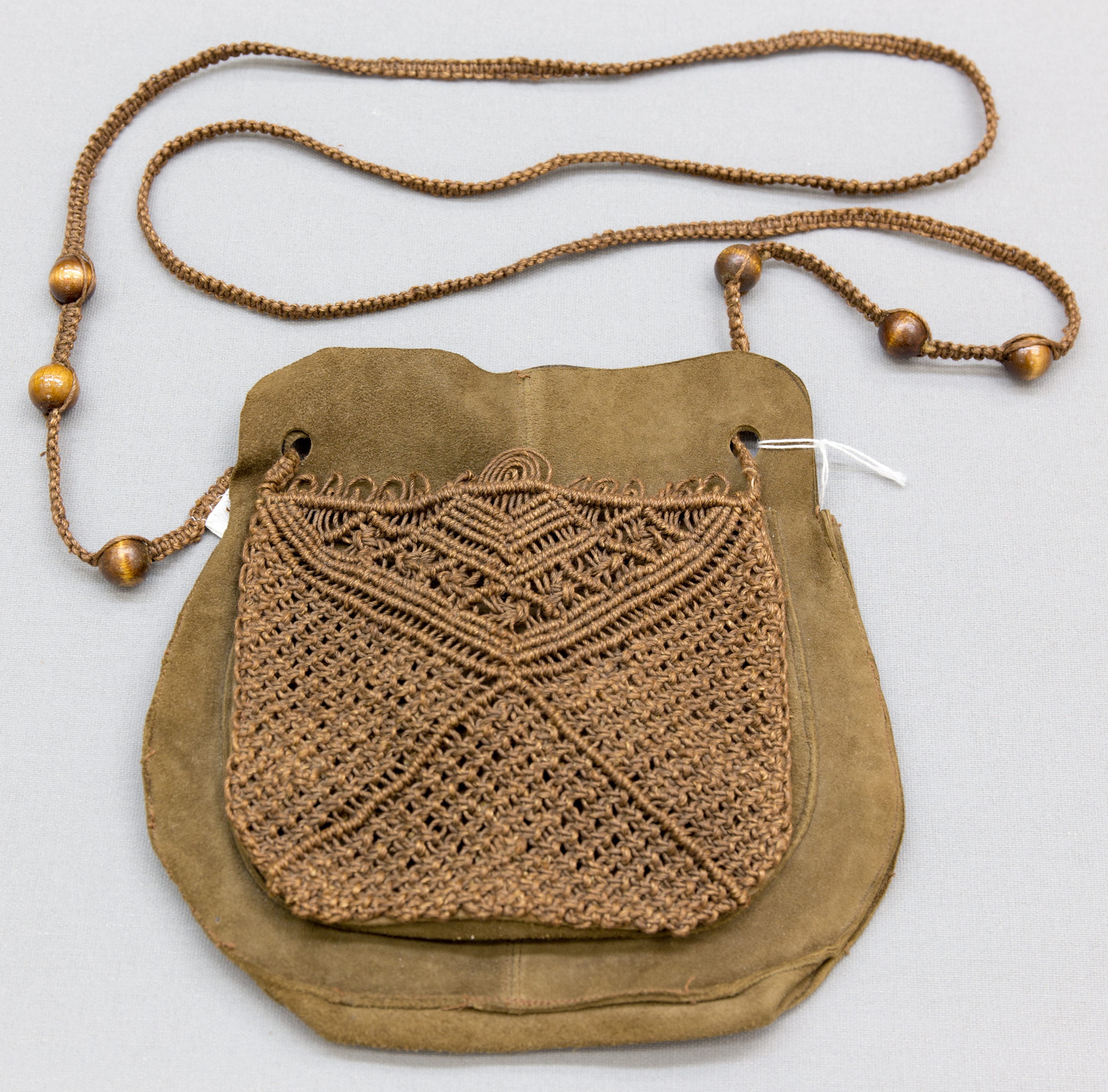
Halsbeutel aus Leder, Perlen, Garn, DDR, 2018 in die Sammlung aufgenommen.
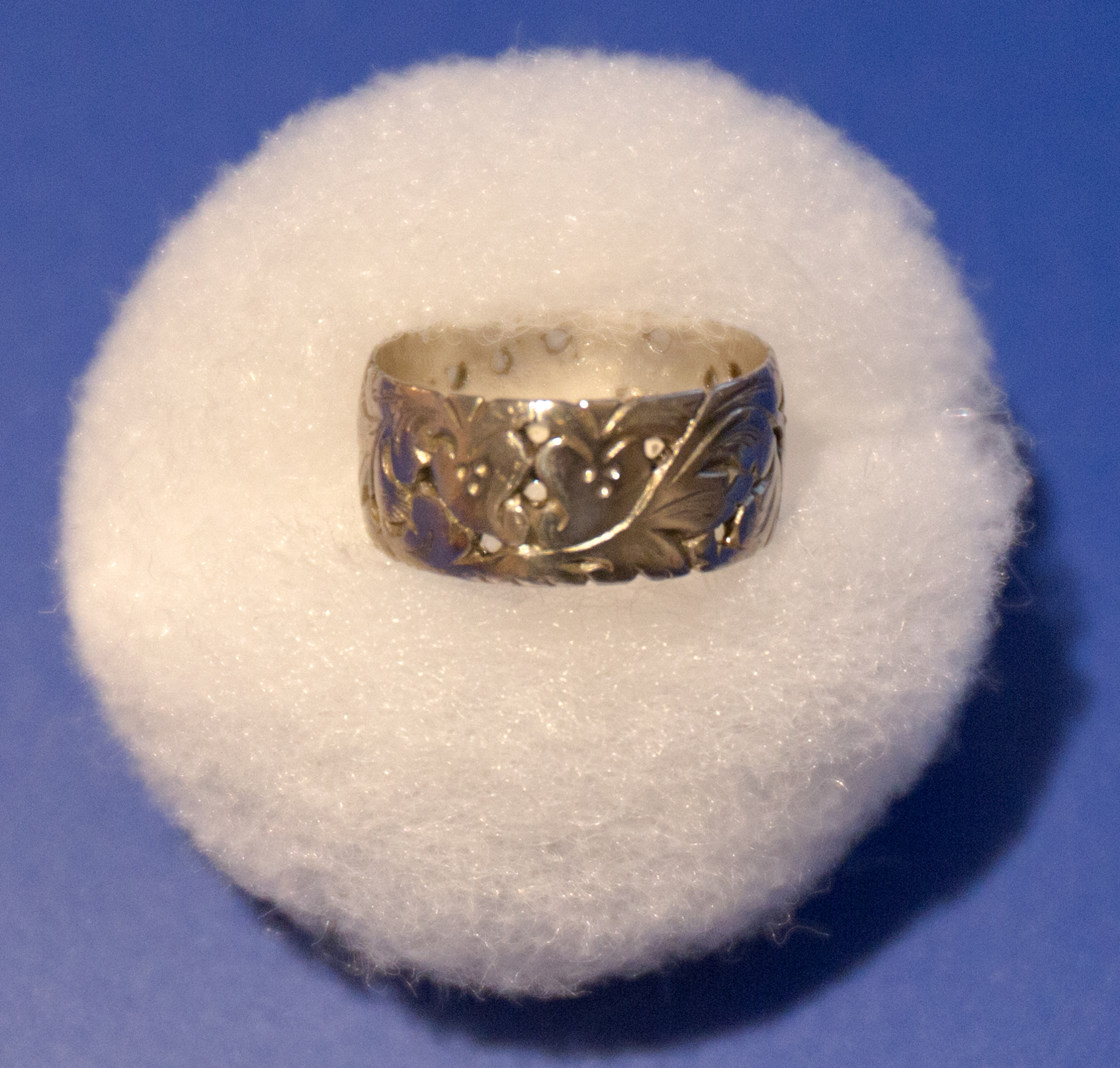
Verlobungsring Colfosco, Südtirol, 1. Hälfte des 19. Jahrhunderts.

Die fotografische Sammlung des Museum Europäischer Kulturen umfasst vor allem ethnographische Aufnahmen meist unbekannter Fotografen, die das Alltagsleben dokumentieren. Sie decken das Spektrum von Atelieraufnahmen bis zur Amateurfotografie ab; auch Unikate wie Daguerreotypien und Ferrotypien gehören zur Sammlung. Bedeutend sie die Fotobestände aus Südosteuropa sowie die Bestände zu Samen und Krimtataren. Zudem wird ein Teil des Bildarchivs der Berliner Gesellschaft für Anthropologie, Ethnologie und Urgeschichte am Museum verwahrt. Ein weiteres bedeutendes Konvolut ist die fotografische Dokumentation muslimischer Kriegsgefangener aus zwei Lagern bei Berlin im Ersten Weltkrieg durch Otto Stiehl. In den letzten Jahrzehnten verlagerte sich das Sammeln des Museums vor allem auf private Fotoalben und Knipserkonvolute sowie fotoethnographische Projekte von Autorenfotografinnen und -fotografen. Ergänzt werden die fotografischen Bestände durch private und wissenschaftliche Schmalfilme. Als besondere Herausforderung seiner fotografischen Sammlung versteht das Museum Europäischer Kulturen die Integration digitaler Alltagsfotografie sowie die Digitalisierung und Dokumentation des Altbestandes.
Die Bestandsgruppe Druckerzeugnisse des alltäglichen Gebrauchs umfasst vor allem Koch- und Schulbücher, Musterkataloge, Landkarten und Reiseführer. Hinzu kommen Kinderbücher und religiöse Literatur. Zudem umfasst der Bestand verschiedenstes Luxuspapier, etwa in Form von Sammelbildern und papierene Ankleidefiguren, sowie rund 30.000 Postkarten und 1000 Plakate. Ebenfalls zu dieser Bestandsgruppe gehören Dokumente wie amtliche Schreiben, Ausweise, Orden, Rechnungen, Quittungen, Sparbücher, Familienurkunden, private Briefe und Nachlässe.
In der Bestandsgruppe Populäre Bilderwelten finden sich alle Bereiche der populären Druckgrafik und Malerei vertreten. Besonders hervorzuheben sind das Konvolut von Bänkelbildern und die Sammlung von rund 10.000 Bilderbogen. Weiterhin verfügt das Museum Europäischer Kulturen über Erzeugnisse traditioneller Handwerkstechniken und der Popularkunst aus den Bereichen Malerei und Plastik. Einen Schwerpunkt bildet dabei die Naive Kunst aus Polen. Das Sammeln in diesem Bereich beschränkt sich auf exemplarische Belege neuer Entwicklungen. 2016 erwarb das Museum etwa ein Graffiti des niederländischen Street-Art-Künstlers Laser.
- Produktkatalog von Wilhelm Brauns Haushaltsfarben, 1897.
- Produktkatalog der Erdmannsdorfer Büsten-Fabrik, vor 1910.

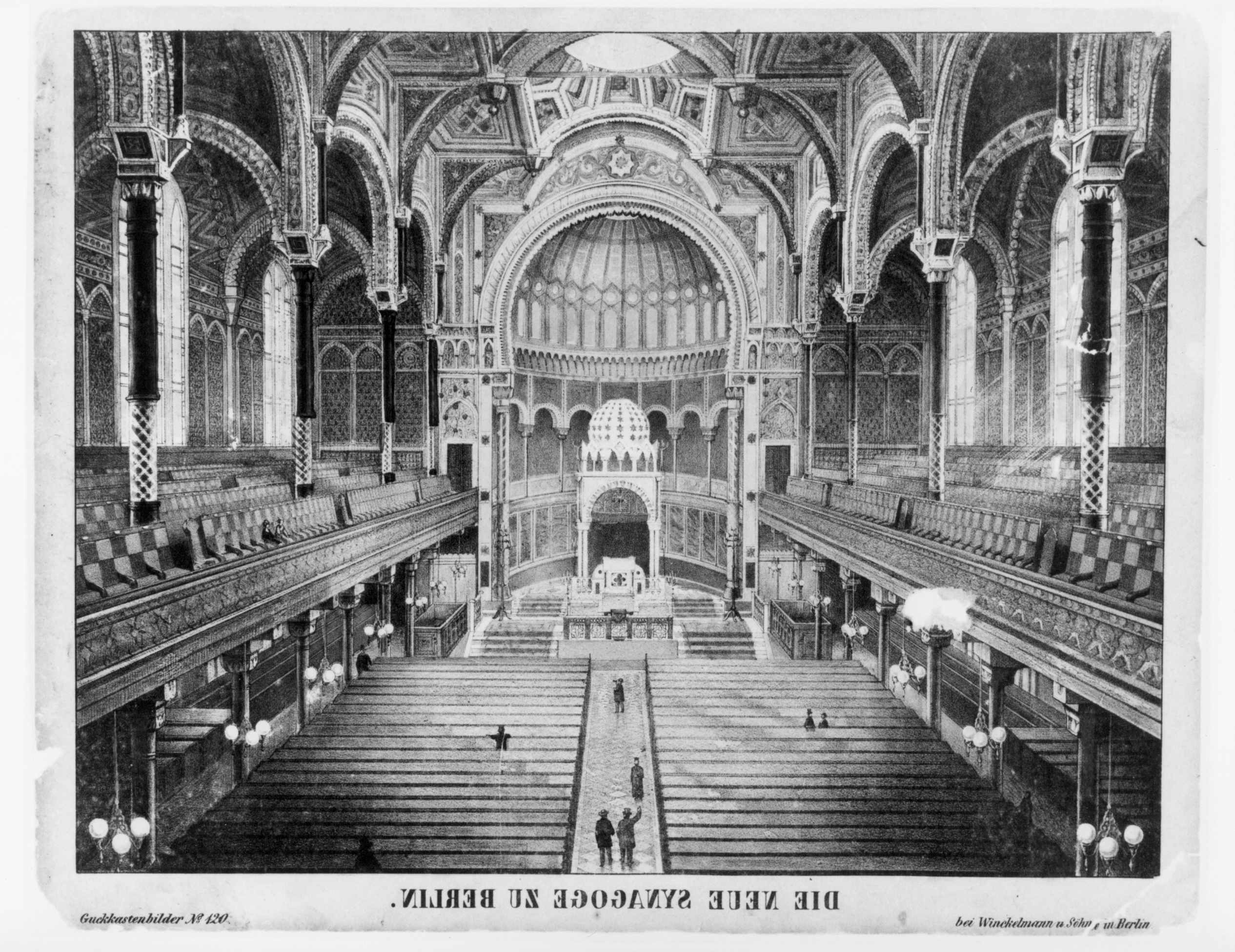
Winckelmann & Söhne (Verleger), Die neue Synagoge zu Berlin (Guckkastenbild Nr. 120), um 1888.
Oblate mit Schmetterlings-Motiv, Berlin, um 1900.
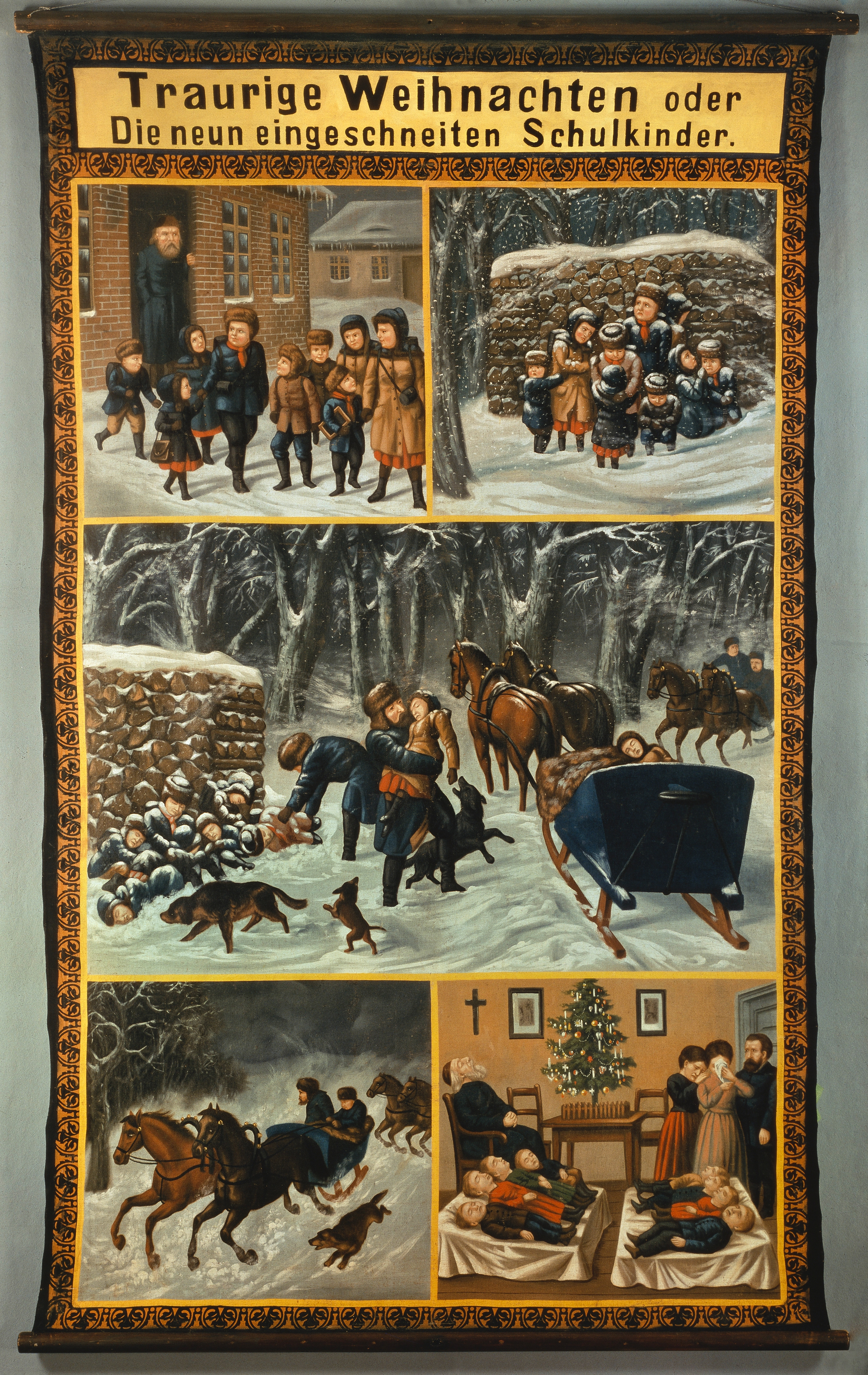
Adam Hölbing, Traurige Weihnachten oder die neun eingeschneiten Schulkinder, Moritat, um 1900.

#### Spezialsammlungen
Das Museum Europäischer Kulturen verfügt über einige Spezialsammlungen, die in der Regel auf Sammler zurückgehen und in sich geschlossene Konvolute, die nicht mehr ergänzt werden, bilden. Die Sammlung Andree-Eysn mit ihren religiös konnotierten Objekten war ein bedeutender früher Zuwachs des Museums und macht immer noch den Großteil des Bestandes an Votiven aus. Ebenfalls dem Thema Religion widmet sich die von Gertrud Weinhold angelegte Kollektion Das Evangelium in den Wohnungen der Völker. Ökumenische und vergleichende Sammlung mit ihren 15.000 Objekten. Diese Objekte decken vor allem das 20. Jahrhundert in Deutschland und anderen europäischen Ländern, insbesondere Polen, ab, ergänzt um christliche Objekte aus Afrika und Lateinamerika. Zur Sammlung Weinhold gehören darüber hinaus zahlreiche Spielzeuge. Mit den Sammlungen Orth, einem von dem Journalisten Hans-Joachim Orth und seiner Frau Christina zusammengetragenen Konvolut von über 1000 Werken, und der Sammlung Hans-Joachim Schauß, die über 250 Skulpturen umfasst, verfügt das Museum Europäischer Kulturen über eine große Sammlung von naiver Kunst aus Polen. Die Sammlung von Rudolf Wissel, der neben seiner Tätigkeit als Gewerkschafter und Sozialdemokrat auch Handwerksforscher war, gelangte 1966 an das Westberliner Museum und umfasst rund 570 Geräte, Werkzeuge und Urkunden. Die Sammlung der Volkskundlerin Christa Pieske ergänzt den Bestand des Museums um Wandbilddrucke und Luxuspapier, während der Nachlass Wilhelm Kiesewetter 162 Gemälde und zwölf Modelle umfasst, die dessen ethnographischen Reisen dokumentieren. Darüber hinaus gehören die Nachlässe des Planet Verlags, der als größter Verlag für Druckerzeugnisse in der DDR unter anderem Oblaten, Karten, Malbücher und Zeitschriften produzierte, sowie des Verlags Volk & Welt als zweitgrößter Verlag für Belletristik und wichtigster Verlag für internationale Literatur in der DDR zum Bestand des Museums.

### Ständige Sammlungspräsentation

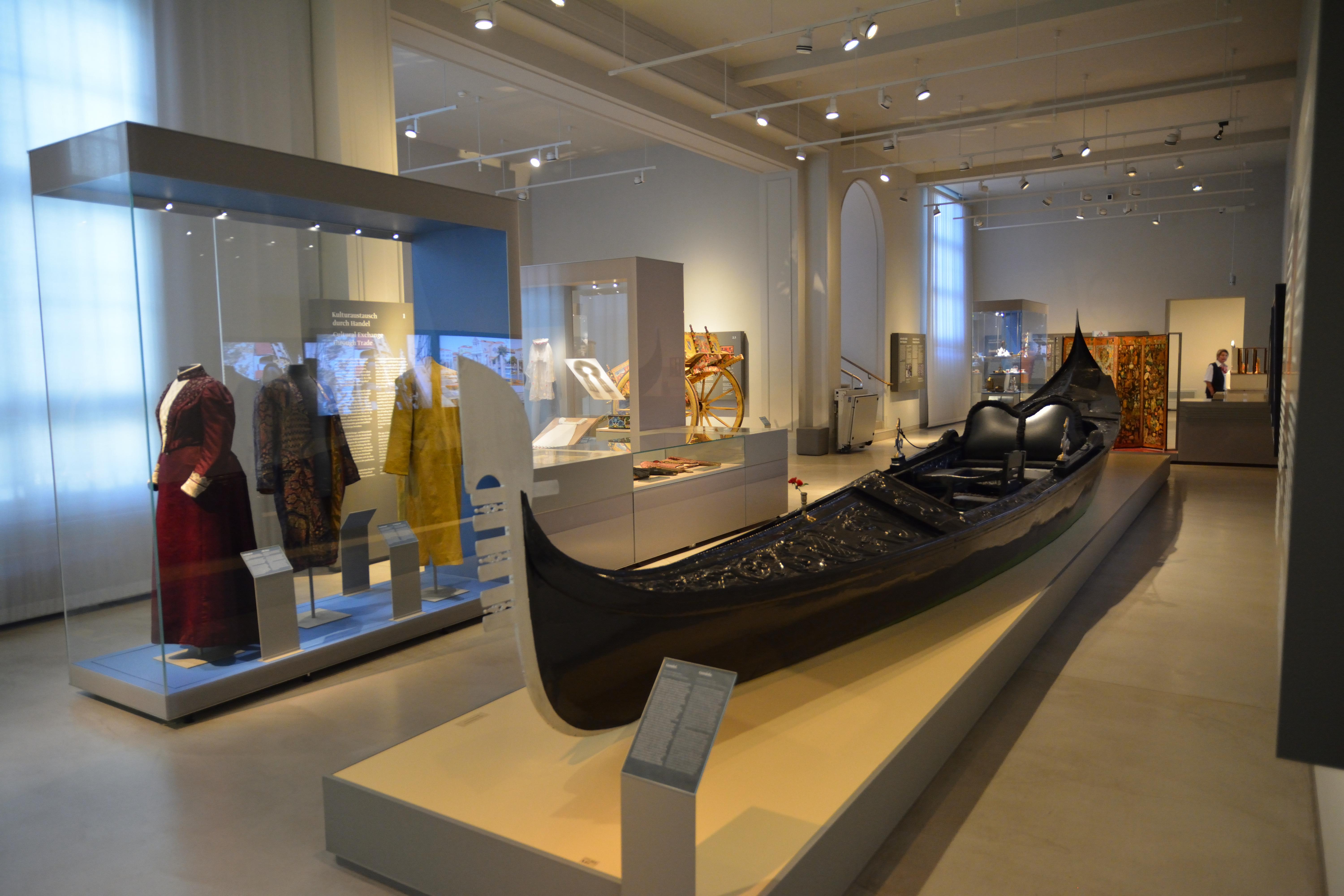
Blick in den Ausstellungsbereich Begegnungen mit der Venezianischen Gondel, 2018.

Die ständige Sammlungspräsentation Kulturkontakte. Leben in Europa gliedert sich in die drei Themenbereiche Begegnungen, Grenzen und Religiosität und präsentiert auf 700 Quadratmetern die Formen und Folgen der Kulturkontakte in Europa in vergleichender Weise sowie einen repräsentativen Querschnitt der Sammlung.
Der erste Ausstellungsbereich Begegnungen widmet sich den Themen Handel, Reisen, Medien und Migration. Dominierendes Leitobjekt ist eine Venezianische Gondel, die auf Venedig als Ort, der viele der angesprochenen Themen dieser Sektion vereint, verweist. Die erste Themeninsel widmet sich den europäischen Handelsbeziehungen anhand von Objekten aus Seide und Glasperlen. In der folgenden Themeninsel wird das Thema des Reisens insbesondere mit der Präsentation von Mitbringseln und eines Kastens mit aus verschiedenen ehemaligen Sowjetrepubliken stammenden Objekten, den Raissa Gorbatschowa 1986 den Staatlichen Museen als Gastgeschenk überreichte, vorgestellt. Ein zentrales Objekt ist der 1904 gebaute Carrettu sicilianu, den Wilhelm II. von einer Sizilienreise mitbrachte und bis 1937 in den Römischen Bädern im Park Sanssouci aufgestellt wurde. Bis zur Mitte des 19. Jahrhunderts im Mittelmeerraum als Transportmittel genutzt, werden Wagen dieser Art heute auf Sizilien ausgestellt und für Festumzüge genutzt, während kleine Nachbildungen an Touristen verkauft werden. Die folgende Themeninsel behandelt das Thema der Medien mit einem mit Oblaten verzierten Paravent und einem Papiertheater mit Kulissenschrank und Theateraufbau, in dem eine Szene aus Jules Vernes Die Reise um die Erde in 80 Tagen aufgebaut ist. Die abschließende Themeninsel der Sektion Begegnungen behandelt das Thema Migration über Objekte, die auf den Einfluss von Migranten und Handel auf die Ess- und Genussultur verweisen. So wird beispielsweise die Werbefigur eines Döners und Utensilien zur Zubereitung und den Verkauf von Döner Kebab gezeigt.

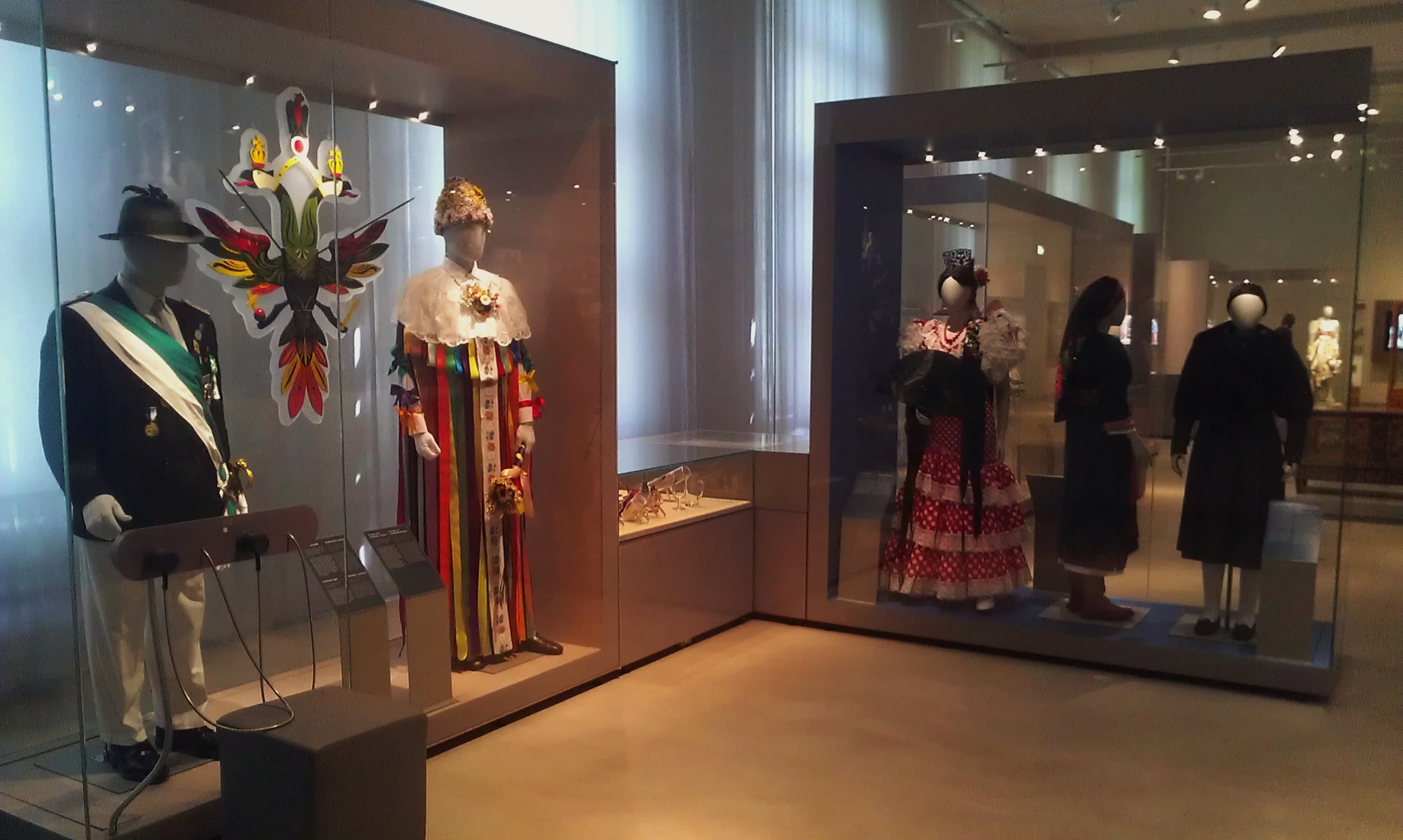
Erste Themeninsel des Ausstellungsbereichs Grenzen mit einer Schützentracht und dem Kostüm eines Lichtmess-Läufers aus Spergau in der vorderen und Frauentrachten von Karpathos, aus Sevilla und der Wischauer Sprachinsel in der hinteren Vitrine, 2014.

Das Thema Grenzen wird im zweiten Ausstellungsbereich behandelt. Die erste Themeninsel in dieser Sektion widmet sich Objekten aus dem Bereich der Kleidung, der Bräuche, des Vereinswesens und der Vermarktung, die entweder als ortstypisch gelten oder Orte repräsentieren. Diese Objekte haben einen engen Bezug zur Identifikation der Menschen mit einem Ort und ihrem Selbstwertgefühl. Die zweite Themeninsel widmet sich mit Masken und Trachten der regionalen Verortung von Kultur. Dieses Thema wird in der dritten Themeninsel, die als Exkurs fungiert, mit Fotografien von Sabine von Bassewitz, die Selbstrepräsentationen verschiedener Gruppen aus Deutschland zeigen, vertieft. Die vierte Themeninsel widmet sich dem Komplex des Nationalcharakters, der sich nicht wie regionale Kultur in der materiellen Kultur des alltäglichen Lebens niederschlägt, sondern vor allem auf symbolischer, bildlicher, textlicher und musikalischer Ebene kommuniziert wird. Es werden zum einen bildliche Darstellungen von Nationalstereotypen gezeigt, die insbesondere der Abgrenzung dienen und oftmals politisch genutzt werden, zum anderen wird über den Themenbereich Sport die positive Identifikation mit der eigenen Nation thematisiert. Die Themensektion Grenzen wird mit der Präsentation der 2010/11 als Auftragsarbeit entstandenen Frauen- und Männerkostüm Die Europäer von Stephan Hann abgeschlossen. Die beiden Kostüme bestehen aus verschiedenen Materialien mit Europabezug und nehmen auf traditionelle Trachten Bezug. Künstlerisch wird damit die Existenz einer hybriden, dezidiert europäischen Identität befragt.
Die dritte Ausstellungssektion widmet sich dem Thema der Religiosität. Die christliche Religion mit ihren Bezügen zum Judentum und Islam wird dabei als besonders prägend für Europa verstanden. Die erste Themeninsel dieses Ausstellungsbereichs ist der Frömmigkeit im Alltag gewidmet und zeigt unter anderem Votive, Andachtsbilder, Advents- und Ramadankalender und Eingerichte. Die nichtchristlichen Religionen sind mit muslimischen Gebetsketten sowie Menora und Kippa vertreten. In dieser Präsentation wird insbesondere der strukturierende Einfluss der Religion auf den Alltag betont. Die zweite Themeninsel widmet sich speziell Objekten mit Bezug zum Weihnachtsfest: Über Weihnachtskrippen aus Europa sowie Peru, Ägypten und Tansania wird ein kulturvergleichender Blick über die Grenzen Europas hinaus ermöglicht, der auf die Beziehung zwischen Europa und der Welt verweist. Abgeschlossen wird der Themenkomplex Religiosität im Untergeschoss mit der Präsentation des mechanischen Weihnachtsbergs im orientalischen Stil von Max Vogel, der seit 1999 zur Sammlung des Museums Europäischer Kulturen gehört und der größte Weihnachtsberg außerhalb des Erzgebirges ist.

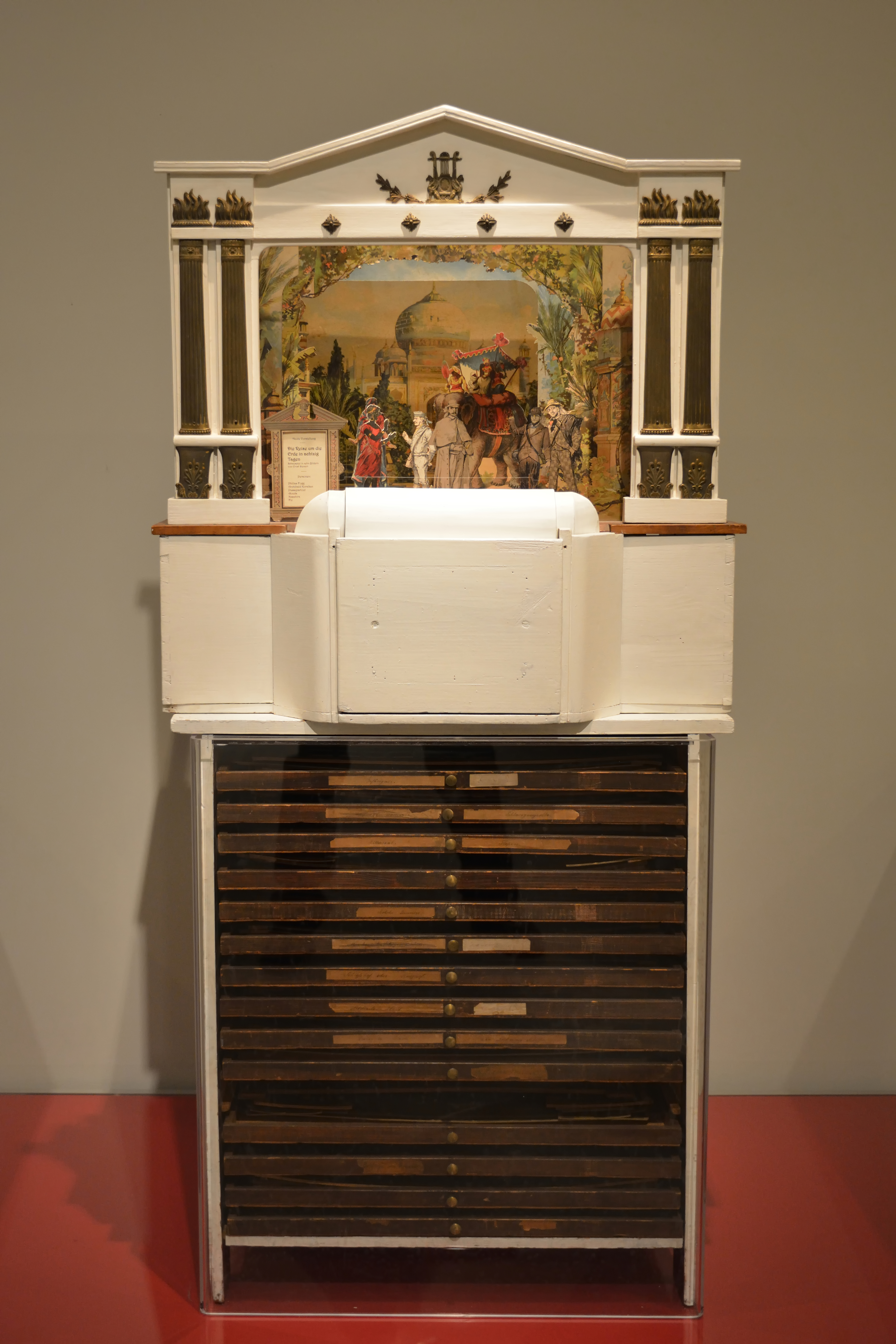
Papiertheater mit Kulissenschrank und Theateraufbau, 1890-1900.
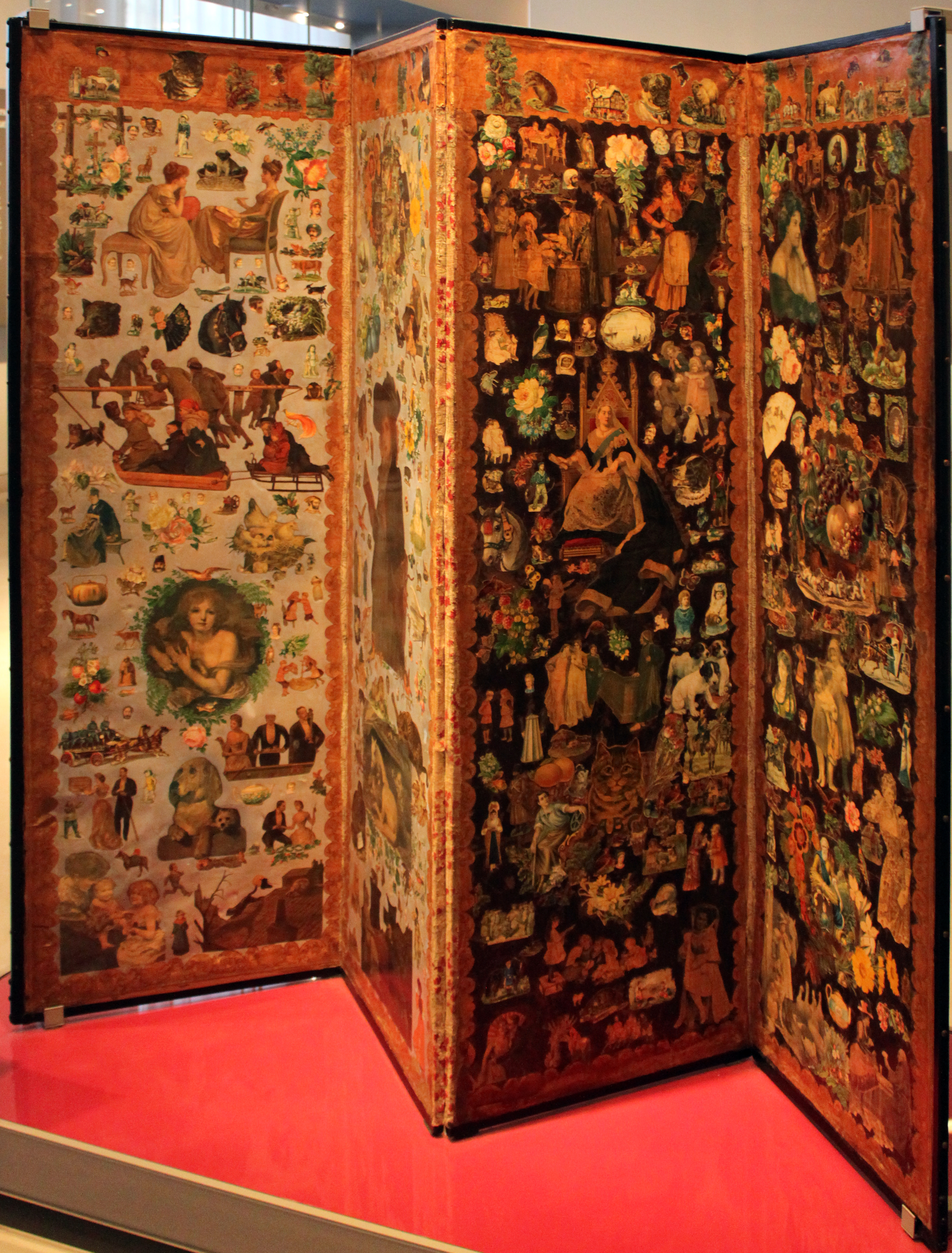
Paravent mit aufgebrachten Oblaten, England, um 1900.
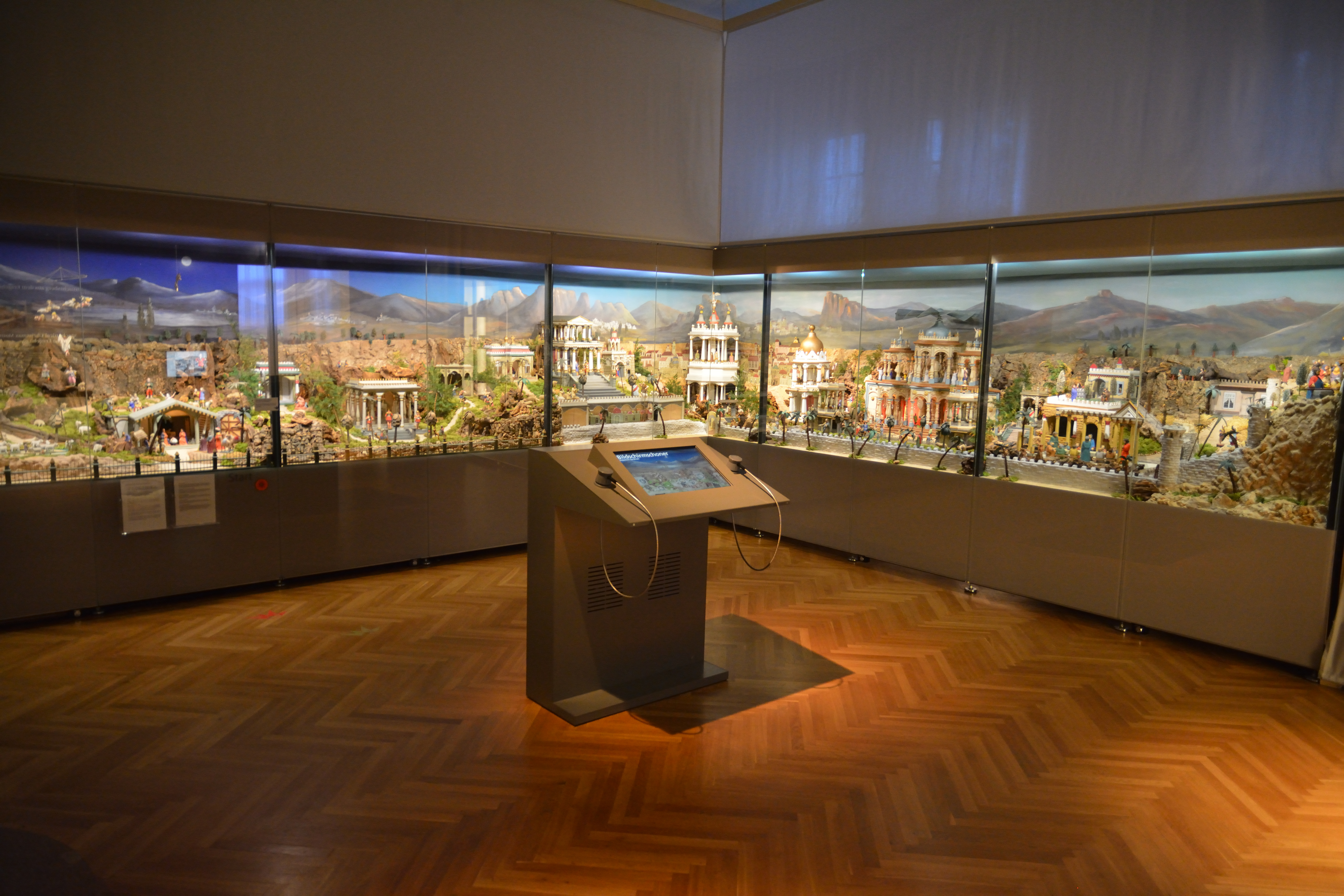
Mechanischer Weihnachtsberg im orientalischen Stil von Max Vogel, begonnen um 1885.
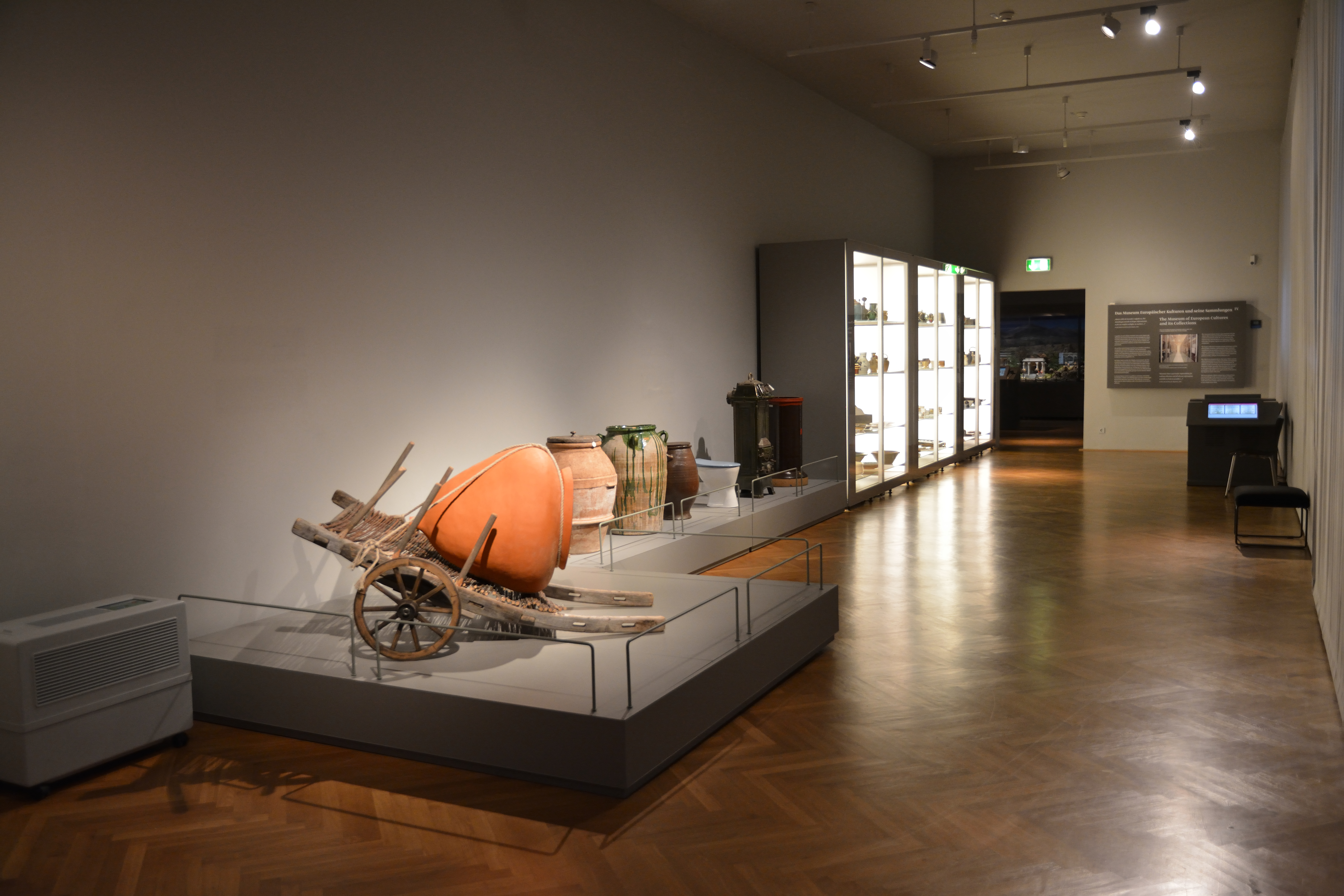
Blick in die Studiensammlung mit wechselnden Präsentationen aus dem Sammlungsbestand im Untergeschoss der ständigen Sammlungspräsentation, 2017.

## Veranstaltungen

### Ausstellungsprofil
Das Ausstellungsprofil des Museums Europäischer Kulturen und seiner Vorgängerinstitutionen bildete den jeweiligen Status und die Ausrichtung der Institution ab. Das Museum für deutsche Volkstrachten und Erzeugnisse des Hausgewerbes mit seiner prekären räumlichen Lage und mangelnder institutioneller Einbindung beteiligte sich an Ausstellungen wie der German Exhibition in London 1891, der World’s Columbian Exposition in Chicago 1893 und der Berliner Gewerbeausstellung 1896, um Aufmerksamkeit und Status für sich zu generieren. Über die Einbindung in die Königlichen Museen zu Berlin 1904 und den Ersten Weltkrieg hinweg bis in die späte Weimarer Republik änderte sich diese Situation kaum: Im Oktober 1929 veranstaltete die Sammlung für deutsche Volkskunde gemeinsam mit der Preußischen Akademie der Künste und dem Verband deutscher Vereine für Volkskunde eine Ausstellung in den Räumlichkeiten der Akademie der Künste am Pariser Platz, deren Zweck ebenfalls die Generierung von Aufmerksamkeit, insbesondere für den Bedarf ausreichender Räumlichkeiten für die Sammlung, war.
Ein Wandel setzte mit den veränderten räumlichen Bedingungen des Staatlichen Museums für Deutsche Volkskunde nach 1935 ein. Insbesondere Adolf Reichwein, der die Arbeitsstelle  Schule und Museum leitete, bereitete mit seinen Schulausstellungen einzelne Materialgruppen museumspädagogisch auf und präsentierte sie einem jüngeren Publikum. Die beiden volkskundlichen Museen in West- und Ost-Berlin setzten auch gerade wegen ihrer räumlichen Beschränkungen von den 1960er bis in die 1980er Jahre auf Wechselausstellungen, um die Breite der Bestände dem Publikum zugänglich zu machen. Sonderausstellungen wie Großstadtproletariat – Zur Lebensweise einer Klasse des Museums für Volkskunde auf der Museumsinsel 1980 und Dienstbare Geister. Leben und Arbeitswelt städtischer Dienstboten des Museums für Deutsche Volkskunde in Berlin-Dahlem aus dem Jahr 1981 markierten dabei die Entwicklung der Museen weg von dem Fokus auf die traditionelle ländliche Lebensweise hin zu einem Schwerpunkt auf die Alltagskultur des ländlichen und zunehmend auch des städtischen Raumes. In West-Berlin kam es beispielsweise 1983/84 mit der Ausstellung Weiße Westen, Rote Roben, die 1983/84 zu ersten Kooperationen zwischen dem Museum für Deutsche Volkskunde und der Abteilung Europa des Museums für Völkerkunde, die eine zunehmend über den deutschsprachigen Raum hinausgehende Perspektive einnahmen und den Boden für die spätere Vereinigung beider Sammlungen bildete. Diese Entwicklung setzte sich nach der Wende in den 1990erJahren fort. Mit Ausstellungen wie Schottenrock und Lederhose. Europäische Nachbarn in Symbolen und Klischees im Jahr 1994 wurden mögliche Präsentationsweisen für das zukünftige Museum Europäischer Kulturen erprobt.

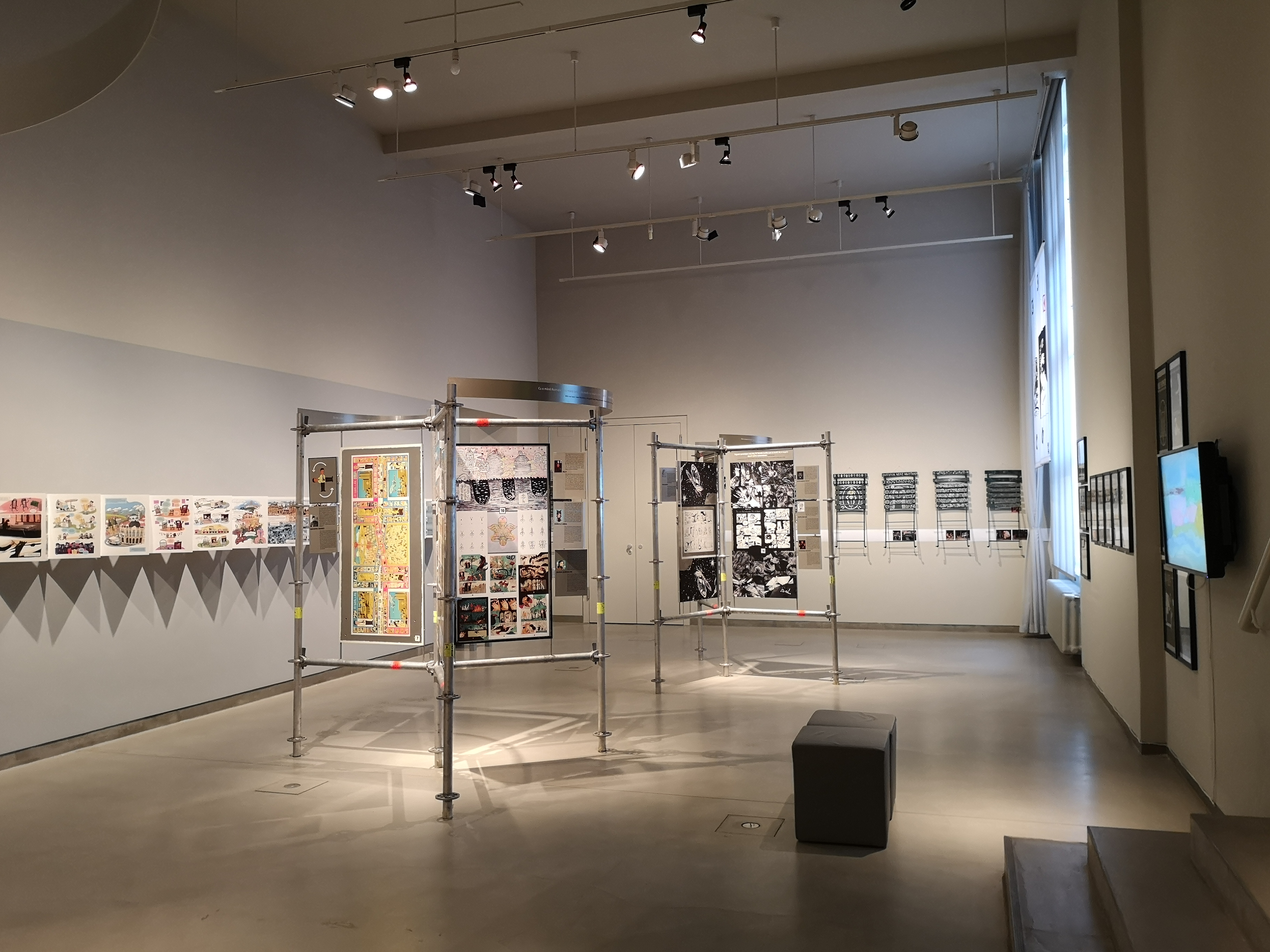
Blick in die Ausstellung comiXconnection, 2019/20.

Seit der Gründung des Museum Europäischer Kulturen 1999 hat sich das Ausstellungsprofil nochmals verändert. So werden immer noch Teile der Sammlung in wechselnden Präsentationen der Öffentlichkeit vorgestellt wie etwa mit den Ausstellungen Weihnachtspyramiden. Tradition und Moderne 2012/13 oder Hochzeitsträume – Wedding dreams aus den Jahren 2018/2019, in der unter anderem der Bestand an historischen Brautkronen gemeinsam mit Objekten und Dokumentationen zeitgenössischer Hochzeiten gezeigt wurde. Darüber hinaus widmet sich das Museum in seinen Ausstellungsprogramm aktuellen gesellschaftlichen Themen. So bilden Migrationen und Flucht mit Ausstellungen wie MigrationsGeschichten(n) in Berlin (2003), daHEIM: Einsichten in flüchtige Leben (2016/2017) und Ich habe mich nicht verabschiedet. Frauen im Exil. Fotografien von Heike Steinweg (2018) ein wiederkehrendes Thema. Die in Kooperation mit dem Museum für Kunst und Gewerbe Hamburg konzipierte Schau Fast Fashion – Die Schattenseite der Mode aus den Jahren 2019/20 widmete sich mit der Fast Fashion einem aktuellen Thema der Debatte um Nachhaltigkeit, ergänzt um Beispiele aus der Textilsammlung des Museums. Die Ausstellungstätigkeit reicht auch weiter über das Museum Europäischer Kulturen hinaus. So zeigte es 2019/20 comiXconnection, eine vom Museum betreute Ausstellung von Independent-Comic-Künstlern aus Südosteuropa, die zuvor durch verschiedene Städte auf dem Balkan tourte und dann in Stuttgart und Freiburg gezeigt wurde.

Impressionen aus der Ausstellung Hochzeitsträume, 2018/19
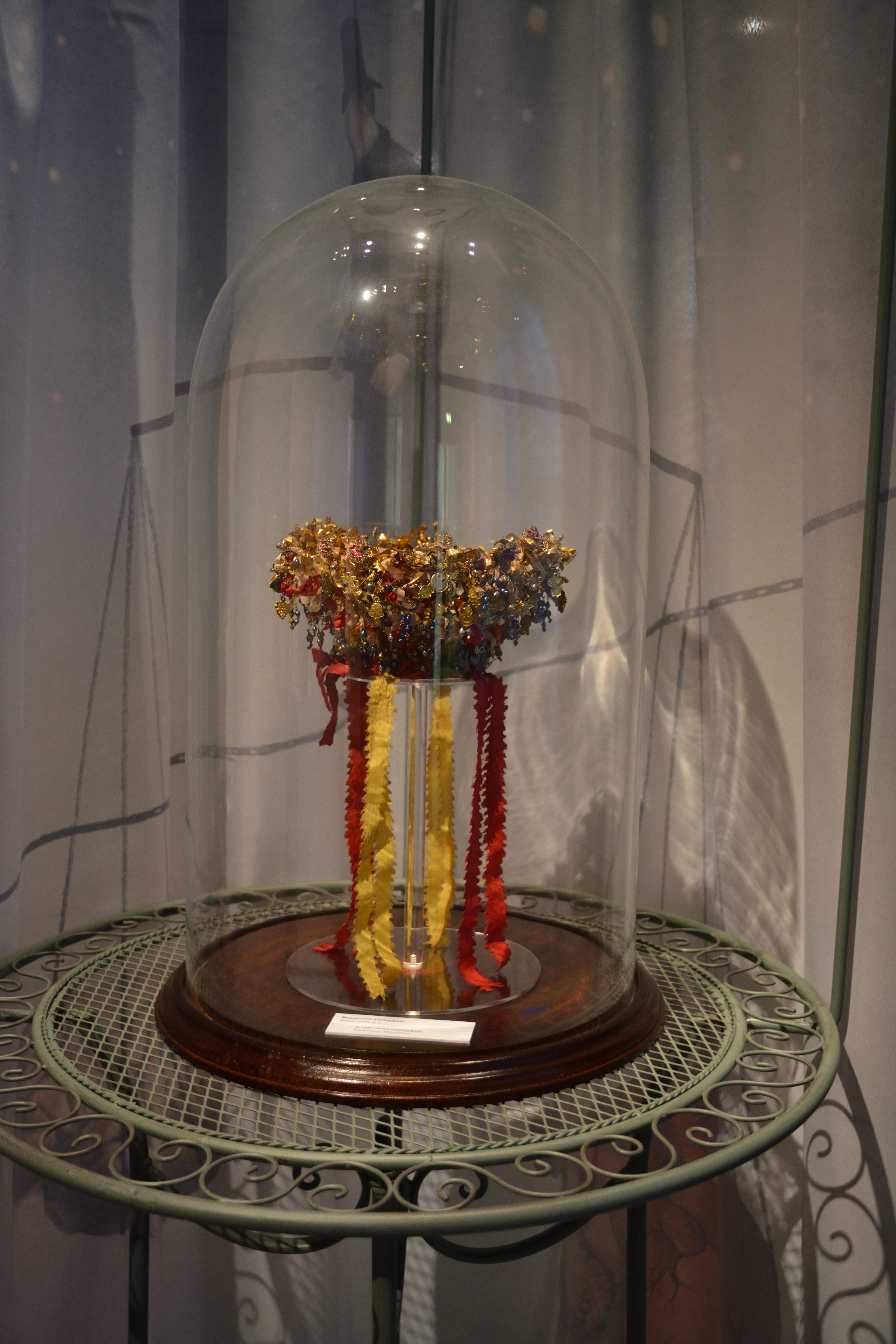
Brautkrone „Schäppel“, Schwarzwald, 19. Jahrhundert.
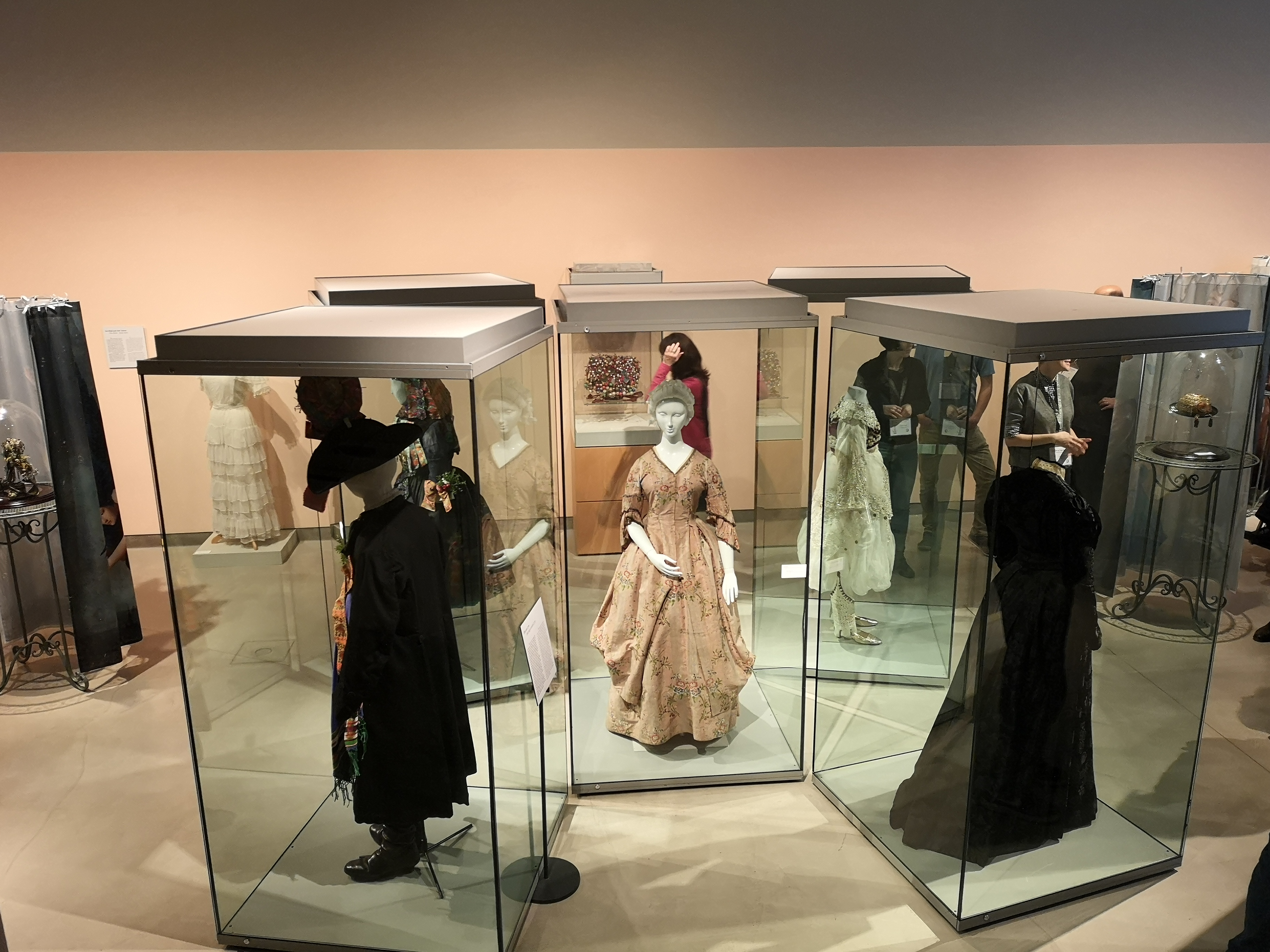
Historische Hochzeitskleidung.
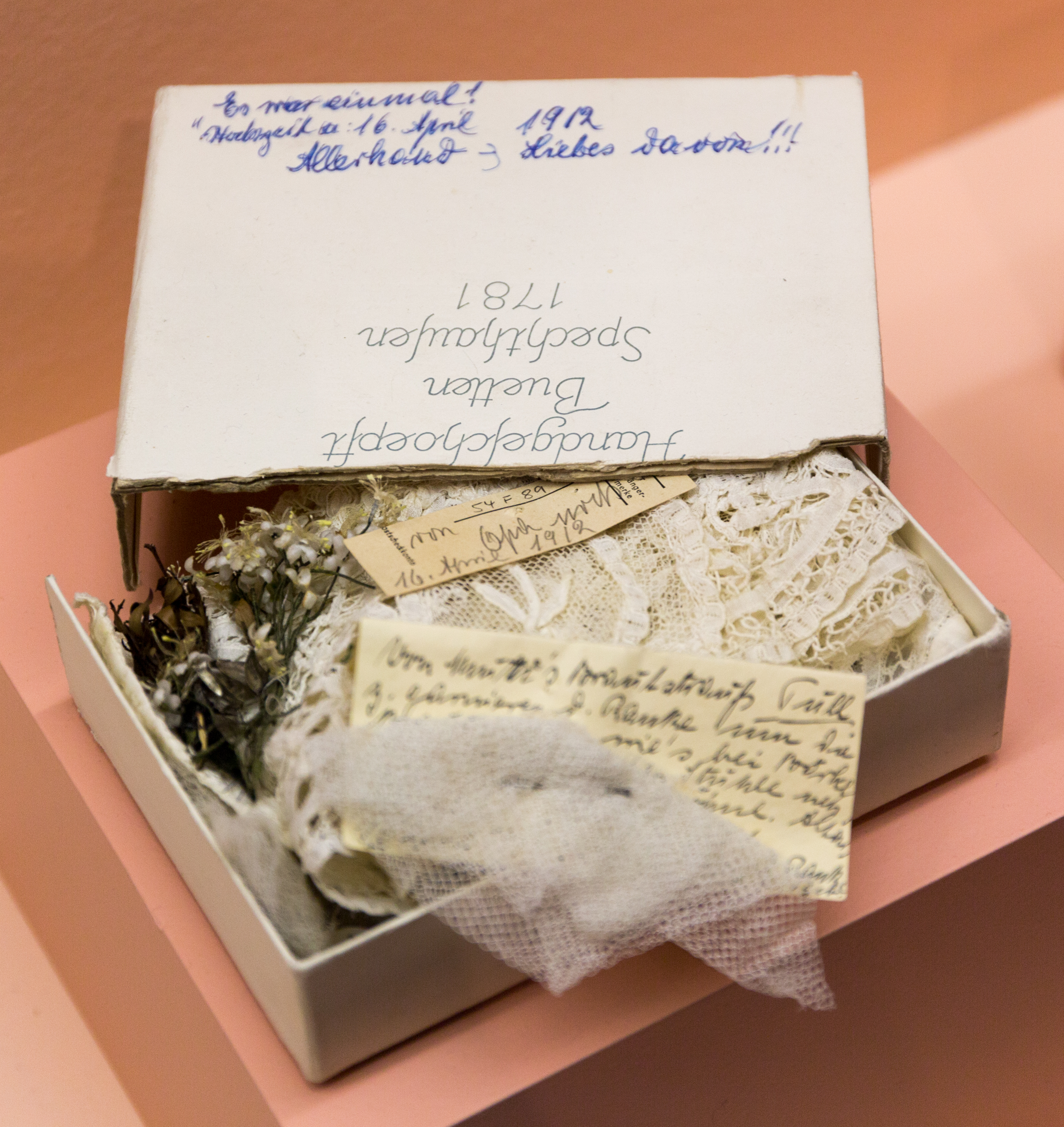
Erinnerungsstücke an die Hochzeit des Ehepaars Schmidt Fulda, 1912.
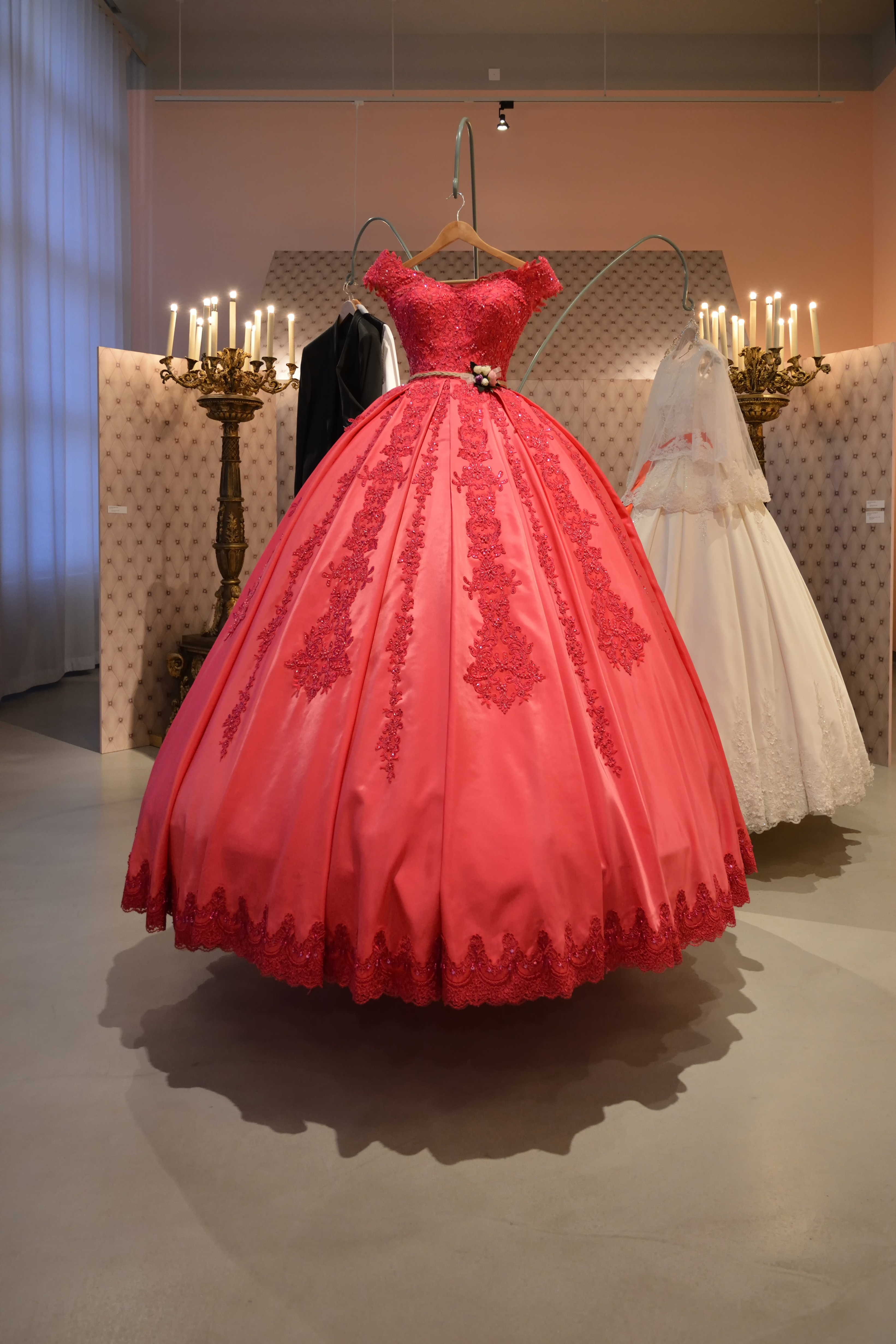
Präsentation von zeitgenössischen Hochzeitskleidern.

### Kulturtage

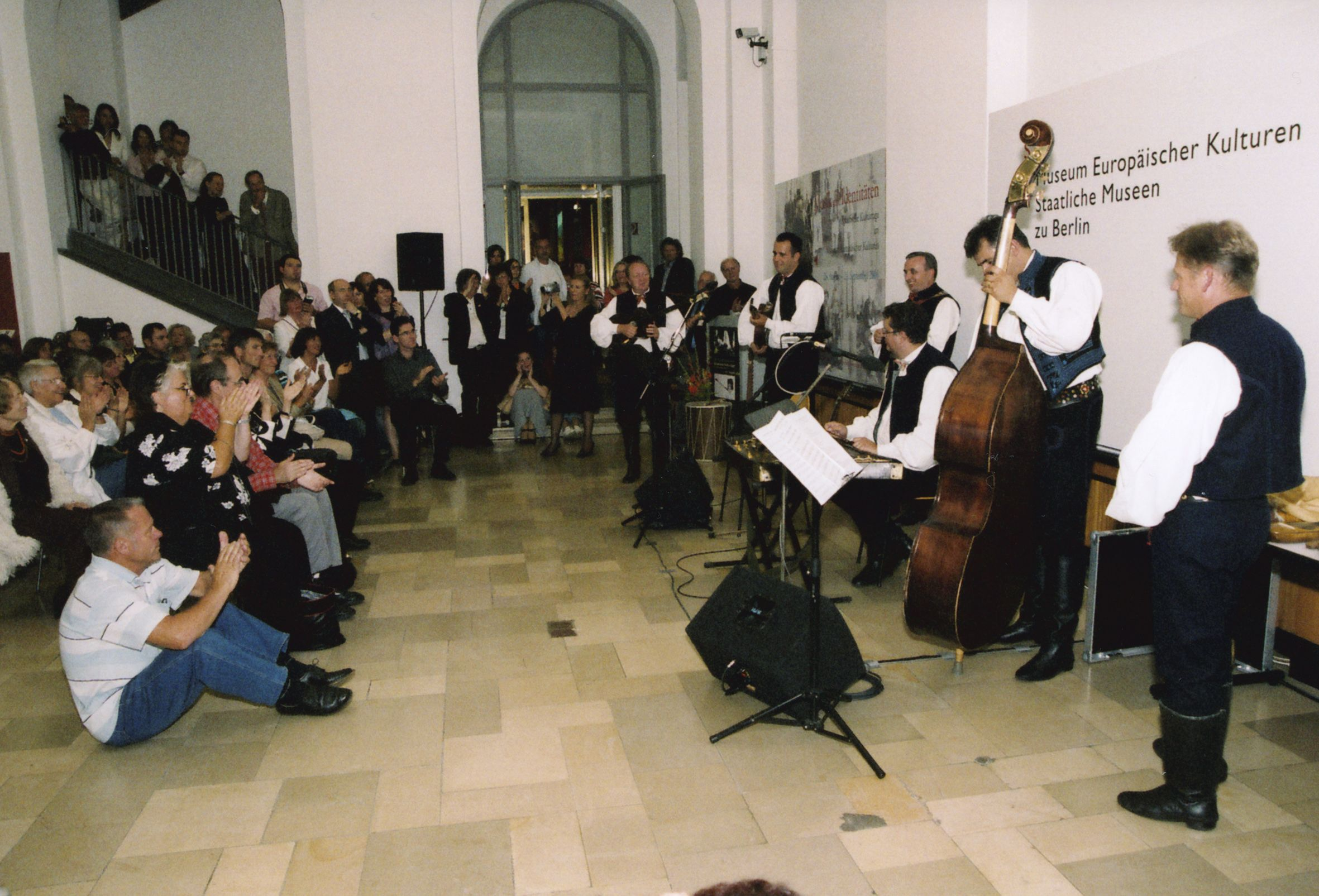
Kroatische Kulturtage, 2006.

Im Oktober 2000 veranstaltete das Museum Europäischer Kulturen die Sámischen Kulturtage: Vergangenheit für die Gegenwart. Handwerkstraditionen der Sami in Nordeuropa in einem zweiwöchigen Zeitraum. Damit war ein jährlich stattfindendes Format geboren, das zu verschiedenen Zeiten im Jahr, anfangs über etwa zwei Wochen dann etwa einen Monat stattfand. Es bietet dem Museum die Möglichkeit, die Beziehungen zu seinen europäischen Kooperationspartnern zu pflegen und zu vertiefen sowie andere Lebenswelten für die Besucher erfahrbar zu machen und sich ebenfalls an Communities mit nicht-deutscher Herkunft zu richten. Über die Jahre fanden polnische, venezianische, tatarische, estnische, kroatische, rumänische, sardische, apulische, slowakische, georgische, småländische, armenische (Traumorte – Armenische Kulturtage im Museum Europäischer Kulturen) und friesische Kulturtage und die Kulturtage zu Thessaloniki, Murcia und Slowenien statt. Anlässlich des 20. Jubiläums der Gründung des Museums Europäischer Kulturen standen die Europäischen Kulturtage 2019 nicht unter einem geographisch-ethnischen Motto, sondern hatten das Thema Europa à la carte. Essen verbindet.